# متحف التاريخ العسكري (فيينا)

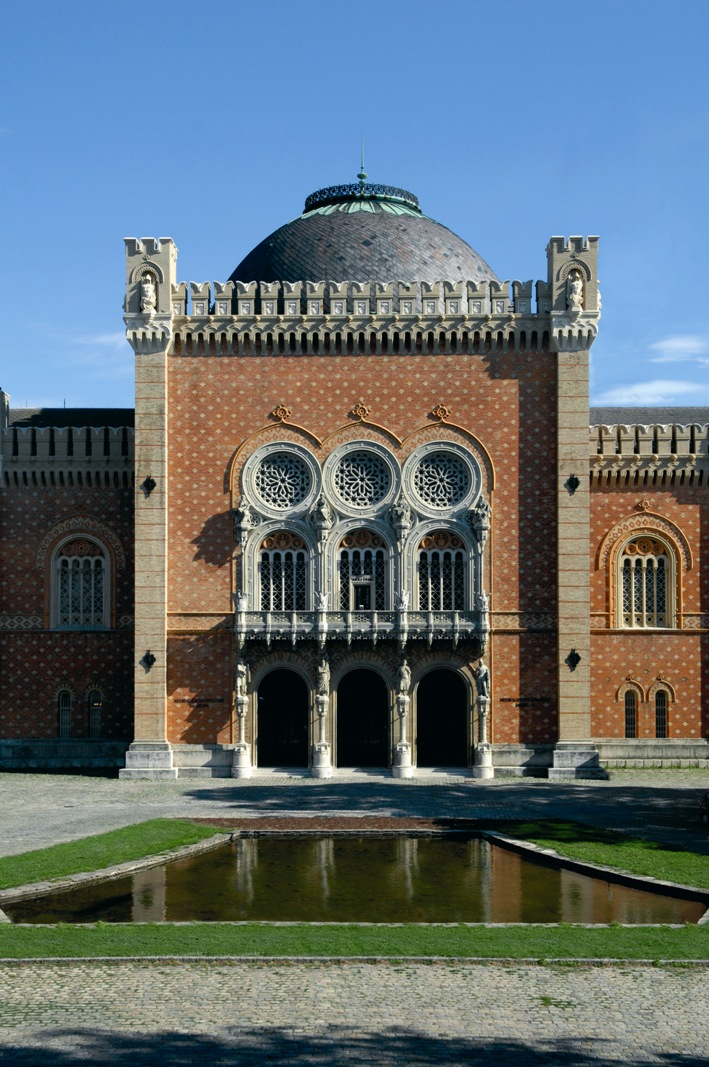
أمام القسم الرئيسي

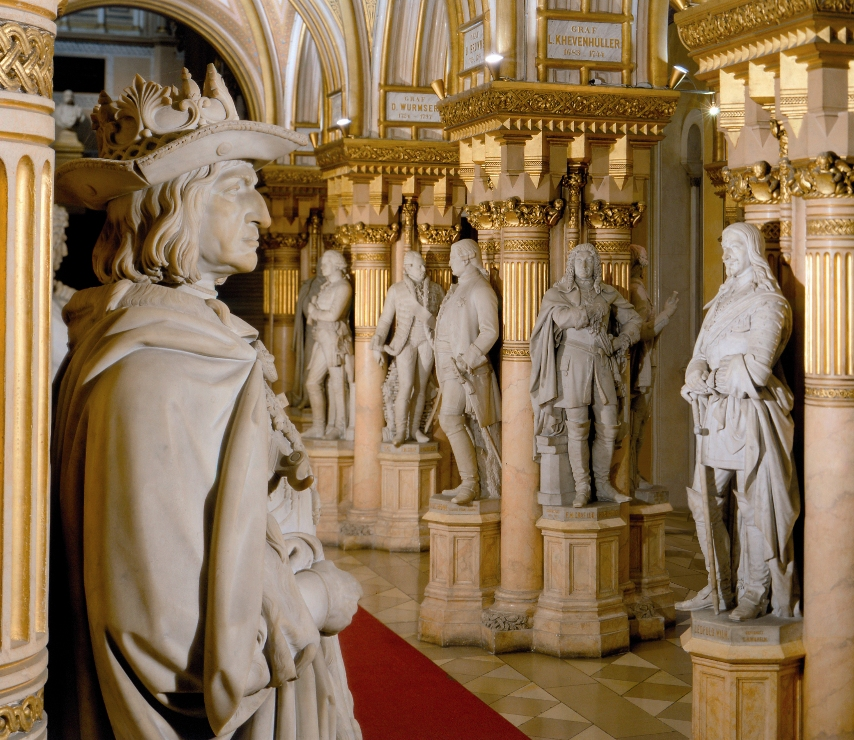
قاعة المارشالات

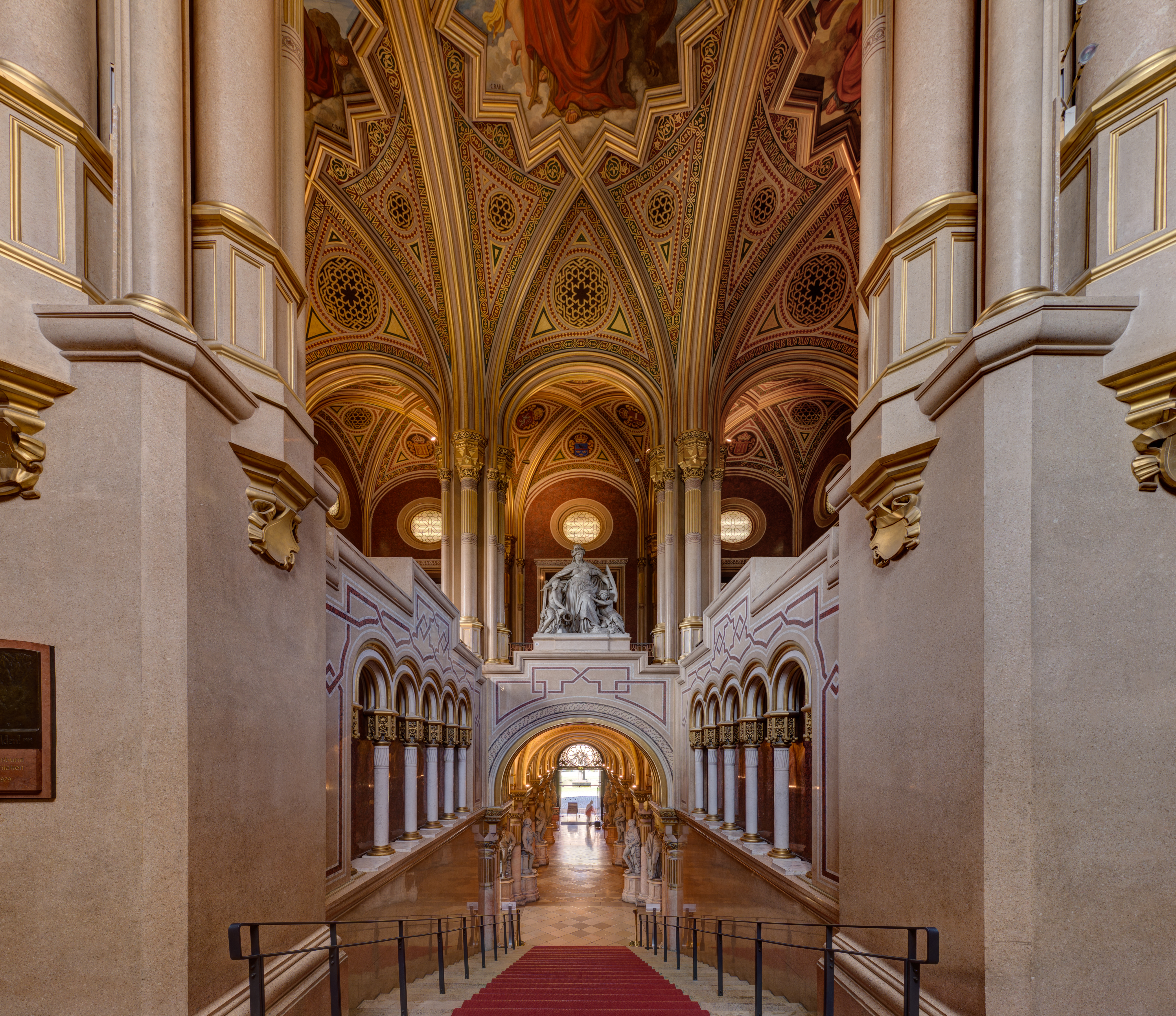
السلّم

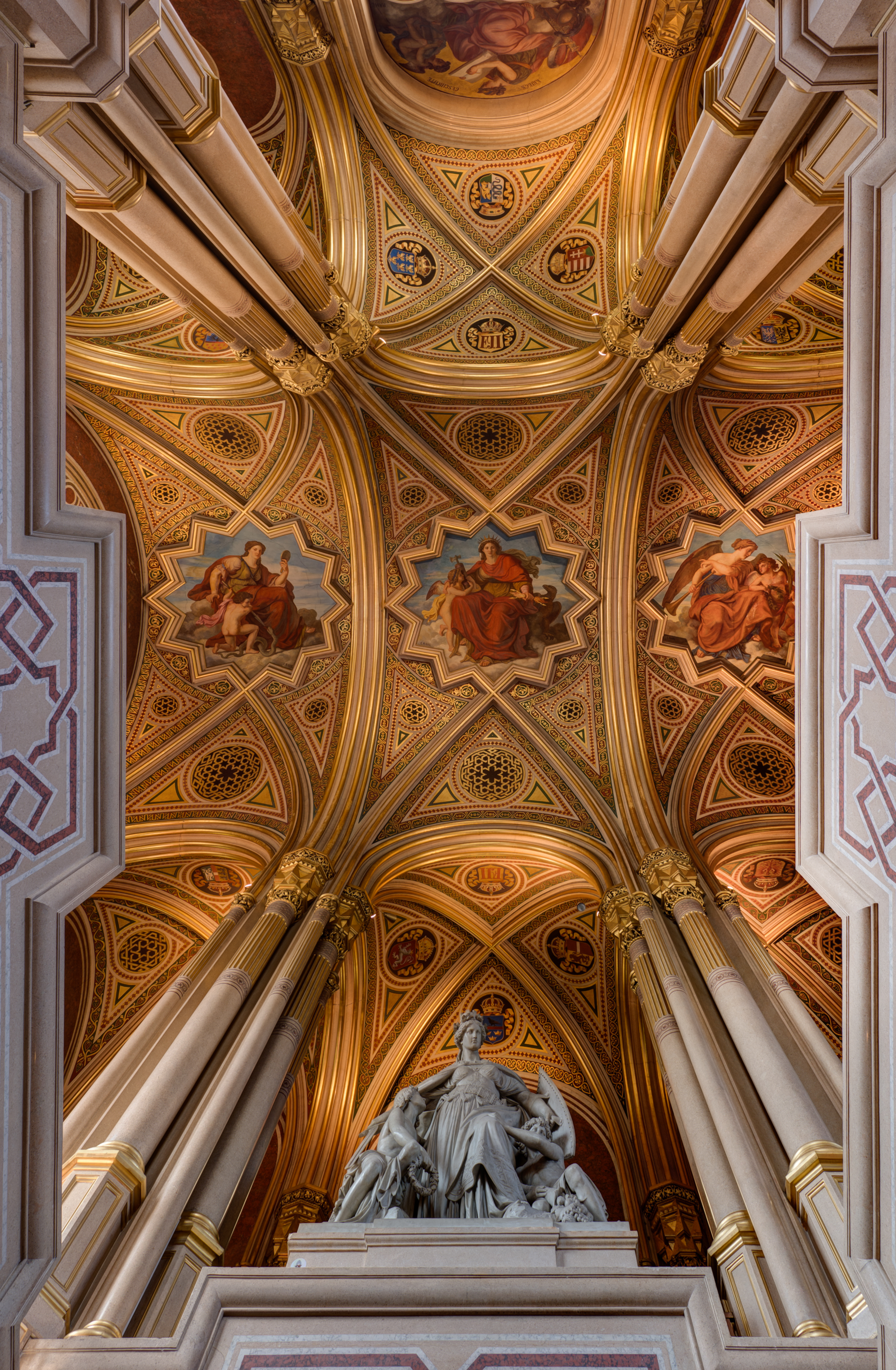
زخارف السقف فوق الدرج

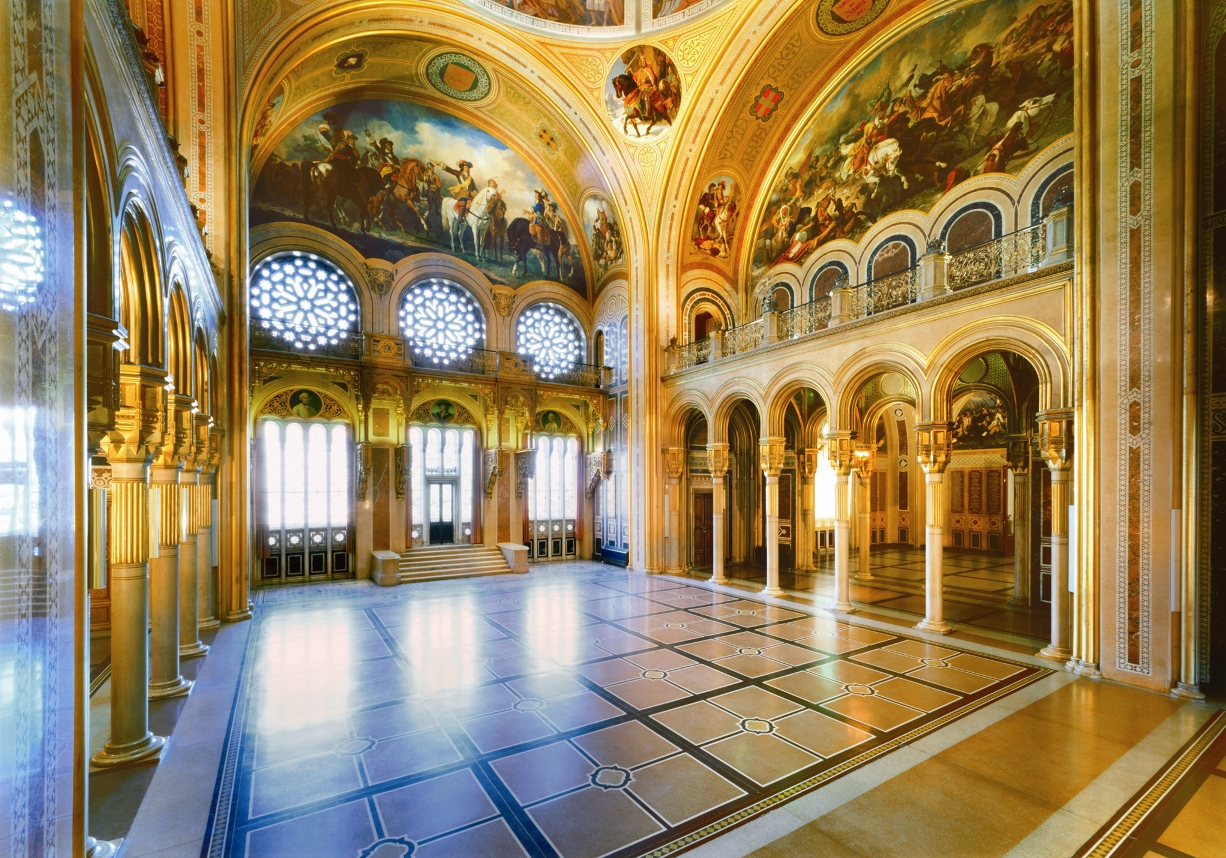
قاعة الشرف

متحف التاريخ العسكري (فيينا) (بالألمانية: Heeresgeschichtliches Museum – Militärhistorisches Institut)
هو متحف رائد للقوات المسلحة النمساوية. يوثق تاريخ الشؤون العسكرية النمساوية من خلال مجموعة واسعة من القاعات التي تشمل الأسلحة، الدروع، الدبابات، الطائرات، الزي الرسمي، الأعلام، اللوحات، الميداليات وشارات الشرف، الصور، نماذج عن البوارج البحرية، والوثائق. على الرغم من أن المتحف مملوك من قبل الحكومة الفيدرالية في فيينا، إلا أنه ليس تابعًا للمتاحف الفيدرالية، بل تدار شؤونه بصفته وكالة تتبع وزارة الدفاع مباشرة.

## مبنى المتحف
يعد مبنى المتحف، وهو المبنى رقم 18 من مجمع دار الصناعة أو الأرسينال [الإنجليزية] (بالألمانية: Arsenal) وهو مجمع عسكري ضخم كان يتكون في الأصل من 72 مبنى، شيد في أعقاب ثورة 1848/49. وكان الأرسنال أكبر مشروع بناء في السنوات الأولى من عهد القيصر فرانز جوزيف الأول الذي شيده لتعزيز سلطته المطلقة بعد إخماد الثورة. اما ما يعرف اليوم بمبنى المتحف، فهة من تصميم المهندس المعماري الدنماركي ثيوفيل هانسن [الإنجليزية].
أنتهي من بناء المتحف في 8 مايو 1856، بعد ست سنوات فقط من بداية البناء (15 أبريل 1850)، ما يجعله أقدم مبنى متحف خطط ونفذ بهذه الطريقة في النمسا.
في وقت بنائه كان الأرسنال يقع خارج حلقة تحصينات فيينا الخارجية [الإنجليزية]، وفي عام 1850 دمجت المنطقة مع حي فافوريتين (حي فيينا العاشر)/ وعلى طول الجانب الجنوبي الغربي من أرسنال كان هنالك سكة حديد فيينا الشرقية، والتي افتتحت فيها محطة فيينا الرئيسية في عام 1848.

### واجهة المتحف
تضمن تصميم هانسن للمبنى طولا يصل إلى 235 مترًا مع أجنحة عرضية [الإنجليزية] بارزة وأبراج زاوية، وجزء مركزي مربّع الشكل يشبه البرج وتعلوه قبة، بارتفاع إجمالي يبلغ 43 مترًا. ومثلما اعتاد مصمموا مباني الطراز التاريخاني على استعارة نماذج من العمارة التاريخية، اختار ثيوفيل هانسن ترسانة البندقية التي بنيت بعد 1104 نموذجا أوليا له، حيث استعار عناصر من الطراز البيزنطي مضيفًا إليها بعض العناصر القوطية، أما ما يبرز بشكل ملحوظ فهو هيكل الطوب المميّز.
زُيّن البناء الطوبي بزخارف التراكوتا ومشابك من الحديد المشغول، وكسيت الواجهة بالحجر الطبيعي، أما المقدمة البارزة [الإنجليزية] فزوّدت بالعناصر الزخرفية مثل النوافذ الثلاث المستديرة أمام الأجنحة الجانبية.
تتقاطع الأبراج المتشابكة في محاور الأجنحة الجانبية وفي زوايا الجزء المركزي من المبنى، مع منحوتات الكؤوس الفخارية الموضوعة داخل التجاويف، ووضعت تماثيل ترمز للفضائل العسكرية المصنوعة من الحجر الرملي أمام الواجهة، وهي من عمل هانز غيسر [الإنجليزية] الذي كان أحد أكثر النحاتين نفوذاً في عصره.
تحت النوافذ المستديرة مباشرة، تمثل الشخصيات النسائية (من اليسار إلى اليمين) القوة واليقظة والتقوى والحكمة، بينما تقف بجانب الفتحات الثلاثة المؤدية إلى الردهة أربع شخصيات من الذكور تمثل الشجاعة والولاء للعَلَم والتضحية بالنفس والحنكة العسكرية.

### المتحف من الداخل

#### البهو
يشير البهو الداخلي من متحف التاريخ العسكري إلى ان الإمبراطور فرانز جوزيف لم ينو إنشاء مبنى يضم مجموعات الأسلحة الإمبراطورية فحسب، بل كان قبل كل شيء يريد إنشاء قاعة شرف أو ردهة مشاهير ونصب تذكاري يخلّدان الجيش الإمبراطوري. فقاعة المارشالات في البهو تعرض 56 تمثالا كامل الشكل لـ «أشهر أمراء الحرب في النمسا والقادة الميدانيين الجديرون بالمحاكاة الأبدية»، كما ينصّ القرار الإمبراطوري الصادر في 28 فبراير 1863.
جميع التماثيل مصنوعة من رخام مجلوب من كارارا في إيطاليا، وهي بارتفاع متساو يبلغ 186 سنتمترا بالضبط، وتشير لوحات وضعت فوق كل تمثال إلى أسماء وسِير الشخوص الذين صوّروا، بينما نقش على قاعدة كل تمثال اسم واحد من 32 نحاتا هم من أنشأؤوا التماثيل، وتاريخ تثبيته، واسم المتيبرع الذي تولى دفع تكاليف التمثال. وتحمل الإمبراطور فرانز جوزيف نفسه نصف التكاليف على نفقته الخاصة، فيما موّل الباقي متبرعون أفراد، كانوا في الغالب من نسل القادة الميدانيين المعنيين. يشمل تسلسل التماثيل التاريخي الفترة من حكم ليوبولد الأول (940-994) من أسرة بابنبيرغ إلى الأرشيدوق كارل (1771-1847) من أسرة هابسبورغ.

#### السلَّم
كما زُيّن الدرج ببذخ. وعرضت أربعة تماثيل إضافية لقادة عسكريين في نصف الطابق (المشرف)، وبذلك يصل المجموع إلى 60. بخلاف تماثيل القاعة وضعنت هذه التماثيل في مواقع مرتفعة، وتصور شخصيات لعبت دورا مهما في عام الثورة 1848، وهم القادة العسكريون الذين أخمدوا، بعنف دموي في بعض الأحوال، الثورة في جميع أنحاء إمبراطورية هابسبورغ: يوليوس فون هايناو [الإنجليزية]، ويوزيف راديتسكي، وألفرد الأول أمير فينديش-غريتس [الإنجليزية]، ويوسب يلاتشيتش. نفذ زخارف الدرج التصويرية النحات النمساوي كارل راهل [الإنجليزية] بالتعاون مع تلاميذه كريستيان غريبنكيرل [الإنجليزية] وإدوارد بيترليتش في عام 1864. يتميز وسط السقف المزخرف بالذهب بالرسومات الجدارية مع صور رمزية للقوة والوحدة والشهرة والشرف (يمين) والذكاء والشجاعة (يسار). يتوج السلّم مجموعة تماثيل رخامية رمزية عنوانها «النمسا» (باللاتينية: Austria)، وهي من صنع النحات النمساوي يوهانس بينك [الإنجليزية] في عام 1869.

#### قاعة الشرف
لا شك في أن القسم الأكثر أبهة في المتحف كله هو قاعة المشاهير الموجودة في الطابق الأول، التي تتميز باللوحات الجدارية التي رسمها النمساوي كارل فون بلاس [الإنجليزية] وتصور أهم الأحداث العسكرية (الانتصارات) في التاريخ النمساوي منذ سلالة البابنبيرغ. تظهر الأقواس الجدارية الكبيرة الأربعة انتصار الجيش الإمبراطوري في معركة نوردلنغن [الإنجليزية] (1634)، ومجلس الحرب في معركة القديس غوتهارد (1664)، ومعركة زانطة (1697)، ونجدة تورينو (1607).

#### الأجنحة

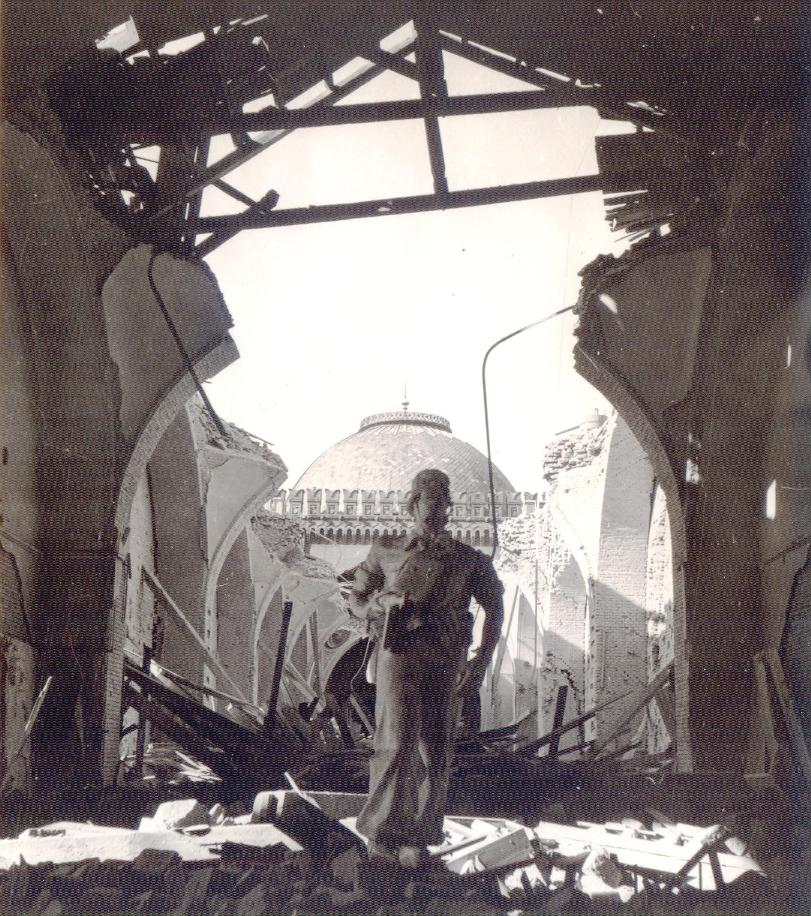
الدمار الذي لحق بالجناح الشمالي من القصف الجوي عام 1944

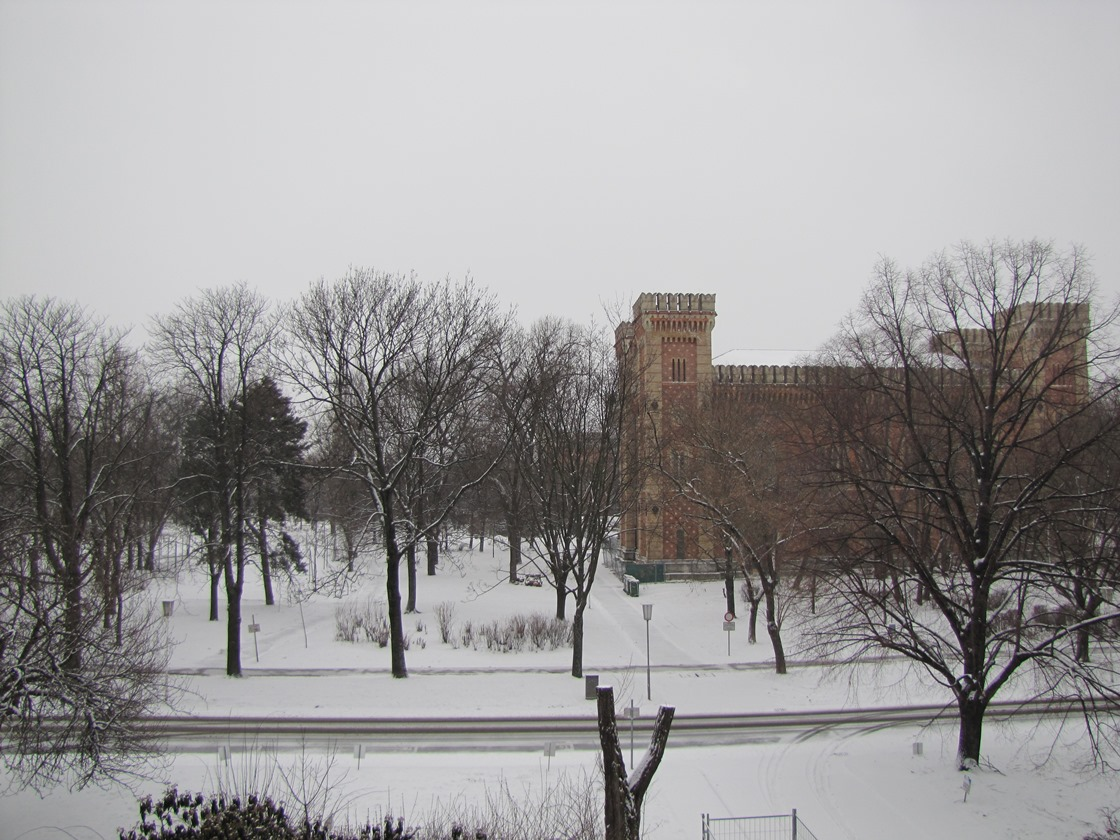
منظر شرقي لمتحف التاريخ العسكري

تحتوي القاعة المجاورة على تصوير للأحداث في عهد كل من ماريا تيريزيا وجوزيف الثاني حتى حصار بلغراد (1789) [الإنجليزية]؛ بينما تحتوي القاعة المجاورة اليمنى على معروضات للحروب النابليونية الممتدة من معركة فورتسبورغ (1796) [الإنجليزية] إلى "كفاح التيرول من أجل الحرية" [الإنجليزية] في عام 1809، ومفاوضات الهدنة التي قام بها المارشال راديتسكي مع الملك فيتوريو إيمانويل الثاني ملك سردينيا بعد معركة نوفارا عام 1849.إن أهمية قاعة الشرف التذكارية الحقيقية تلاحظ بعد الوهلة الثانية، فعلى جدرانها وجدران القاعات المجاورة لوحات رخامية تحمل أسماء أكثر من 500 عسكري (من العقيد إلى جنرالات الجيش الإمبراطوري) من جيش الامبراطورية، من بداية حرب الثلاثين عامًا عام 1618 وحتى نهاية الحرب العالمية الأولى عام 1918، وتشير إلى مكان وتاريخ وفاتهم.

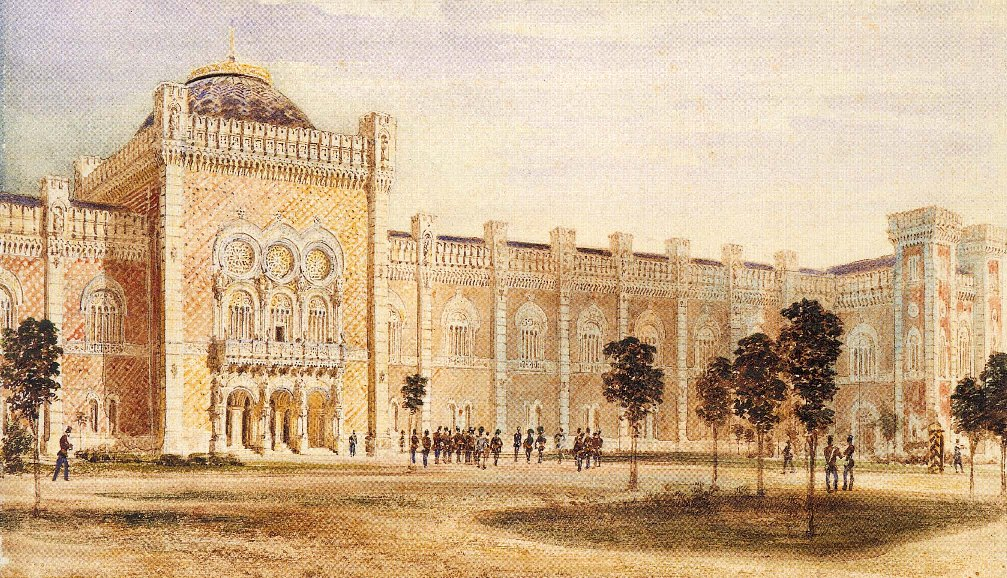
لوحة بالألوان المائية لمتحف أسلحة البلاط الإمبراطوري، للرسام النمساوي رودلف فون آلت، 1857

## تاريخ المتحف

### في العهد الملكي
على الرغم من أن مبنى المتحف نفسه قد اكتمل بالفعل في عام 1856، إلا أنه استمر العمل في الداخل حتى عام 1872. جمعت القطع من مجموعة أسلحة البلاط السابقة من مستودع الأسلحة الإمبراطوري، ومجموعة أخرى من الإمبراطورية الخاصة في قصر لاكسنبورغ [الإنجليزية]، والخزانة الإمبراطورية في فيينا.
في البداية، كانت القطع تتكون حصريًا من الأسلحة والغنائم، مع التركيز بشكل رئيسي على الدروع والأسلحة (غرفة الدروع الشخصية). بعد ترتيب القطع بشكل منهجي افتتح المعرض للجمهور باسم «متحف أسلحة البلاط الإمبراطوري» (بالألمانية: K&K Hofwaffenmuseum) عام 1869. عندما بدئ ببناء متحف الفنون الجميلة في فيينا عام 1871 (افتتح في عام 1891)، اعتقد الكثيرون في بداية ثمانينيات القرن التاسع عشر أن بالإمكان نقل أجزاء كبيرة من القطع المعروضة في المتحف إلى متحف الفنون الجديد، وأدى ذلك إلى تساؤلات بشأن مستقبل واتجاه متحف الجيش. لذلك شكّلت لجنة برئاسة ولي العهد الأمير رودولف في عام 1885، كلفت بمهمة تحديد توجه المتحف الجديد، واتفق على عرض المجموعات والمعارض والقطع التي تشير إلى أفعال الجيش الإمبراطوري.
في الاجتماع التأسيسي للجنة في 22 فبراير 1885، أكد ولي العهد الغرض من المتحف وشدد على أهمية المتحف الذي «سيسهم في تمجيد عظمة وشرف الجيش، الذي مازالت فيه روح الإمبراطورية حية والذي حفظ مكانة الإمبراطورية على مر العصور، ويمثل بالتالي رمزا لتماسك شعوب الإمبراطورية»، وأعرب عن أمله في وقتها «أن يأتي المتحف إلى الحياة بأكبر قدر ممكن من الروعة».
تألفت اللجنة من الأعضاء التالية أسماؤهم:
- ولي عهد النمسا رودولف، الرئيس
- الأرشيدوق فيلهلم من النمسا، نائب الرئيس
- كويرين، ريتر فون لايتنر، مدير المتحف.
- ألفريد ريتر فون أرنيث، رئيس الأكاديمية الإمبراطورية للعلوم
- يوهان نيبوموك، كونت فيلتشيك، ممول وجامع للتحف، الراعي الرئيسي للبعثة باير/فايبريخت القطبية.

إلى جانب الطلبات الموجهة إلى المؤسسات العسكرية المختلفة، توجهت اللجنة أيضًا إلى مدنيين للحصول على قطع أثرية للمتحف الجديد، وكان المبدأ المطبق هو: سيتم تقسيم المجموعات إلى غنائم الحرب، و«خلاف ذلك الأشياء المثيرة للاهتمام عن التاريخ النمساوي حصرا والتي لها أهمية للاعتراف بماضي الجيش الإمبراطوري والملكي في جميع عناصره». وسمح بعرض القطع الأصلية فقط، ولم يتم قبول المشاريع والنماذج إلا في حالات خاصة.
ونتيجة لعمل اللجنة والدعم السخي من الإمبراطور وعائلته والنبلاء البرجوازيين وكذلك وزارة الحرب الإمبراطورية، جمع عدد كبير من الكنوز التي «بالكاد يمكن للفرد المعاصر تخيلها».
أخيرًا في 25 مايو 1891، افتتح المتحف في الترسانة رسمياً من قبل الإمبراطور فرانز يوزيف. ومع اندلاع الحرب العالمية الأولى أغلق المتحف في وجه الزوار بسبب عدم إمكانية إدارة القطع الواردة من مسارح العمليات المختلفة في معرض منتظم.

### في الجمهورية النمساوية الأولى
ومع نهاية الحرب عام 1918 كانت هناك خطة لبيع قطع المتحف لتحسين الوضع الاقتصادي غير المستقر ولكن تم تجنب ذلك في نهاية المطاف.
في سبتمبر 1921 أعيد فتح المبنى باسم المتحف العسكري النمساوي (بالألمانية: Österreichisches Heeresmuseum)، وفي ذلك الوقت كان المتحف يركز في المقام الأول على توثيق الأحداث العسكرية الأخيرة وخاصة تلك التي وقعت في الحرب العالمية الأولى.
كان افتتاح معرض للوحات الحرب في عام 1923 بمثابة المرة الأولى التي خصص فيها المتحف قسمًا كبيرًا للفنون الجميلة، حيث لم يتم التركيز على قادة الجيش والمعارك فقط بل أيضًا على حياة الجنود اليومية في زمن الحرب.

### في العهد النازي
بعد ضم النمسا إلى الدولة الألمانية النازية (الرايخ الثالث)، وُضع المتحف تحت إدارة مدير المتاحف العسكرية في برلين وغُيّر اسمه إلى متحف فيينا العسكري (بالألمانية: Heeresmuseum Wien).
خلال الحرب العالمية الثانية أغلق المتحف مجددا أمام الجمهور وظل الدخول مقصورا على العسكريين، واعتبارًا من عام 1943 سمح للمدنيين بزيارة المتحف في عطلات نهاية الأسبوع فقط. استخدم المتحف في تلك الفترة في المقام الأول لأغراض الدعاية السياسية، فعلى سبيل. على سبيل المثال وثّقت حملات الجيش الألماني العسكرية في معارض دعائية خاصة (صيف 1940).
كما هو الحال مع جميع المتاحف في فيينا، أخليت المجموعات الأعلى قيمة بمجرد أن بدأت غارات الحلفاء الجوية على فيينا في خريف عام 1943، وأثبتت هذه الإجراءات أنها ضرورية للغاية، حيث تعرضت مباني مجمع الأرسنال لقصف مباشر في 10 سبتمبر و 11 ديسمبر 1944، مما أدى إلى إلحاق ضرر شديد وتدمير كامل في مبنى المتحف وأيضا في المستودعات الملحقة.
مع قرب نهاية الحرب ولا سيما خلال ما يسمى هجوم فيينا، تعرضت منطقة مجمع الأرسنال لأضرار جسيمة، وفي فترة الاحتلال استولى الحلفاء على الكثير من عناصر المجموعة الأثرية التي اخليت ونجت من اضطرابات الحرب، وكذلك وقع الكثير من المقتنيات ضحية للسرقة والنهب على أيدي جنود الجيش الأحمر والسكان المدنيين، وواجه المتحف في آخر الأمر احتمال الإغلاق الكامل.

### في الجمهورية النمساوية الثانية
على الرغم من الصعوبات المذكورة، بدأت إعادة بناء المتحف بالفعل في عام 1946 تحت إشراف مديرالمتحف والعسكري النمساوي السابق الفريد ميل [الألمانية] الذي اقترح تغيير اسمه إلى متحف التاريخ العسكري (بالألمانية: Heeresgeschichtliches Museum) .
تلقت إدارة المتحف في تلك الفترة دعمًا خاصًا من معرض بلفدير النمساوي ومتحف الفنون الجميلة، كما ظلت مجموعة نماذج السفن التي قدمها متحف فيينا التقني عامل الجذب الأساسي إلى قاعة البحرية النمساوية إلى يومنا هذا. خلال فترة إدارة رودولف بورينغر للمتحف أعيد افتتاحه للجمهور من قبل وزير التعليم النمساوي هاينريش دريمل في 24 يونيو 1955 وأطلق عليها رسميا اسم متحف التاريخ العسكري.
في فترة ما بعد الحرب، صممت قاعات المتحف الذي تم إعادة فتحه في المقام الأول لتكون مساحات عرض لغنائم وبطولات الماضي، ولم يتم تجديد مناطق المعرض بصورة شاملة حتى تولي يوهان كريستوف آالماير-بيك إدارة المتحف في عام 1965 حتى 1983، وفي عهده أعيد بناء القاعات لفترتي القرنين السادس عشر والسابع عشر، والفترة ما بين 1866 و1914 وتقديمها في تصميم مختلف. كان الهدف هو تجاوز مجرد عرض المقتنيات، ومقاربة الموضوع علميًا مع تكوين القاعات بدقة وبصيغة توليفة فنية تتطابق مع مكانة المتحف بصفته واحدا من أهم المتاحف في العالم. اعتقد المدير بيك وقتها أن المتحف لم يكن مكانًا للحفاظ على التقاليد، التي عليها أن تبقى في الخارج، اما في الداخل فالهدف هو جعل تاريخ الجيش النمساوي والإمبراطوري مرئيًا، بما في ذلك العناصر الثقافية والاجتماعية المهملة في الغالب.
في سبتمبر 1998، خلال فترة إدارة مانفرد راوخنشتاينر للمتحف، افتتحت قاعة "الجمهورية والدكتاتورية (بالألمانية: Republik und Diktatur) التي قدمت معروضات من الفترة 1918 - 1945. وفي 9 ديسمبر 2008 مُنح المتحف ختم الجودة للمتحف النمساوي، وهو امتياز حصل عليه مرة أخرى في عام 2013.
بعد عامين من البناء تحت إشراف المدير كريستيان أورتنر افتتحت مجموعة القاعات التي تتناول الحرب العالمية الأولى بتصميم جديد، وكان ذلك في 28 يونيو 2014، مئوية حادثة الاغتيال في سراييفو التي كانت شرارة الحرب.

## المعروضات
تعد المجموعات الأثرية في المتحف من أقدم مجموعات الدولة في مدينة فيينا، وتعود إلى ما جمع في مستودع أسلحة الجيش الإمبراطوري في البلدة القديمة منذ القرن السابع عشر، حيث هذه المتقتنيات أصبحت نقطة جذب تحظى بإعجاب كبير في القرن الثامن عشر. يوضح المتحف تاريخ ملكية هابسبورغ وأقدار النمسا من أواخر القرن السادس عشر حتى العام 1945. المعروضات في قاعة الدبابات تشمل قطعا راهنية مثل الدبابة النمساوية الخفيفة كوراسير [الإنجليزية] ومدفع هاوتزر ذاتي الدفع إم 109 .
ومع ذلك فإن القطع المعروضة لا تشمل فقط الأسلحة والمعدات العسكرية التاريخية مثل مدفع القرون الوسطى الضخم «بومهارت شتاير»، بل وتتبع أيضا الطريق إلى الحرب، مثل السيارة التي اغتيل فيها الأرشيدوق فرانز فرديناند وريث عرش النمسا، وزوجته صوفي شوتيك في سراييفو.

### القاعة الأولى – من حرب الثلاثين عامًا إلى الأمير يوجين (القرن السادس عشر - 1700)
خصصت قاعة المتحف الأولى لتاريخ أوروبا في القرنين السادس عشر والسابع عشر. في تلك الفترة كانت الإمبراطورية الرومانية المقدسة التي أصبحت فيينا عاصمة لها في عهد الإمبراطور ماكسيميليان الأول (1508-1519)، والإمبراطور تشارلز الخامس (1519-1556) والإمبراطور فرديناند الأول (1556-1564)، مسرحًا للحرب، وكانت غارقة باستمرار في النزاعات العسكرية على السلطة والاعترافات والأرض والشعوب. تسرد المعروضات التاريخ العسكري في المرحلة الانتقالية من جيوش المتطوعين الشعبية (بالألمانية: Volksaufgebot) إلى الجيش العامل، ففي الفترة التي سبقت حرب الثلاثين عاما كانت الجيوش الإمبراطورية غير مجهزة باتساق وتحشد فقط في الحملات، وبدأت تتحول بالتدريج إلى جيش «دائم» يتقاضى أجرًا، وموّلت هذه الجيوش بشكل أساسي من قبل القادة الميدانيين مثل ألبريشت فون فالينشتاين.
يمكن للزائر تتبّع تطور تقنية الأسلحة النارية من قربينة القرن 16 إلى البندقية ذات الفتيل [الإنجليزية]، فبندقية المقدح، كما تعرض القاعة عدة بدلات للدروع والهراوات والأسلحة التي استخدمت في حرب الثلاثين عاما، إضافة إلى رسالة مكتوبة بخط اليد من فالنشتاين إلى المارشال غوتفريد هاينريش كونت بابنهايم بتاريخ 15 نوفمبر 1632 والتي كتبها قبيل معركة لوتزن. أصيب بابنهايم في المعركة في اليوم التالي والرسالة في جيبه، ومازالت بقع الدم مرئية عليها. تضم المجموعة أيضا آلة هي عبارة عن بطارية بنادق متعددة الفوهات من العام 1678 سميت بـ«أرغن الموت»، وهي من تصميم صانع السلاح الإمبراطوري دانيل كولمان، وتمثل محاولة مبكرة لصنع بندقية سريعة الطلقات للجيش الإمبراطوري.

كما خصصت مساحة كبيرة للحروب العثمانية، ولا سيما حصار فيينا الثاني عام 1683، حيث عرض الكثير من الجيش العثماني بما في ذلك الأقواس المركبة التي كان يستعملها فرسان السباهية العثمانيون، وتشمل المعروضات الخاصة بزة زرد تركية غنمها القائد المنتصر معركة موغرسدورف رايموندو مونتيكوتشولي، وساعة تركية فضية، وشارات ورايات تركية مختلفة، وسياط خيول، بالإضافة إلى ختم السلطان التركي مصطفى الثاني، الذي استولى عليه الأمير يوجين من سافوي في معركة زانطة عام 1697. أما الجزء الأخير من القاعة فمكرس للأمير يوجين، حيث يمكن رؤية قطعتين من ملابس الأمير الشخصية، وعصاه وسيفه، وزخرفة الجنازة التي احتفظ بها بعد وفاته عام 1736.

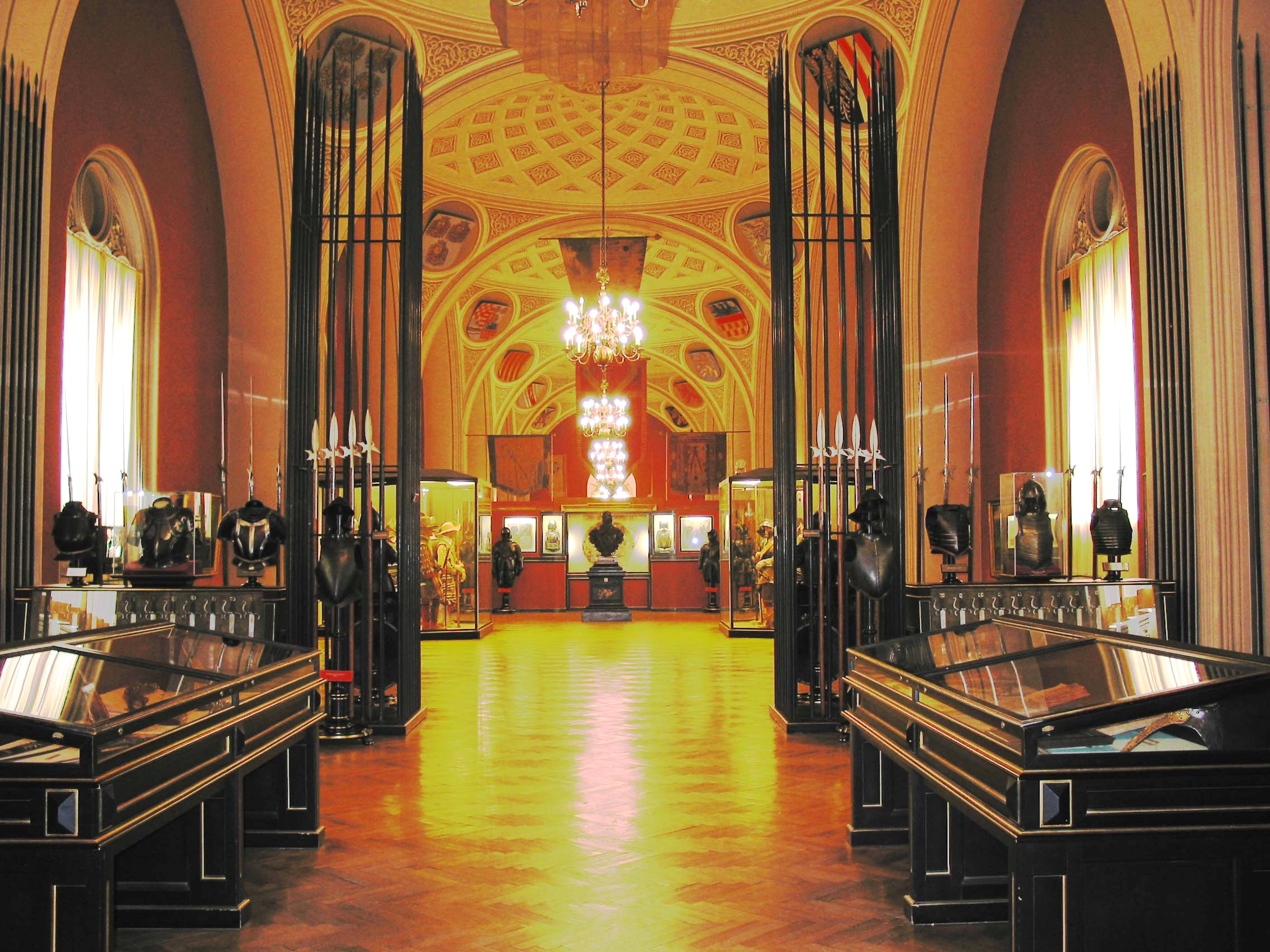
منظر القاعة الأولى
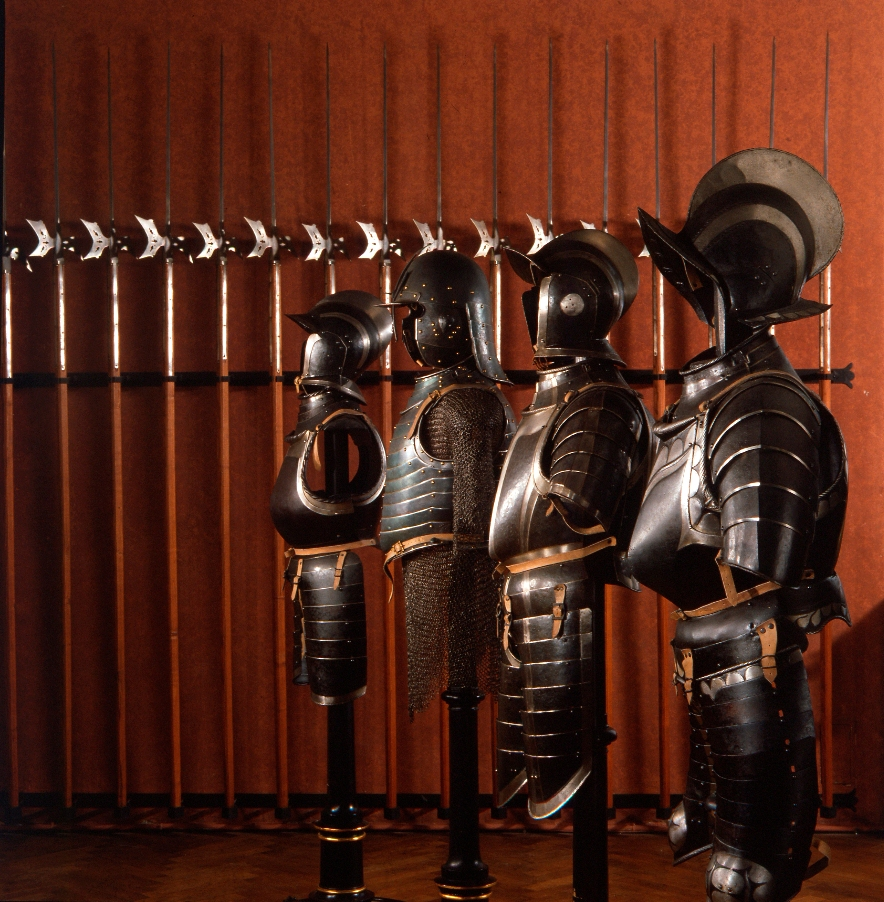
بدلات للدروع ، حوالي 1600
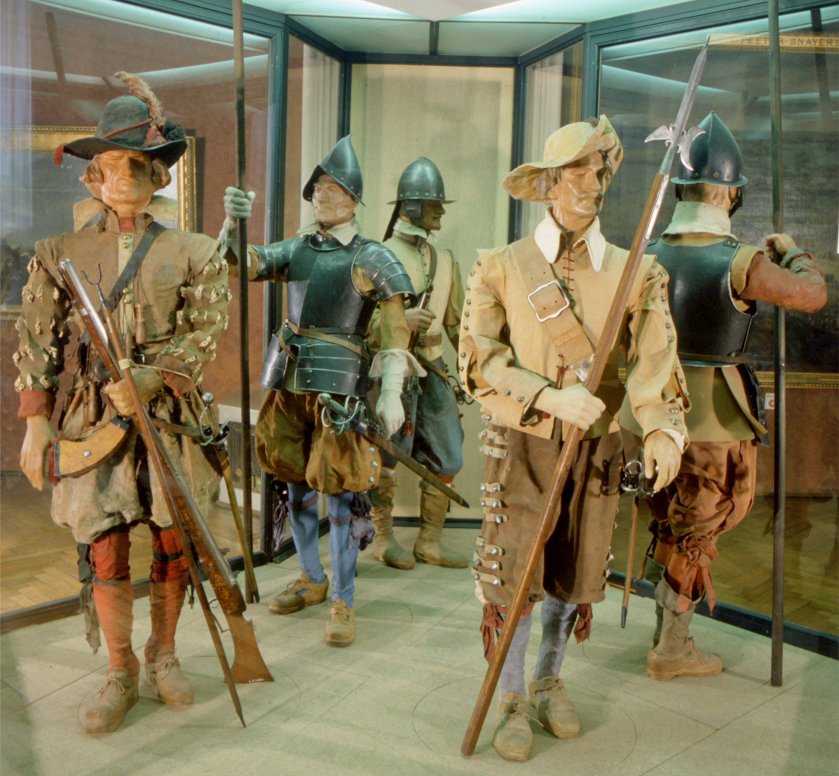
الفرسان والبيكين
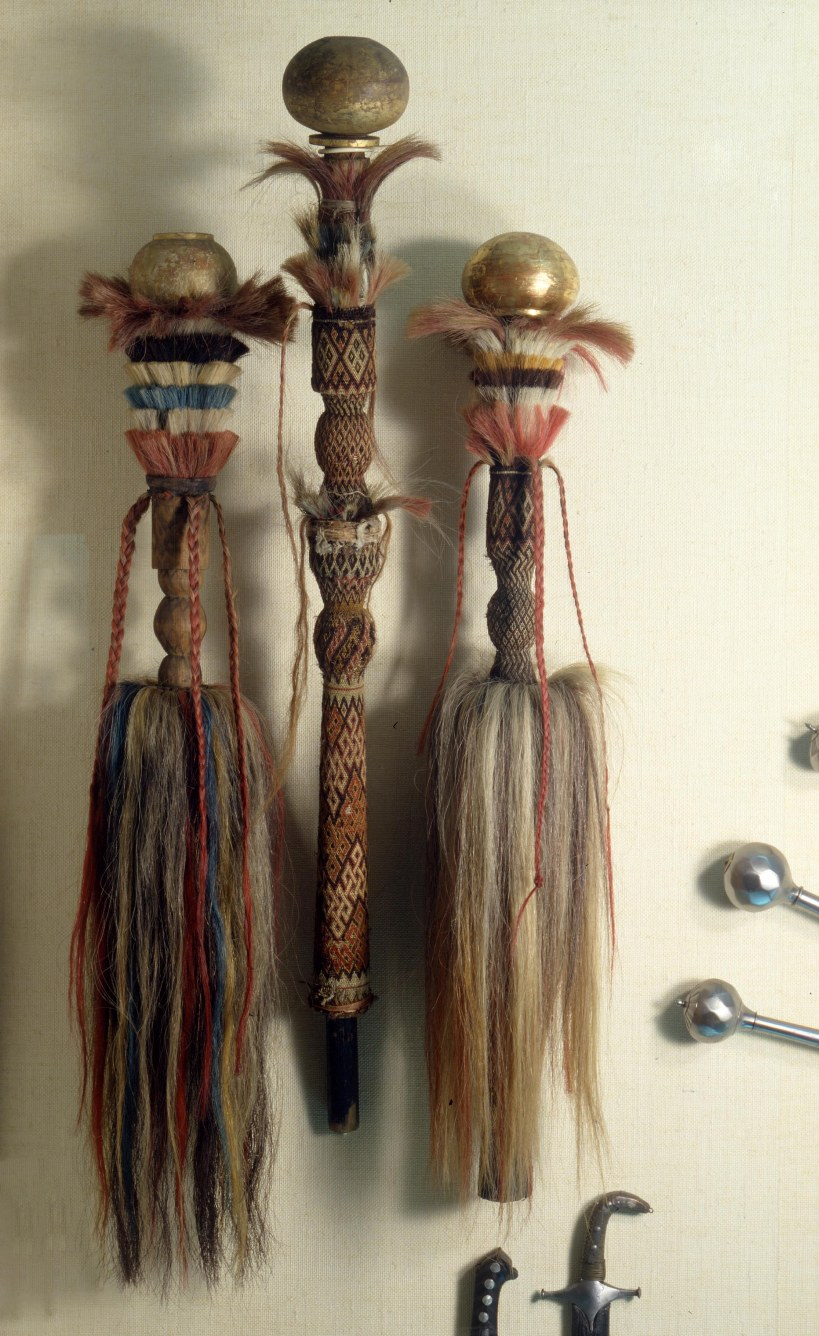
سوط فارس تركي
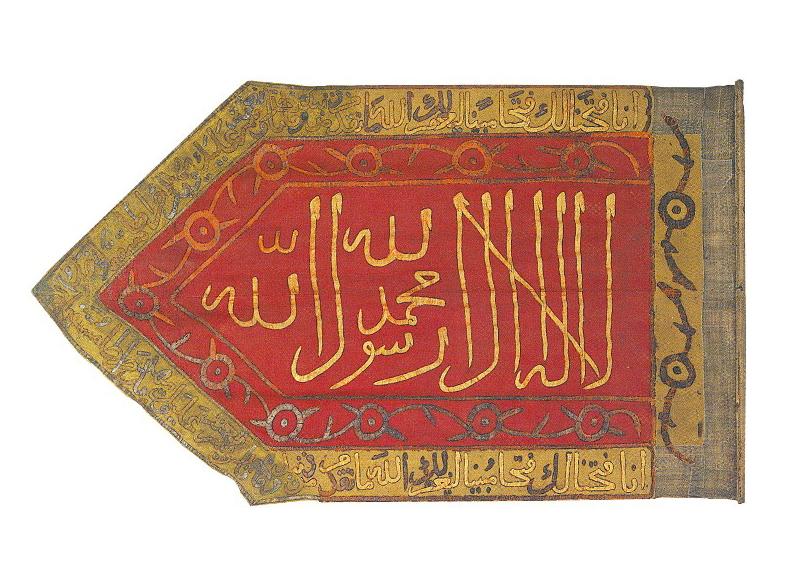
راية عثمانية ، 1683

### القاعة الثانية – حرب الخلافة الإسبانية وقاعة ماريا تيريزا (1701-1789)
خصصت القاعة الثانية للقرن الثامن عشر وتسمى أيضًا قاعة ماريا تيريزيا، على الرغم من أن بداية هذا القسم لا تزال تهيمن عليها شخصية الأمير يوجين وإنجازاته، إضافة إلى دور «الفارس النبيل» حرب الخلافة الإسبانية. ونتيجة للحرب التركية الكبرى التي بلغت ذروتها بانتصارات بيترواردين (1716) وبلغراد (1717) وانتهت بمعاهدة باساروفجا في 1718 التي تنازلت فيها الدولة العثمانية عن أجزاء واسعة من أراضيها في أوروبا الشرقية، حققت مملكة هابسبورغ أكبر توسع إقليمي وامتد مجال نفوذها إلى وسط وجنوب شرق أوروبا، مما جعلها قوة كبرى. وتشمل المعروضات من تلك الفترة الخيمة الرسمية التركية ومدفع وقذائف الهاون التي يبلغ وزنها عشرة أرطال التي دمرت واحدة منها حيا كاملا في بلغراد عام 1717 عندما أصابت إصابة مباشرة مستودع بارود تركي.

شكلت وفاة الأمير يوجين ووفاة آخر ذكر من سلالة هابسبورغ، الإمبراطور كارل السادس في عام 1740 لحظة فارقة في تاريخ الإمبراطورية، حيث واجهت خليفته ماريا تيريزا جبهة عريضة من الخصوم. في حرب الخلافة النمساوية لم تدافع ماريا تيريزا عن السلطة فحسب، بل وأيضا عن الأقاليم التي ورثتها وحاولت دول الجوار انتزاعها، وكان على رأس خصومها الملك فريدريش الثاني ملك بروسيا. وعلى الرغم من انتصار النمسا في عدة معارك في حروب شليزيا الثلاثة لم تحقق النمسا نصرا حاسما. في المعرض يرى الزائر الكثير من الغنائم الحربية من تلك الفترة: قبعات بندقجيين وسيوف ورايات وأزياء عسكرية توثق تلك الفترة. كما تعرض في المتحف مقتنيات خاصة للمارشال إيرنست فون لاودون [الإنجليزية] غيديون فون لاودون، من بينها وسام ماريا تيريزيا، وهي أعلى وسام نمساوي، وقد ناله لاودون لشجاعته في معركة هوخكيرش عام 1758. توثق المعروضات أيضا تأسيس أكاديمية تيريزا العسكرية [الإنجليزية] عام 1751، التي ما زالت موجودة في نفس المكان في فينر نويشتات إلى اليوم وتعد الأكاديمية العسكرية العاملة الأقدم في العالم.

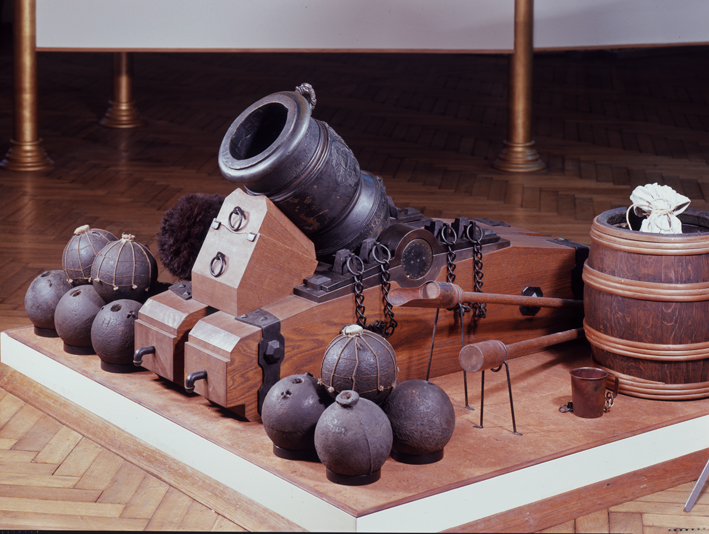
هاون بلغراد
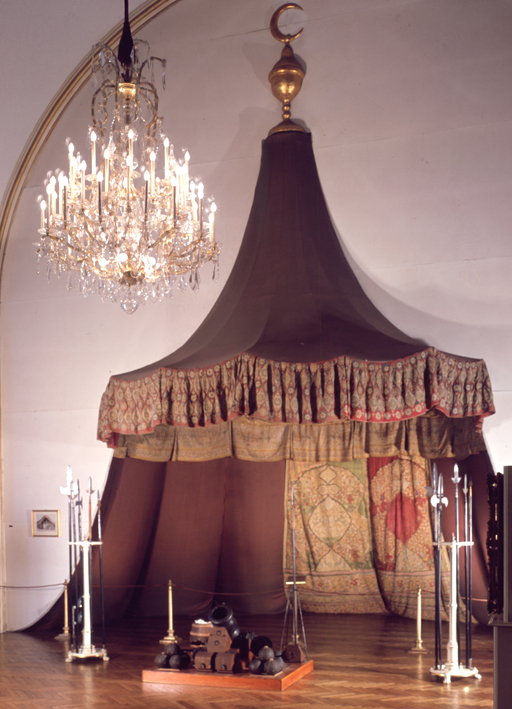
خيمة الدولة التركية
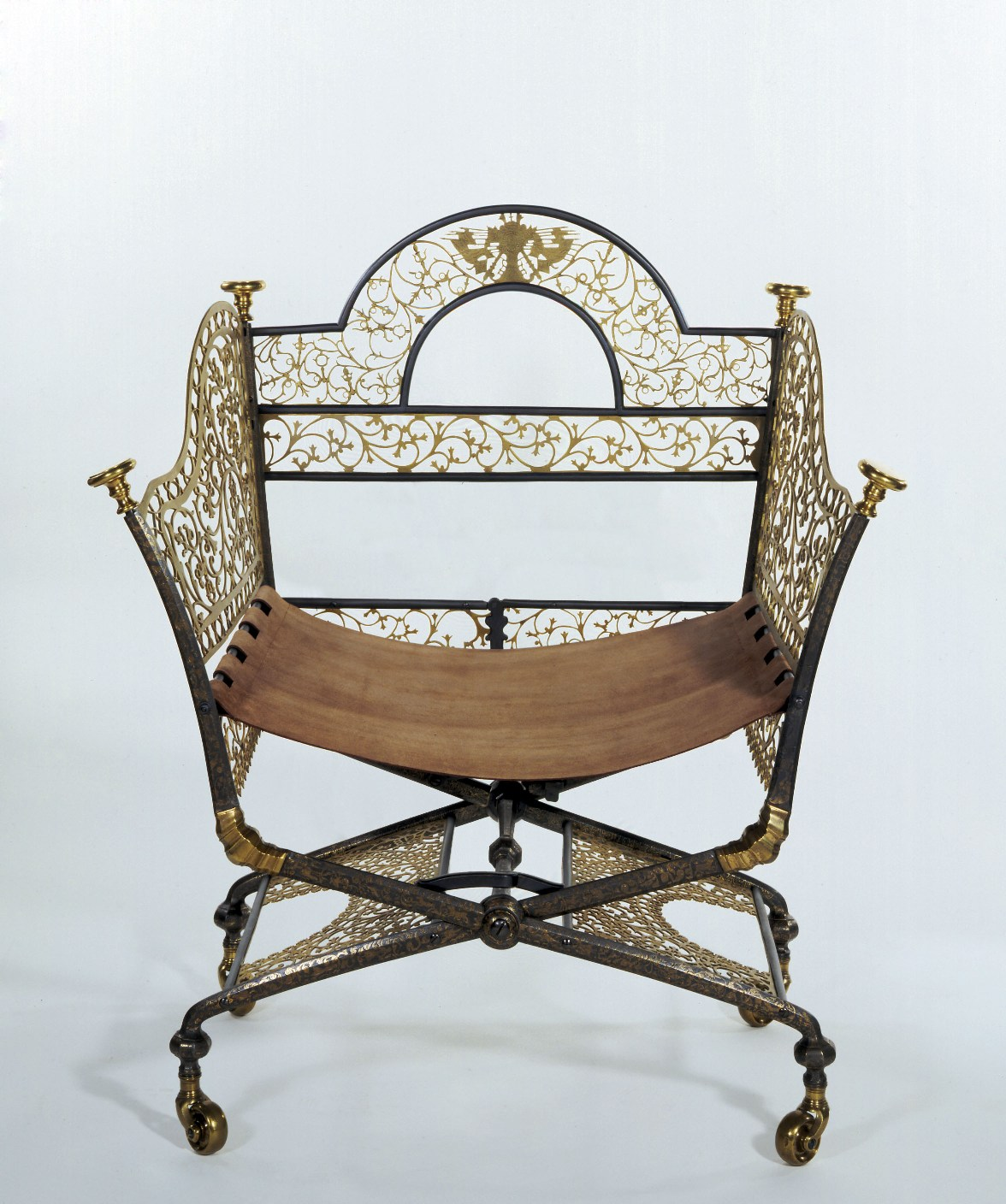
كرسي الإمبراطورة إليزابيث من روسيا
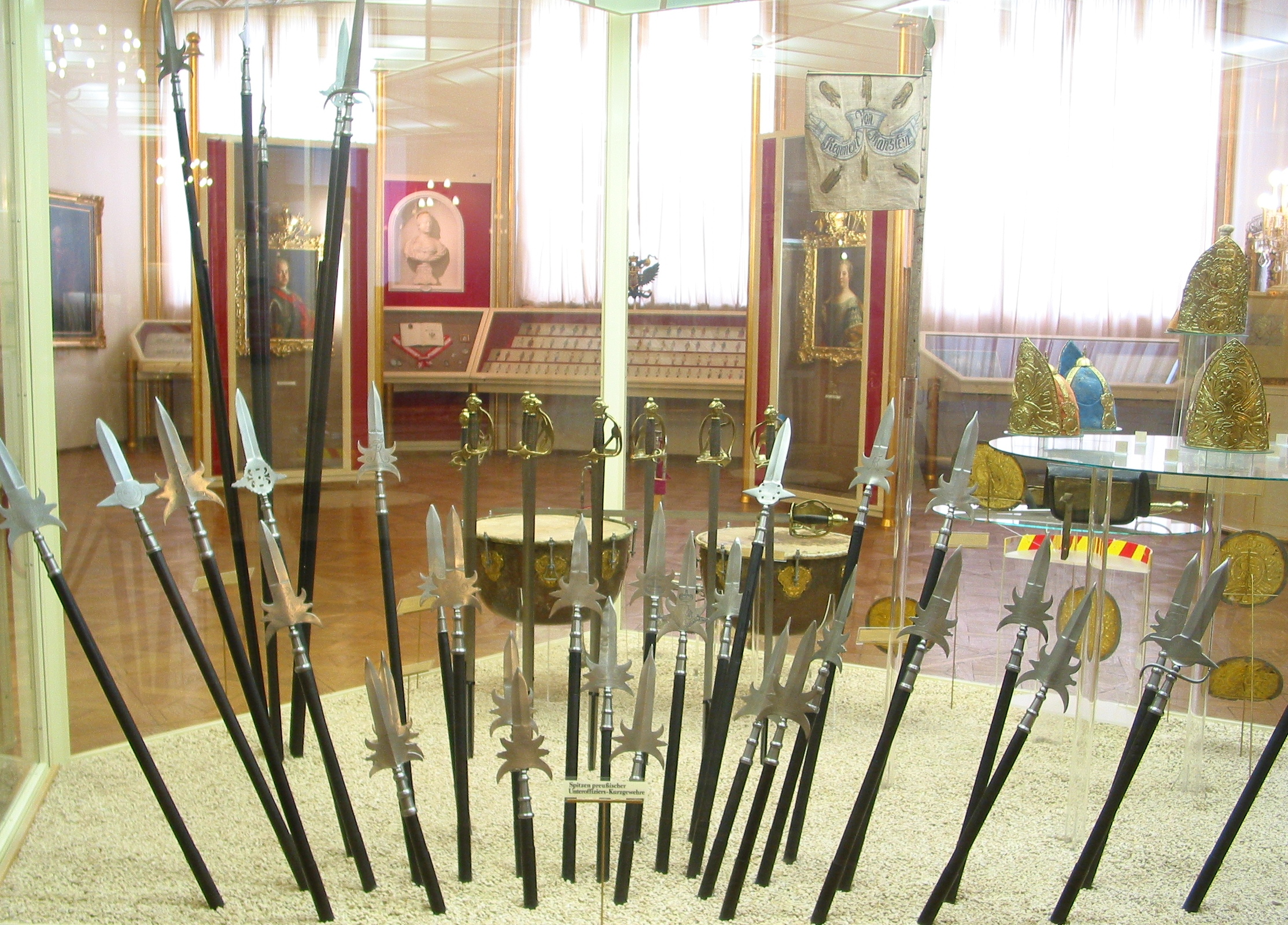
الجيش البروسي
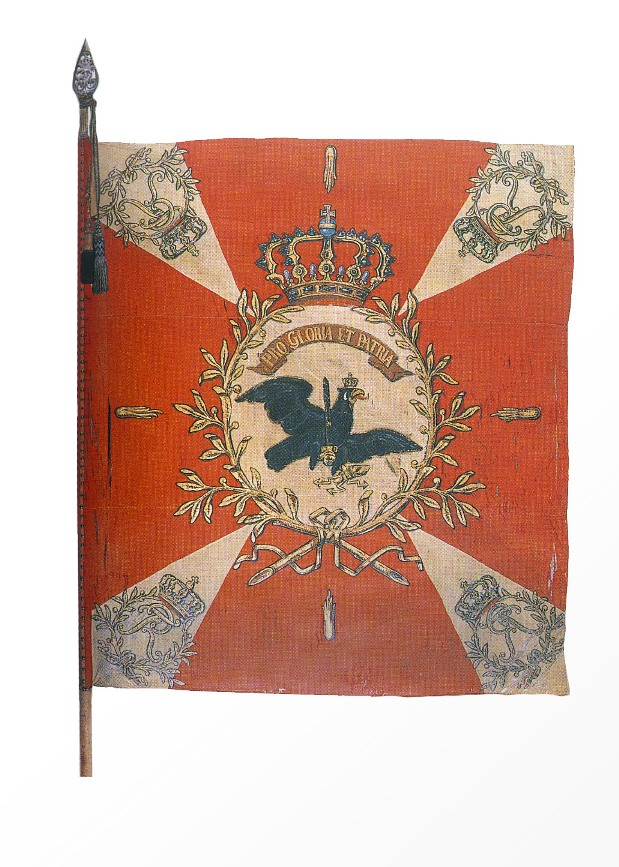
العلم البروسي

### القاعة الثالثة – قاعة الثورات (1789–1848)
خاض الإمبراطور جوزيف الثاني الحرب العثمانية الأخيرة لملكية هابسبورغ بالتحالف مع جيوش الامبراطورية الروسية كاثرين الثانيةـ وقد انتهى هذا الصراع أيضًا بالاستيلاء على بلغراد عام 1789 في اللحظة التي اندلعت فيها الثورة في فرنسا. سقطت الملكية في فرنسا وخُلع لويس السادس عشر وزوجته ماري أنطوانيت، وهي ابنة الإمبراطورية النمساوية ماري تيريزا وأعدما، وبدأ صعود الرجل الذي سيغير خريطة أوروبا السياسية: نابليون بونابرت.
تهيمن على قاعة الثورات معارك أوسترليتز، فورتسبورغ، أسبيرن، دويتش-فاغرام، ولايبزيغ، والانتفاضة التيرولية عام 1809 بقيادة أندرياس هوفر. ومن أبرز ما يميز المعرض وجود أقدم طائرة عسكرية متبقية في العالم، وهي بالون الحرب الفرنسي «الإنتريبيد» (بالفرنسية: L'Intrépide) الذي استولت عليه القوات النمساوية في معركة فورتسبورغ في 3 سبتمبر 1796. تظهر اللوحات الكبيرة التي رسمها يوهان بيتر كرافت [الإنجليزية] الأرشيدوق كارل ومساعديه في معركة آسبرن، وإعلان النصر في معركة لايبزيغ وتوضح بشكل مثير للإنطباع أحداث هذه الأوقات المضطربة.
تضم القاعة توثيقا خاصا، وهو التماثيل صنعها هيلموت كراوهس (1912-1995) وتوضح أزياء العصر النابليوني العسكرية بدقة وأصالة. تشمل المعروضات أزياء وأسلحة وأوسمة ، وكذلك مقنيات فردية مثل معطف الجنرال الروسي بافيل أندرييفيتش شوفالوف الذي ارتداه نابليون في رحلته إلى المنفى في جزيرة إلبا. كما يتوثق القاعة بالتفصيل مؤتمر فيينا الذي عقد لمواجهة الثورات الليبرالية التي اندلعت نتيجة الثورة الفرنسية، وشخصية الأرشيدوق كارل، حيث تحتوي القاعة على شاشات لمس تفاعلية يمكن للزوار استخدامها للحصول على مزيد من المعلومات حول أحداث هذه الفترة بالرسومات والخرائط والملاحظات عن سير معاصريها الذاتية.

وتسمى القاعة الثالثة أيضًا «قاعة الثورات» لأن معروضاتها تبدأ بالثورة الفرنسية وتنتهي بثورة 1848. 

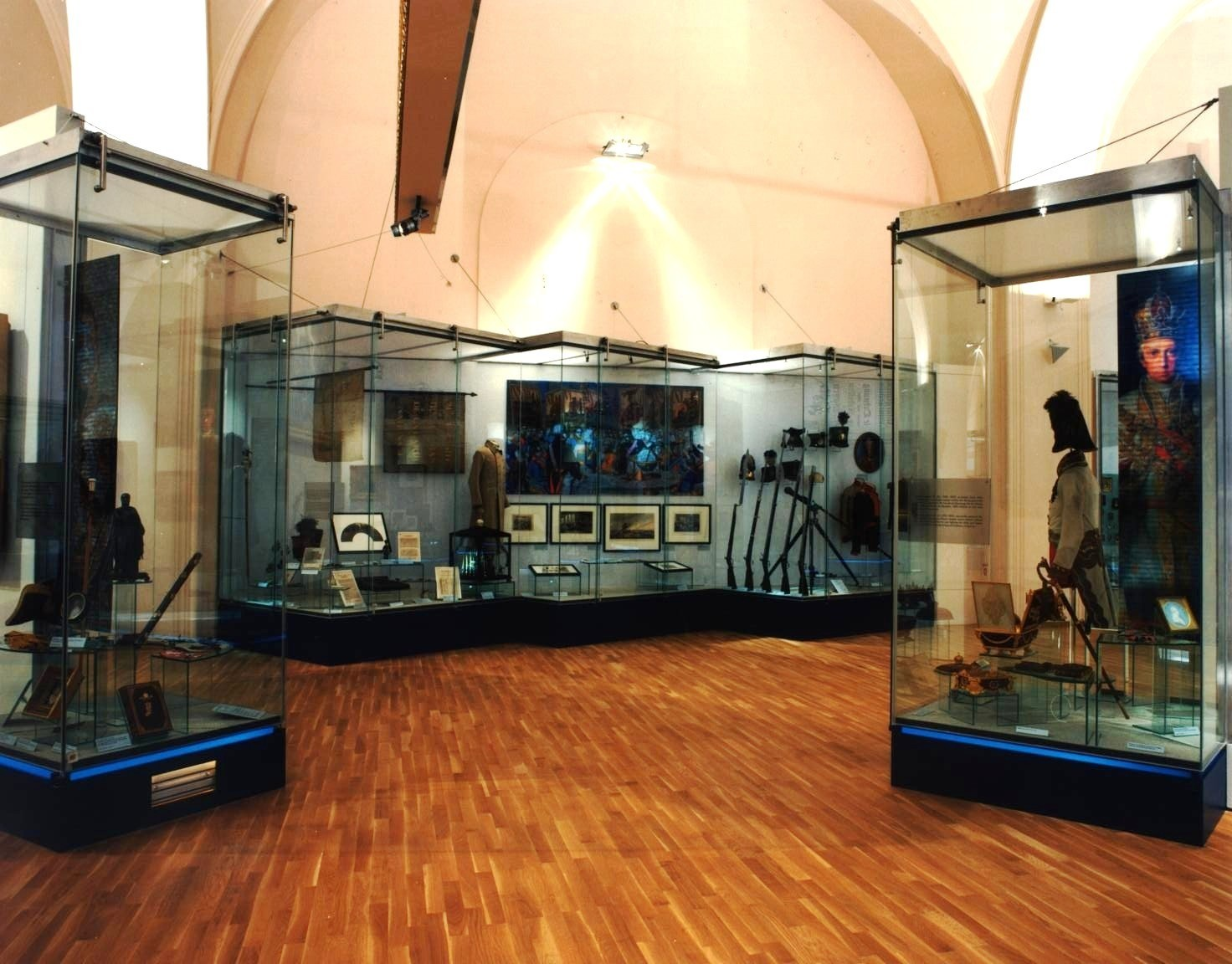
منظر القاعة الثالثة
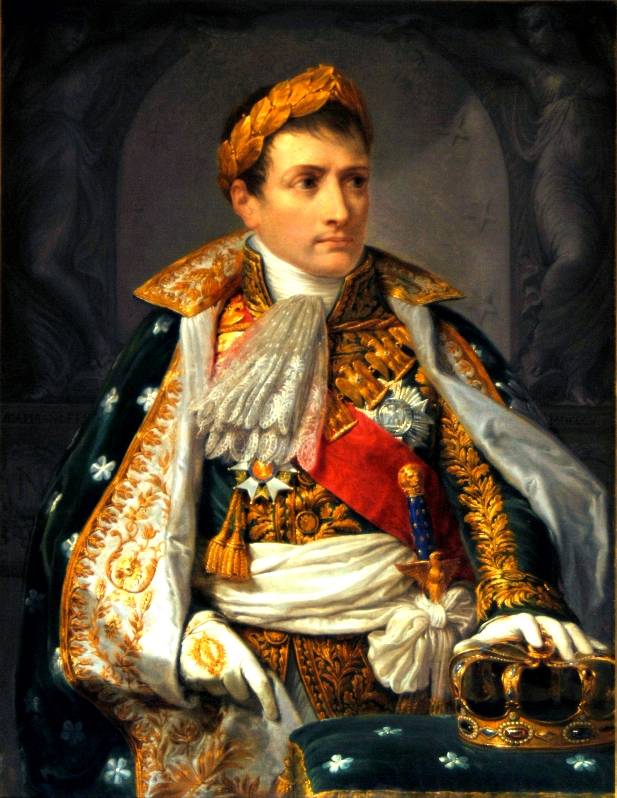
صورة لنابليون بريشة أندريه أبياني [الإنجليزية]
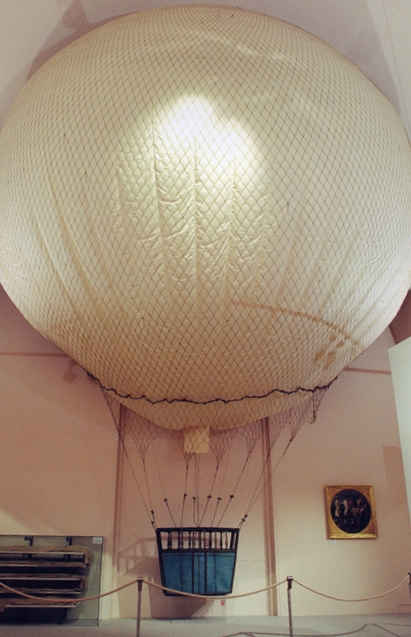
بالون الحرب 1796
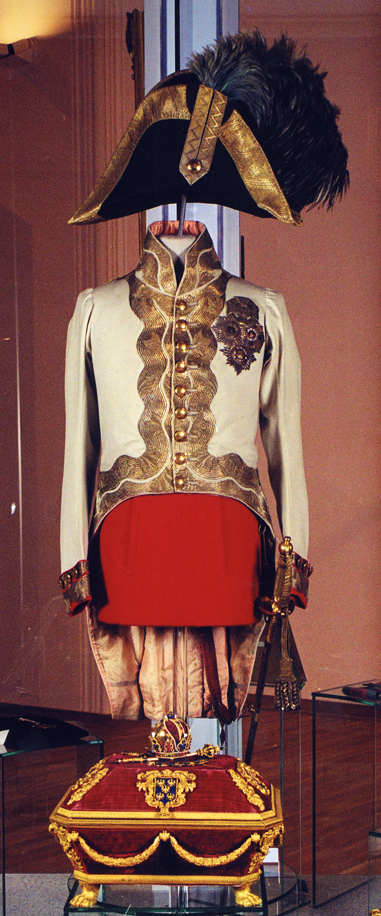
زي الإمبراطور فرانز الثاني
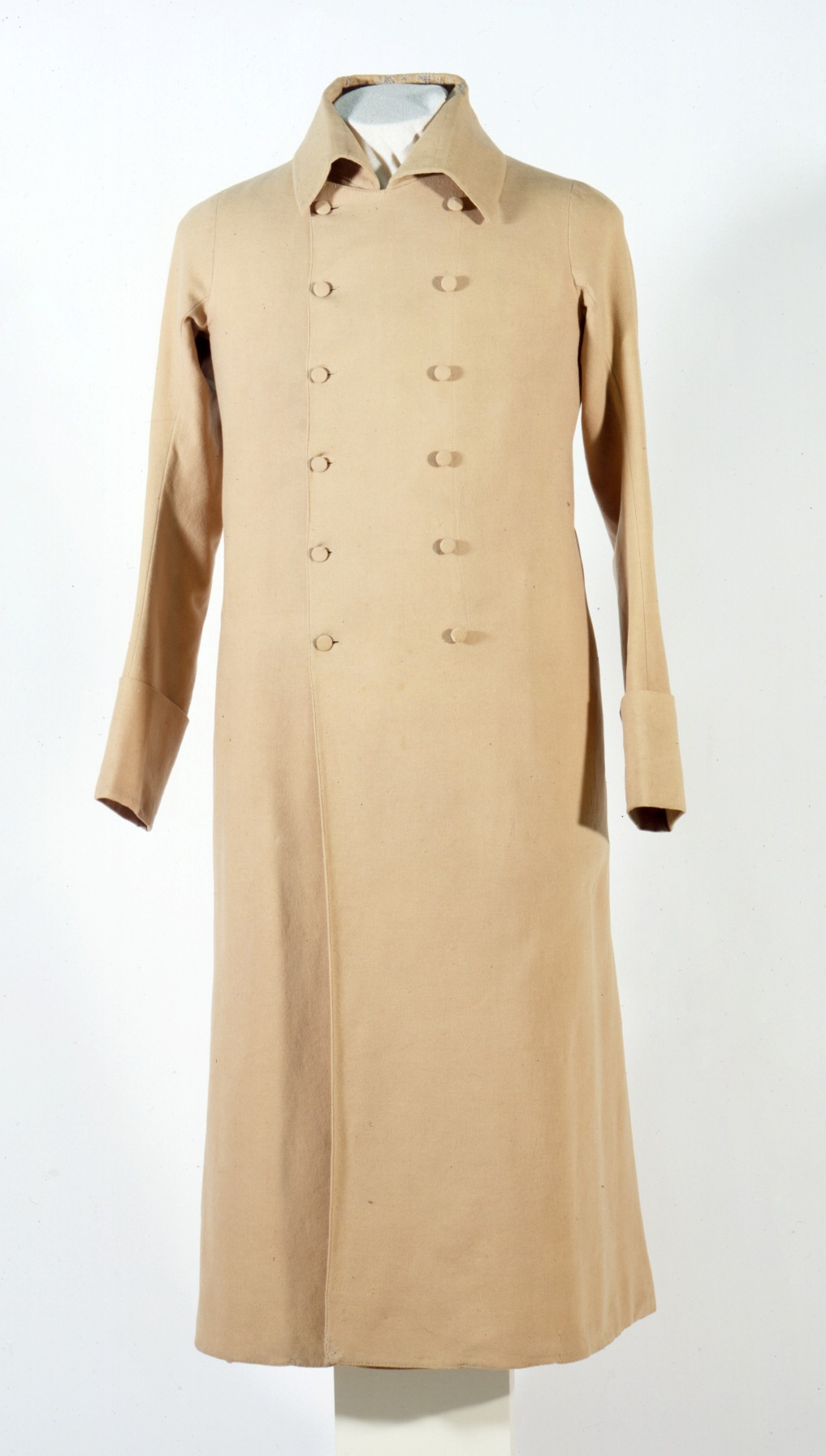
معطف الجنرال شوفالوف الذي ارتداه نابليون في رحلته إلى إلبا

### القاعة الرابعة – المارشال راديتسكي وعصره (1848-1866)
القاعة الرابعة مخصصة لجوزيف راديتسكي فون راديتز وعصره، فقد انضم راديتسكي إلى الجيش الإمبراطوري عام 1784 وهوضابط مستجدّ، وحارب في الحرب العثمانية الأخيرة تحت قيادة الجنرالين فرانتس فون لاسي [الإنجليزية] وإيرنست فون لاودون [الإنجليزية]، وتقاعد في سن التسعين بعد 72 عامًا من الخدمة عاصر فيها خمسة أباطرة نمساويين وشارك فيها في ما لا يقل عن 17 حملة عسكرية وحيث حصل على 146 وساما وميدالية نمساوية وأجنبية، ووطدت انتصاراته على ممكة سردينيا-بيمونت في معارك سانتا لوشيا وفيرونا وفيشنسا وكوستوسا في عام 1848 وفي نافارا عام 1849 حكم الإمبراطور الشاب حينها فرانتس يوزيف في شمال إيطاليا إلى حين. تعرض في القاعة أيضا لوحات لفنانين معاصرين منهم ألبريشت آدم وويلهيلم ريختر، وكأس الشرف الذي ناله الشاعر النمساوي فرانس غريلبارتسر على قصيدته في مدح راديتسكي.
بعد وفاة راديتسكي تغريت الأمور بصورة جذرية في إيطاليا وخسر فرانتس يوزيف عام 1859 معركة سولفرينو التي قاد فيها الجيوش النمساوية بنفسه، وهي معركة بلغت فظاعتها حدا دفع الفرنسي هنري دونان إلى تأسيس منظمة الصليب الأحمر وظهور اتفاقية جنيف، إلا أن حماس الشباب للإنضمام إلى الجيش لم يخمد، وهذا سمي في ذلك الوقت «سحر البدلة العسكرية»، وتعرض في قاعة المتحف بدلات عسكرية من فرق ورتب متنوعة. كما يظهر مدفع ميدان من العام 1863 تفوق ودقة المدفعية النمساوية الذي قاد إلى انتصارها في حرب 1864، في حين جرت الأمور على نحو معاكس في معركة سادوفا [الفرنسية] عام 1866 حيث ساهم التفوق الألماني بتسليح المشاة ببنادق بندقية درايس [الإنجليزية] الحديثة في هزيمة الجيش النمساوي المسلح ببنادق الإلقام الفوّهي، وهي معروضة في المتحف، فيما توثق لوحة ضخمة مثيرة للانطباع من عمل الغنان فاسلاف سوخور لهزيمة النمساويين في تلك المعركة الفاصلة.

تخصص القاعة غرفة لماكسيميليان شقيق الإمبراطور فرانتس يوزيف الذي تبوأ عرش المكسيك في عام 1846 وأعدم بعدها بثلاث سنوات بعد أن سقط حكمه على يد قوات بينيتو خواريز الجمهورية، وتحتوي المجموعة على مقتنيات خاصة استعيد بعضها منقصر ميرامار [الإنجليزية] في تريستي، حيث عاش ماكسيميليان قبل توجهه إلى المكسيك، ويشير بعضها إلى قدر ماكسيميليان في المكسيك، مثل قناع الموت الجبصي الذي أخذ قبل دفنه.

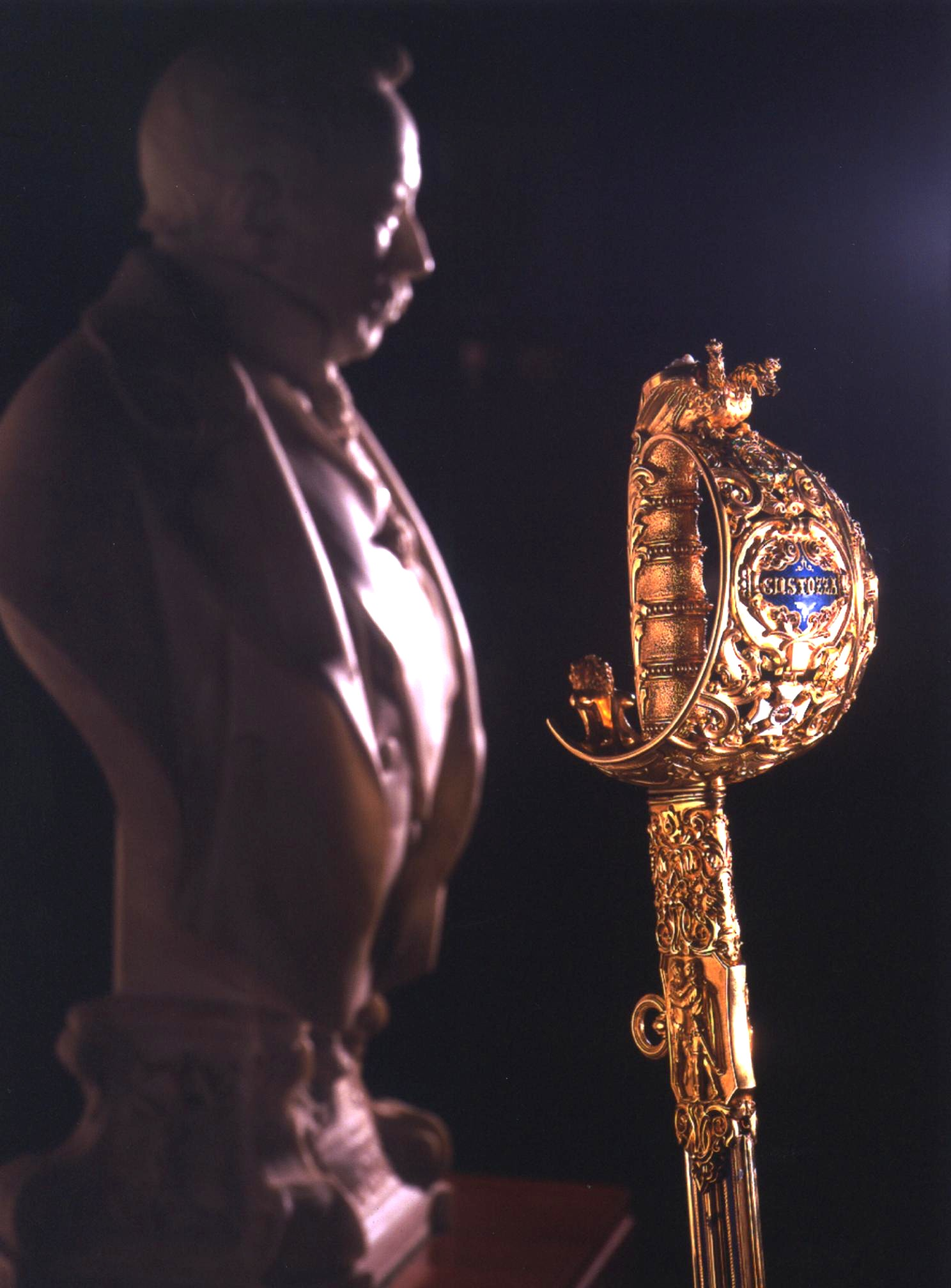
سيف الشرف راديتسكي
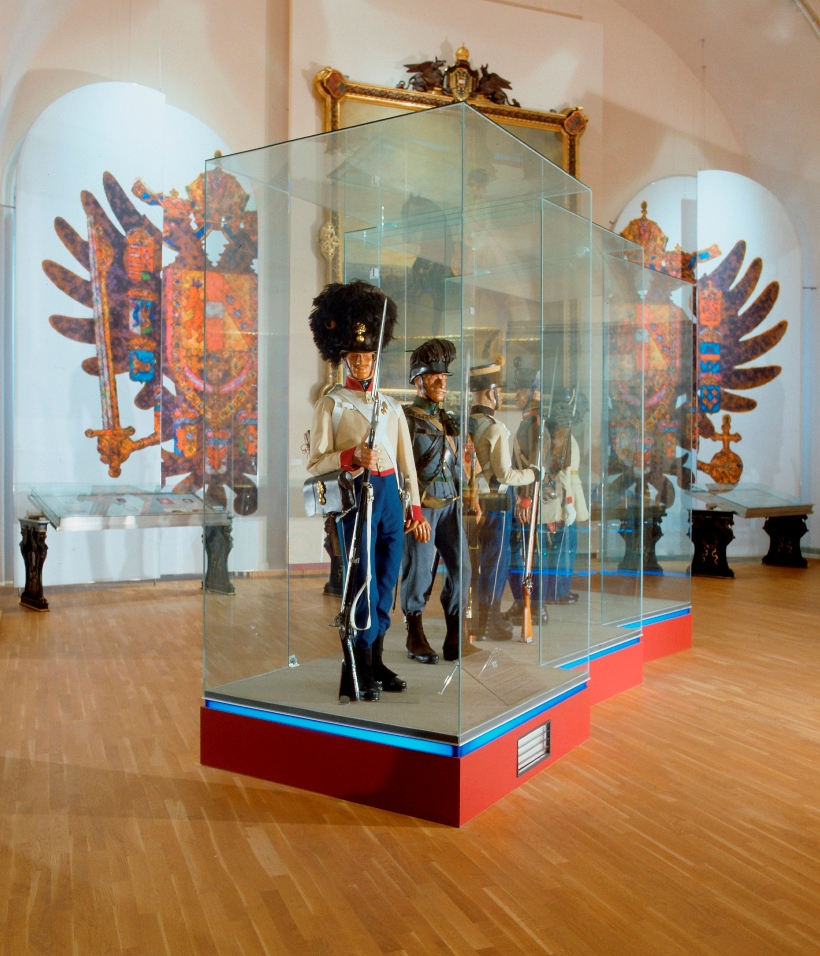
الزي 1848-1866
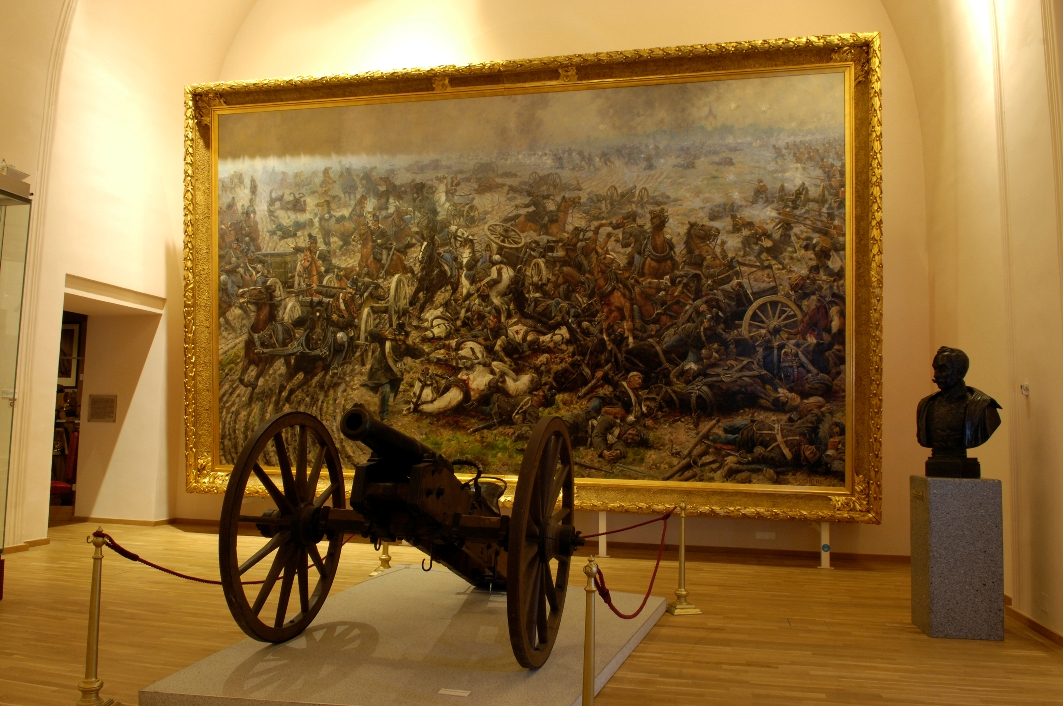
مدفع الميدان 1863
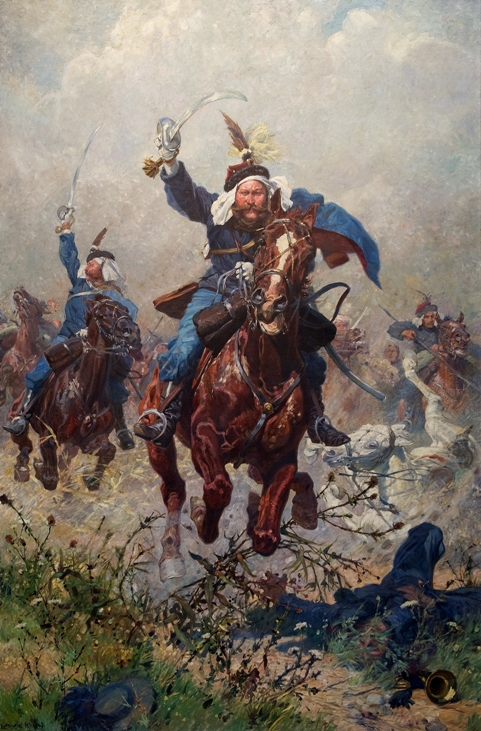
روداكووسكي في معركة كوستوزا
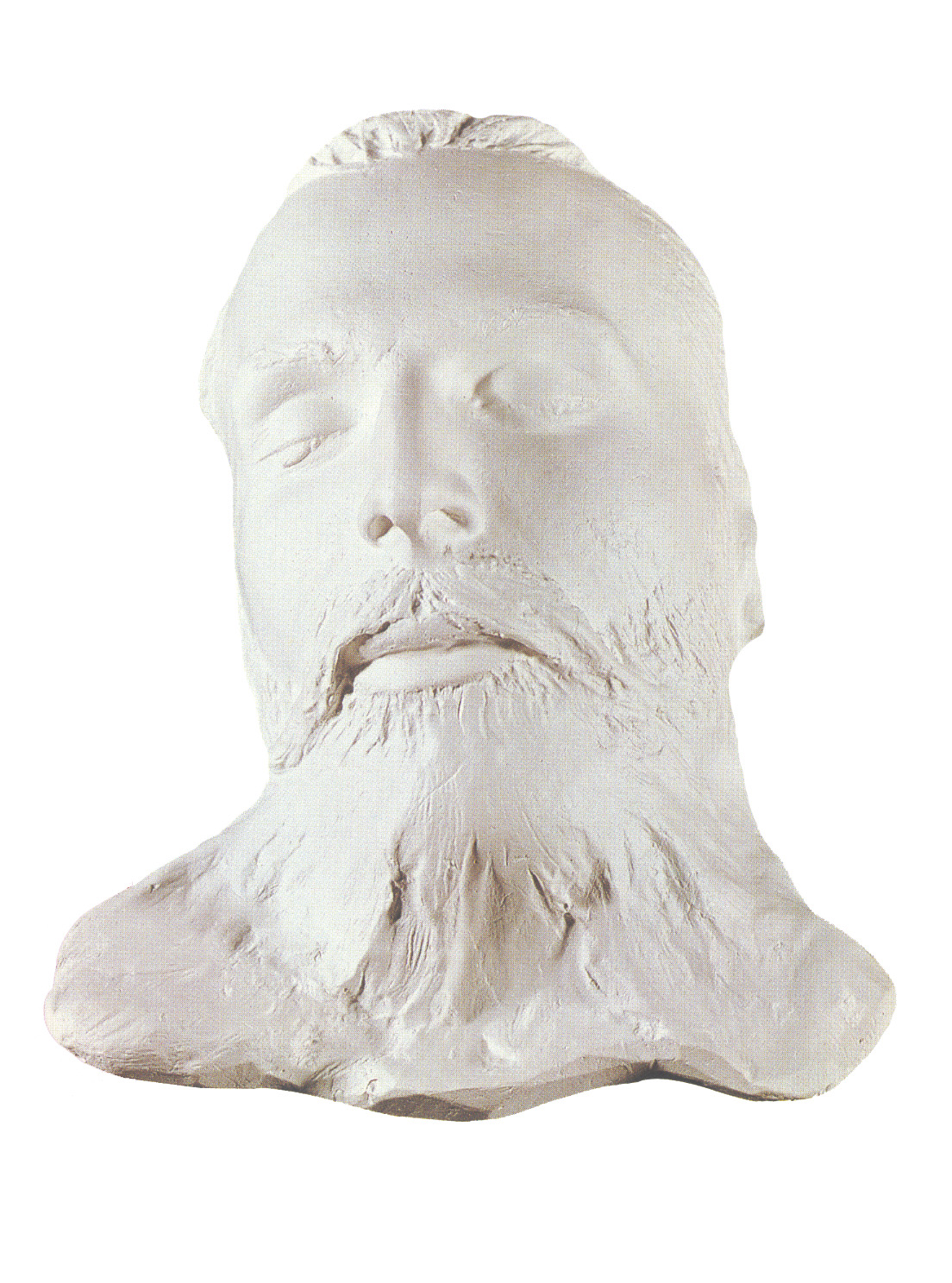
قناع الموت ماكسيميليان

### القاعة الخامسة – الإمبراطور فرانتس جوزيف وسراييفو (1867–1914)
تعرض في قاعة فرانتس يوزيف إلى جانب البدلات العسكرية والأسلحة 34 تصميما لأزياء جيش الإمبراطورية كما أعدها الرسام العسكري النمساوي أوسكار بروش [الألمانية] أوسكار بروخ لمعرض ألفية المجر في بودابست عام 1896 [الألمانية]. كما خصص جزء من القاعة الخامسة للحملة النمساوية المجرية لاحتلال البوسنة والهرسك عام 1878 في بقيادة يوزيف فيليبوفيتش فون فيليبسبيرغ [الإنجليزية]. تُظهر واجهات العرض ابتكارات الجيش التقنية التي سبقت عام 1914، مثل نموذج المدفع المؤلل المحمول على مركبة القتالية مدفوعة بالسلسلة الذي اخترعه غونتر بورستين، وهو أول تصميم لدبابة حديثة، وأول مدفع رشاش صالح للاستخدام طورته النمسا، ونموذج المطبخ الميداني، كما تعرض أمثلة لبدايات الطيران العسكري، مثل نماذج من أتريش توب الذي طورته معامل لوهنر [الإنجليزية] النمساوية، والبالون العسكري إم 1896.
أبرز ما في القاعة هو مقتنيات الإمبراطور فرانتس يوزيف الشخصية، وهي الوحيدة التي يمكن للجمهور رؤيتها، هي تشمل بدلاته العسكرية للحملات والمناسبات الرسمية، واوسمته، وحاملة سيغاره، كما يعرض في القاعة زي حرس الأرسيرن الخاص [الألمانية] الذ اقتصر لبسه على الجنرالات وضباط الأركان، ويتناقض في بهرجته بشدة مع الزي الرسمي في الجيش الإمبراطوري والملكي قبل اندلاع الحرب العالمية الأولى. ويعرض المتحف أيضا متعلقات شخصية لكونراد فون هوتزيندروف، رئيس أركان الجيش الإمبراطوري.

تخصص القاعة جناحا خاصا لحادثة اغتيال الأرشيدوق فرانتس فردينياند في ساراييفو وفيها واحدة من أهم المعروضات في المتحف، وهي السيارة من طراز غريف & شتيفت التي كان يركبها الأرشيدوق مع زوجته صوفي شوتيك يوم 28 يونيو 1914 عندما أصابتهما رصاصات غافريلو برينسيب، وتظهر عليها بوضوح آثار الاعتداء، كما تظهر على بزّة الأرشيدوق العسكرية المثقوبة بالرصاص ودمه عليها وعلى والكنبة التي مددّ عليها بعد مصرعه، كما تعرض في القاعة الأسلحة التي استخدمت في الاعتداء: مسدسات من نوع براونينغ إم 1910/12 وقنبلة يدوية من طراز كراغوييفاك، وتعرض على شاشات صور وأفلام عن الحدث. 

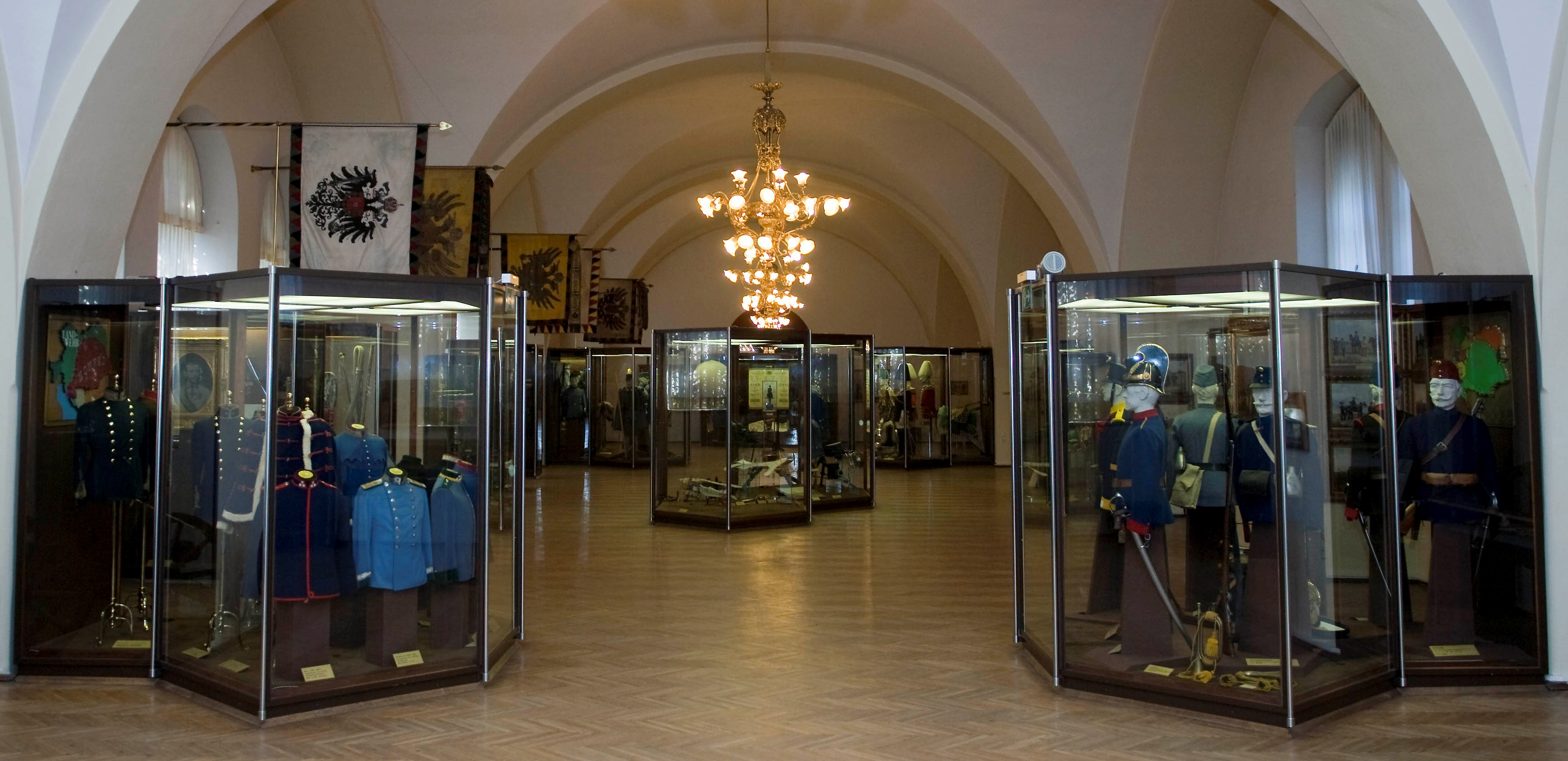
عرض القاعة
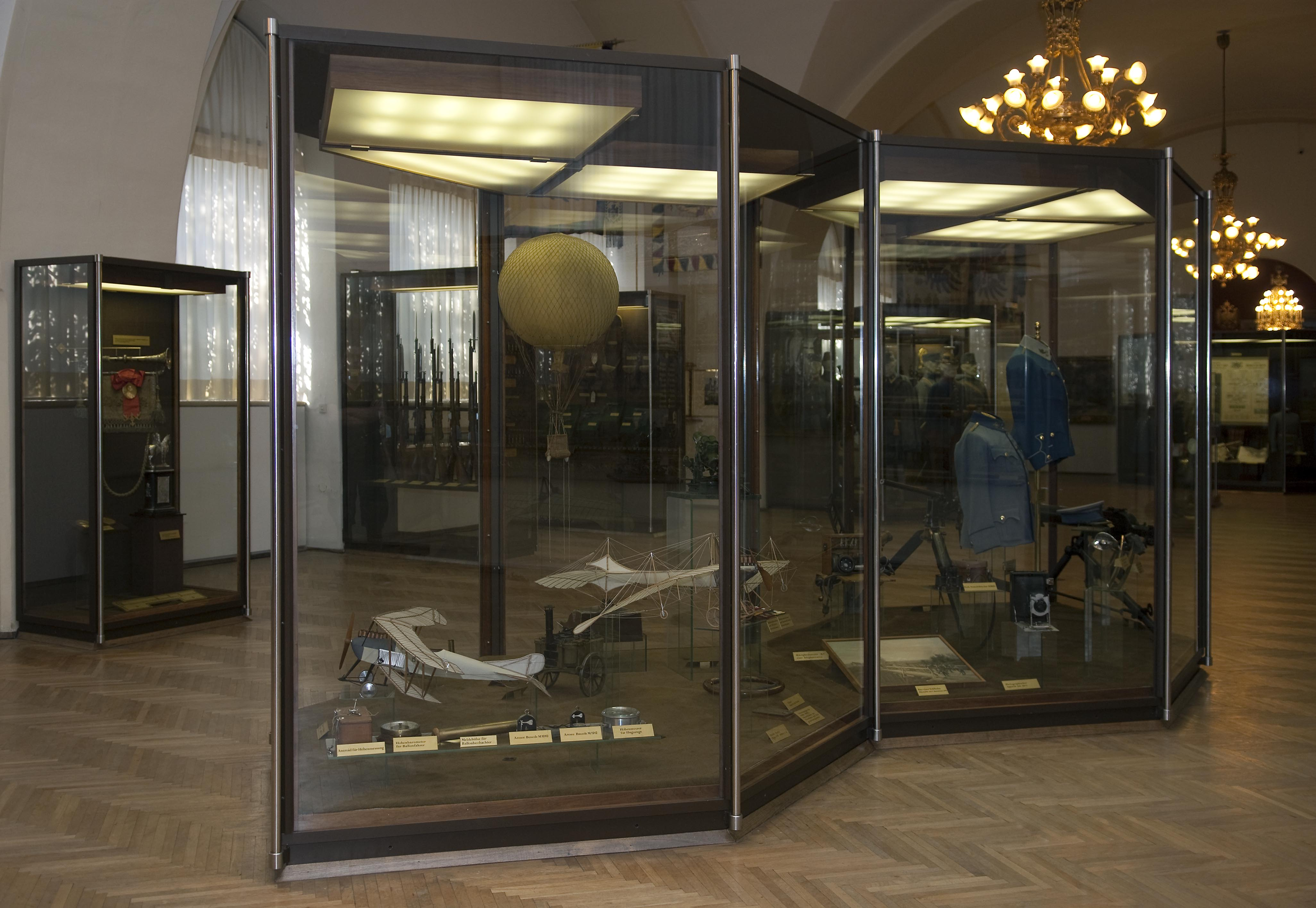
التكنولوجيا قبل عام 1914
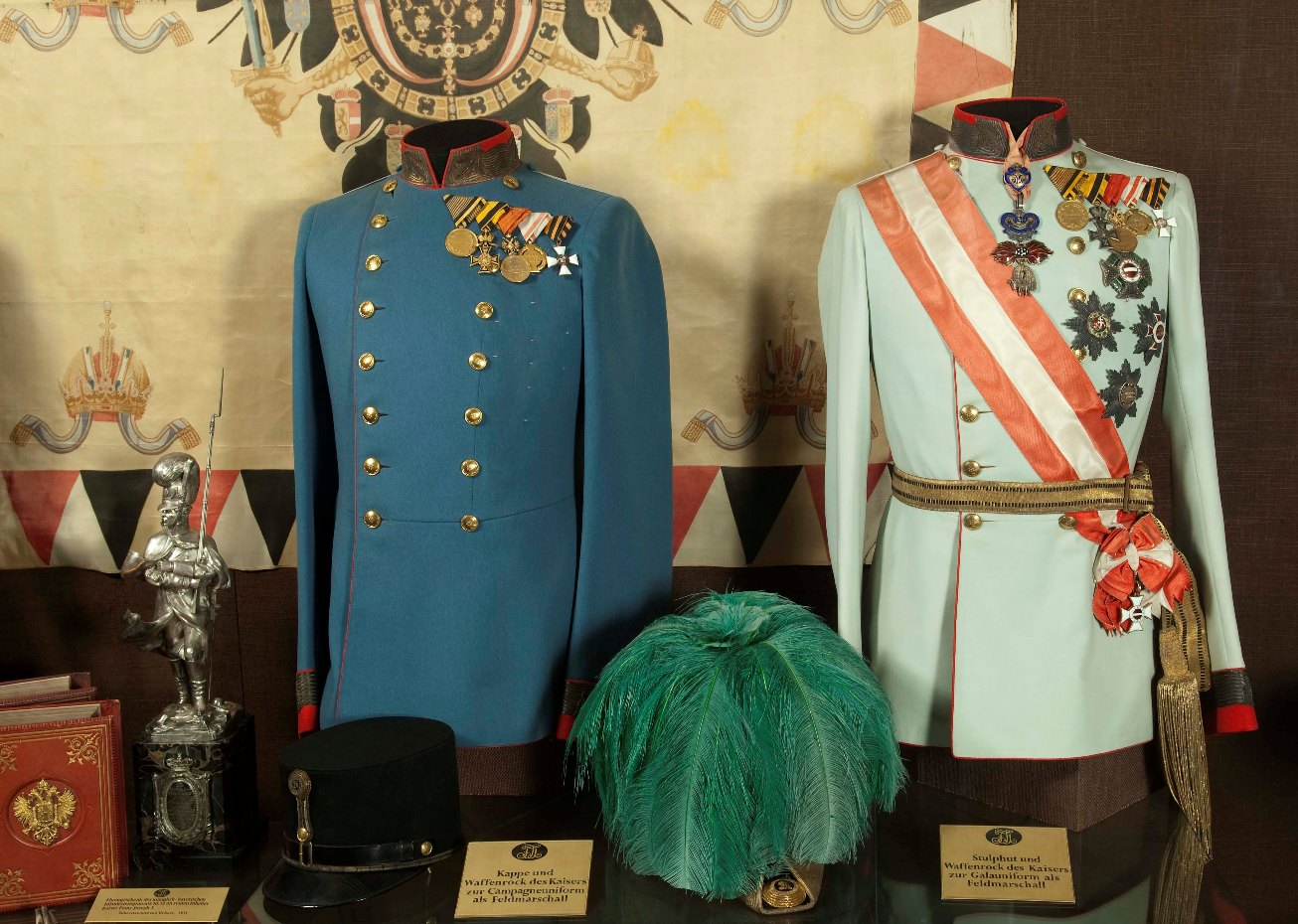
زي فرانز جوزيف
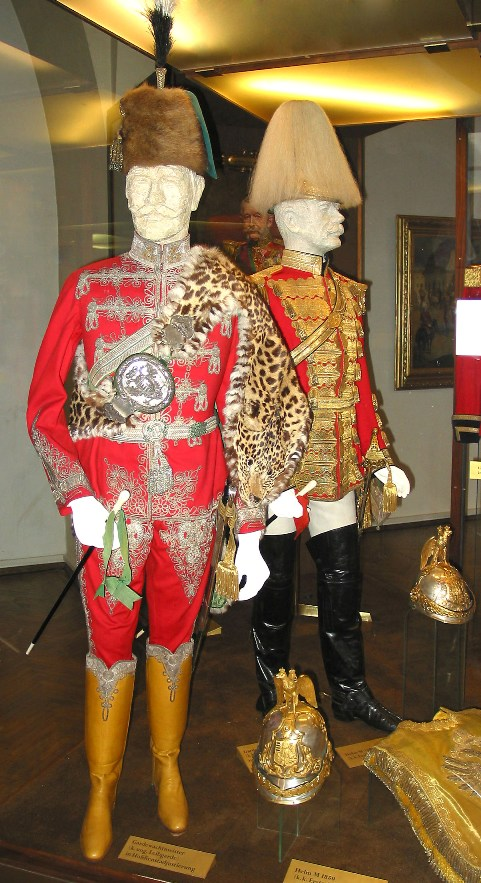
زي الحرس الإمبراطوري
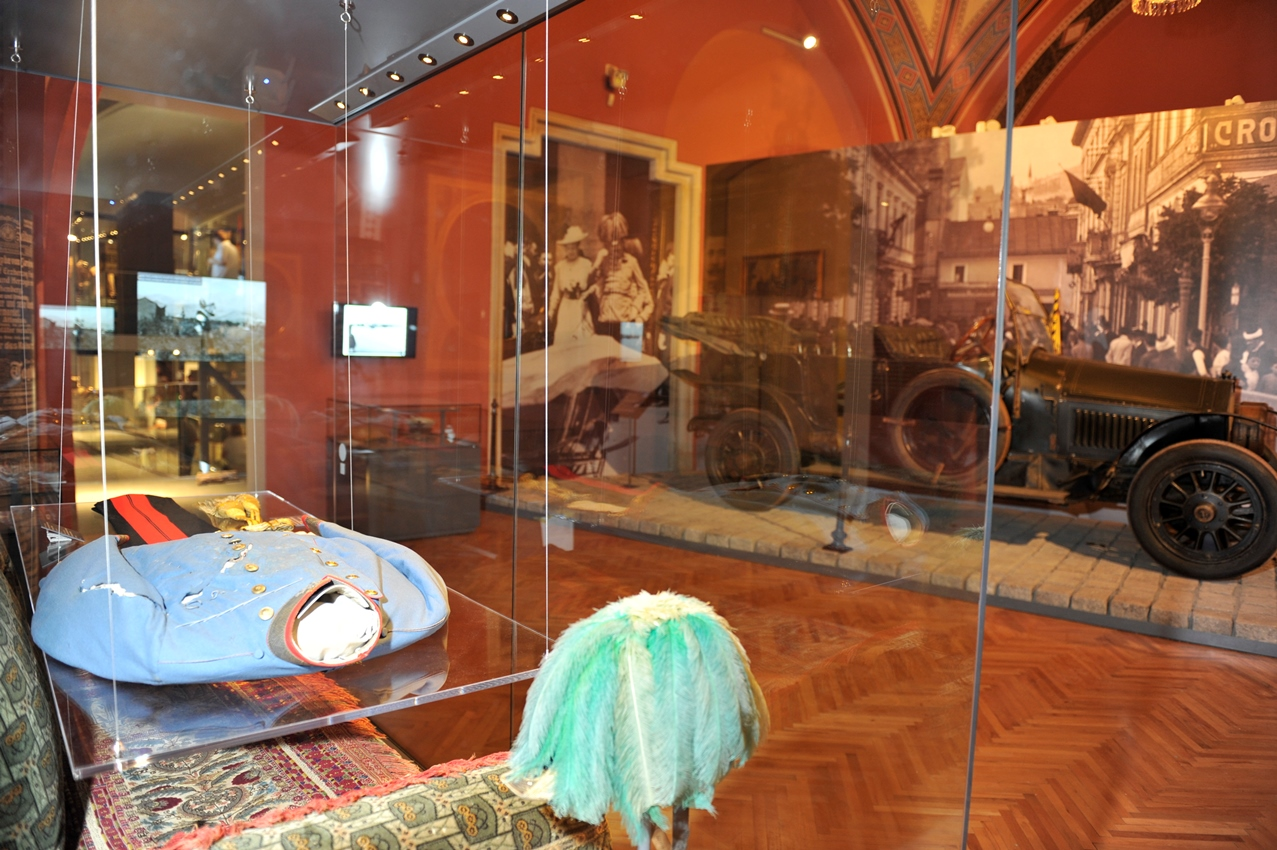
غرفة سراييفو

### القاعة السادسة – الحرب العالمية الأولى ونهاية ملكية هابسبورغ (1914-1918)
بين عامي 2012 و 2014 أعيد تصميم مجموعة القاعات المخصصة للحرب العالمية الأولى وحُدّثت ووسعت مساحة العرض فيها من 1000 إلى 1400 متر مربع، حيث خفض ارتفاع الغرفة وأقيمت منصة وسيطة، وصار المعرض ينتشر على ثلاثة مستويات. نتيجة لهذه الإجراءات ، أصبح الآن من الممكن عرض 2000 قطعة من المقتنيات التي تتعلق بالحرب العالمية الأولى، وهو ضعف العدد الذي كان متاحا قبل ذلك.
تشمل المعروضات في القاعة الأزياء والتسليح في مختلف الجيوش المتحاربة، وتبدأ تعبئة القوات النمساوية في صيف 1914، المشاة فالخيّالة. كما تعرض أزياء وتسليح القوى المتحاربة وهي مملكة صربيا، الإمبراطورية الروسية، والمملكة الإيطالية التي أعلنت الحرب على النمسا-المجر في عام 1915 وأدى دخولها الحرب إلى فتح جبهة جديدة واندلاع ما سمي بـ"حرب الجبال، التي تم تخصيص منطقة منفصلة لها في المعرض.
من المعروضات المميزة المدفع الجبلي بقطر 18 سم M1899، الذي نصب على قمة جبل أورتلر [الإنجليزية] على ارتفاع 3850 متر، ما جعله أعلى مكان نصبت فيه المدافع في أوروبا. وإلى جانب الأسلحة والزي الرسمي والمعدات العسكرية، فإن المعرض يتناول الجوانب الأخرى ذات الصلة مثل النساء في الحرب، ونظام القضاء العسكري الإمبراطوري، والهروب والنزوح، والمجاعة، والدعاية، والإصابات والخدمات الطبية الطارئة، وأسرى الحرب، حيث تُعرض مئات الصور والأفلام الرقمية على شاشات حديثة.

قطعة العرض المركزية هي مدفعية الحصار هاوبيتسر إم 1916 من عيار 38 سم، التي يبلغ وزن قذيفته 750 كيلوغراما ويبلغ مداه الـ15 كيلومترا. كما يعرض نموذج بالحجم الأصلي للتحصينات في واجهات عرض خاصة تطور تقنيات السلاح ابتداء من العام 1916، ومنها الخوذة النمساوية التي تطورت تبعا للنموذج الألماني. ومن معروضات القاعة طائرة الاستطلاع والتدريب ألباتروس بي 2، وهي واحدة من 5200 طائرة استخدمها الجيش النمساوي في الحرب العالمية الأولى. وفي الجزء المخصص لإعلام الحرب و«الفنون والحرب» تظهر أعمال لرسامي الحرب مثل ألبين إيغر-لينز [الإنجليزية]، وويلهلم توني [الإنجليزية]،أوزفالد رو [الإنجليزية]، وفريتس شفارتس-فالديغ [الإنجليزية]،أنطون فايستاور [الإنجليزية]، ولودفيغ هاينريش يونغنيكل [الألمانية]، ألكسندر بوك [الألمانية]، وإيغون شيلي.

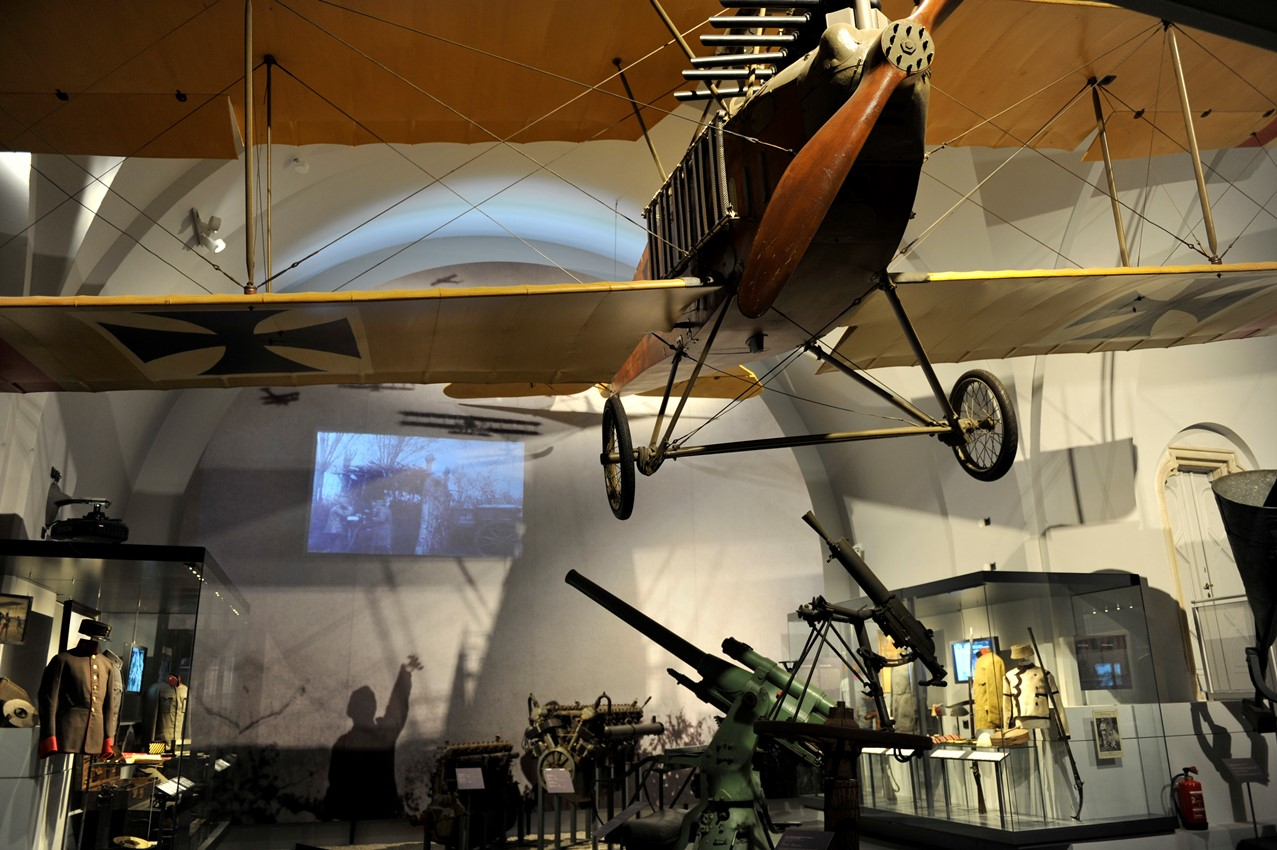
منظر من الأعلى لمعرض الحرب الجوية
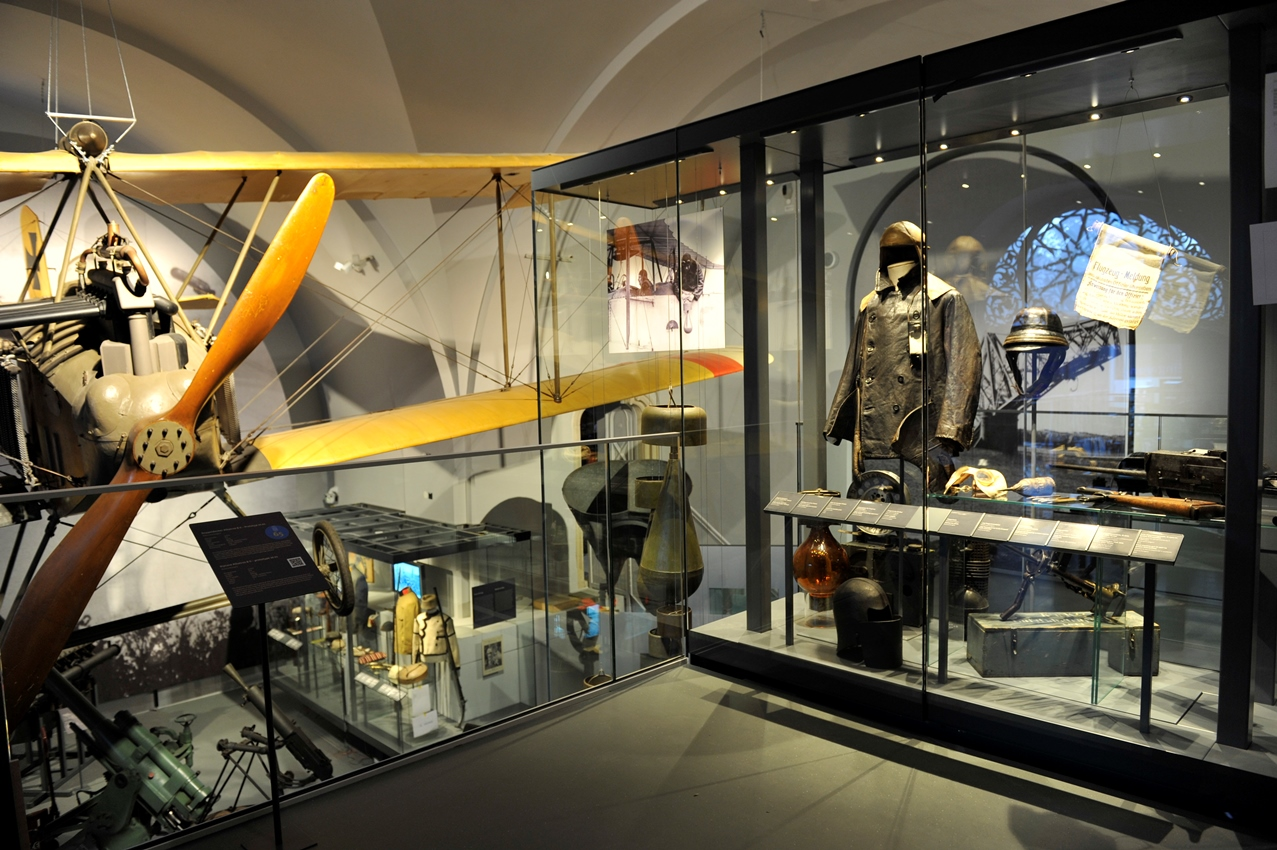
الجزء السفلي من معرض الحرب الجوية
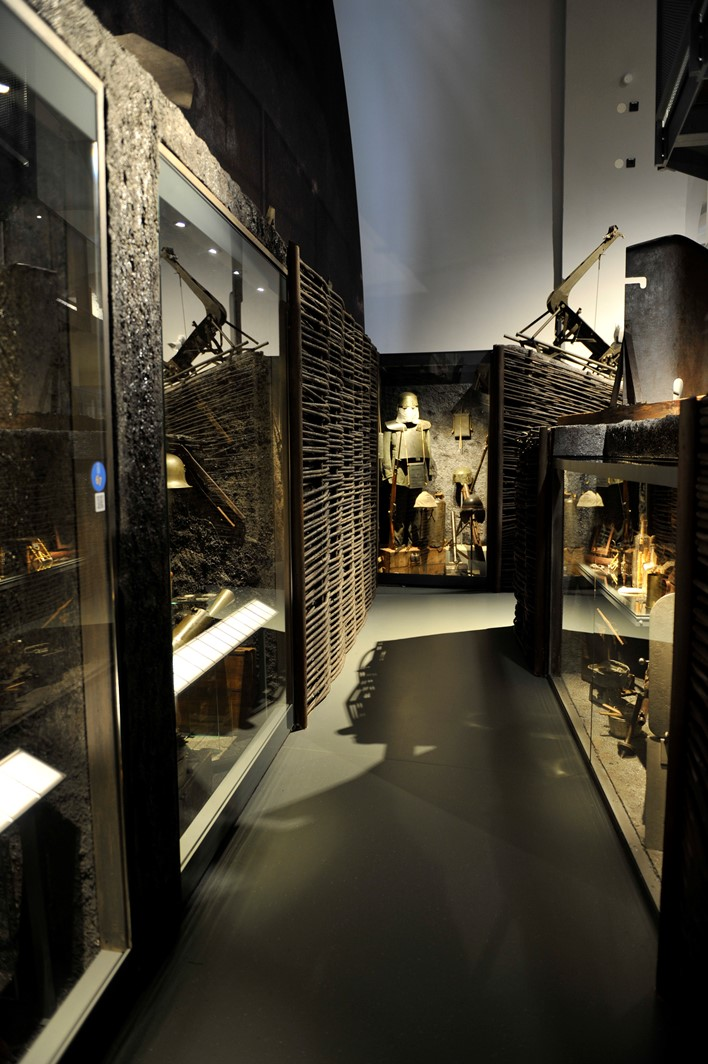
عرض الخندق
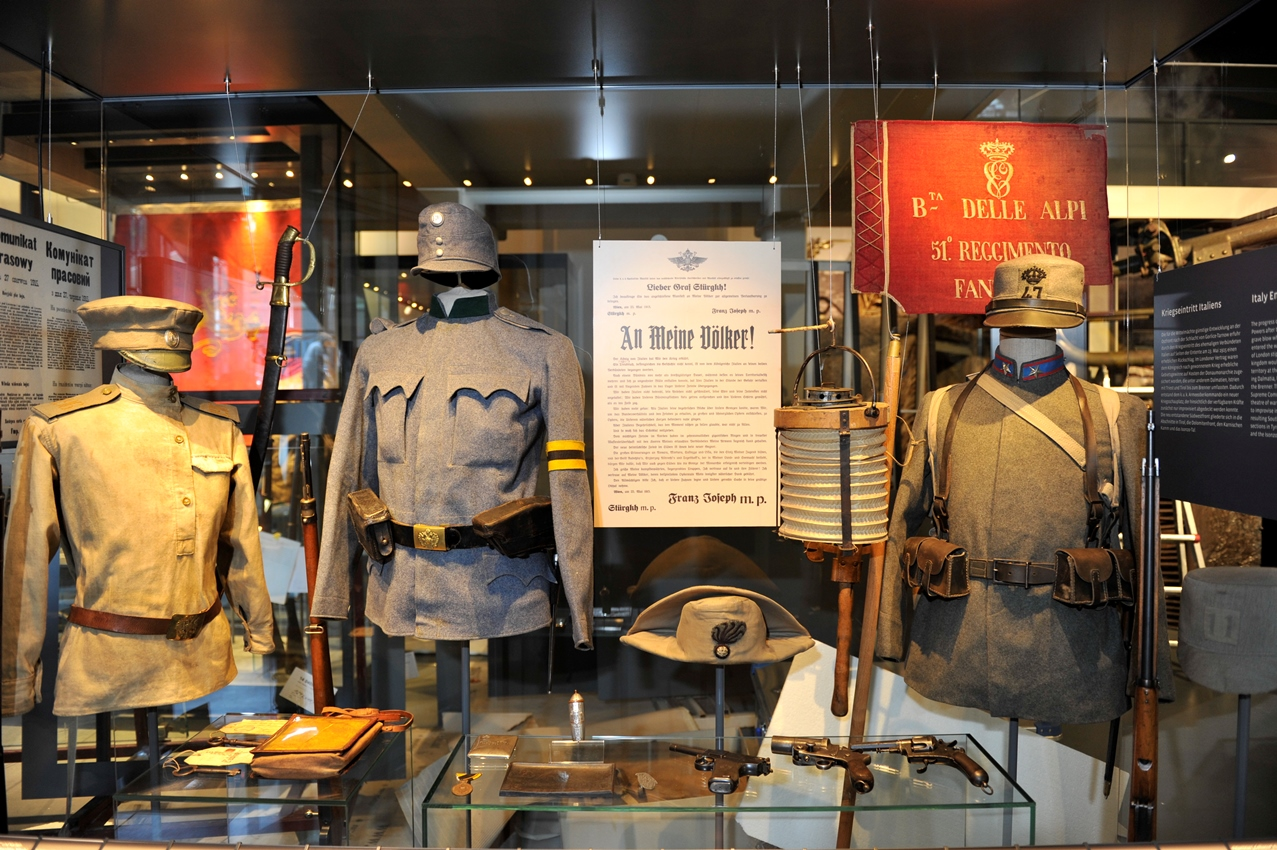
عرض عن دخول إيطاليا الحرب عام 1915
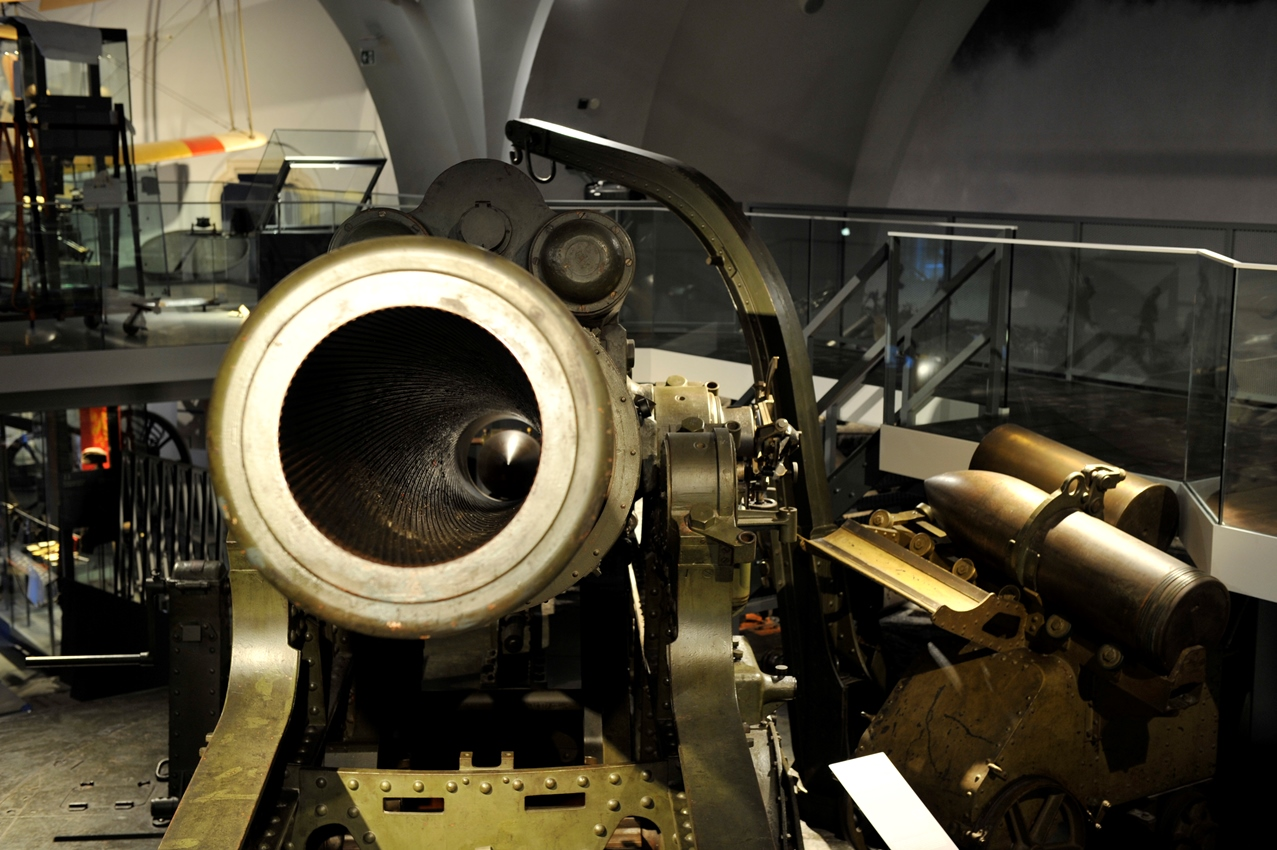
مدفع هاوفيتزر M 1916

### القاعة السابعة - الجمهورية والدكتاتورية (1918-1945)
هذه القاعة مخصصة للتاريخ المضطرب في عهد الجمهورية الأولى والحرب العالمية الثانية، وتركز على تأثير الأحداث السياسية على المجتمع والجيش، مثل انتفاضة يوليو 1927 الذي أثارها حكم تبرئة مطلقي النار على الاشتراكييين في شاتندورف، والحرب الاهلية النمساوية في فبراير 1934.
تشمل المعروضات السلاح المستخدم في شاتندورغ، ومدفع ميداني من طراز M 1918 طوّر في المرحلة الأخيرة من الحرب العالمية الأولى واستخدم ضد فصائل الاشتراكيين (الشوتسبوند) في عام 1934.
كما حصل المتحف مؤخرًا فقط على كتابتين أخفاهما النحاتان ويلهلم فراس [الألمانية]  ألفونس ريدل [الألمانية] تحت نصب الجندي المجهول في ميدان هيلدنبلاتز في فيينا ويعرض المتحف صورا عنها،  كما توثق القاعة تاريخ قوات الدفاع الشعبي (بالألمانية: Volkswehr) في الأعوام 1918-1920 والجيش النمساوي في الجمهورية الأولى [الألمانية] ، واغتيال المستشار الاتحادي إنجلبرت دولفوس، وضم النمسا إلى ألمانيا النازية وما نتج عنه من اندماج الجيش النمساوي في الجيش الاتحادي (الفيرماخت) عام 1938، والمقاومة ضد النازية في النمسا.
تعرض في القاعة أزياء مشاة الجيش والبحرية والقوات الجوية الألمانية، وأزياء وأسلحة الأطراف المتحاربة وقتها، كما تعرض مجموعة كبيرة ومتنوعة من المعدات التقنية، بما في ذلك دراجة نارية BMW R 12 l مغطاة بطلاء تمويه، ودراجة مجنزرة من طراز إس دي كيف اف زي. 2 ، ومدفع مضاد للطائرات من عيار 8.8 سم، والطرز الأولى من السيارات العسكرية الميدانية الخفيفة، وشاحنة راوبنشليبر أوست المجنزرة [الإنجليزية]، وطائرة فيزلر ستورش، والدبابة الصغيرة الموجهة عن بعد "غوليات" [الإنجليزية]، ومحركات نفاثة لطائرة فاو-2، كما يضم المعرض موضوعات مفصلة مثل معركة ستالينجراد، والحرب الجوية فوق النمسا، ومصير السكان المدنيين، ويتناول بالإضافة إلى ذلك قضية المقاومة ضد النظام النازي، والمحرقة، وعواقب الحرب الشاملة.

كذلك يتناول المعرض معركة فيينا في أبريل 1945 بالتفصيل، ويعرض الأسلحة والتجهيزات التي حصلت عليها القوات في مراحل الحرب الأخيرة، مثل مضاد الدبابات «بانزر شريك» والبندقية الهجومية 44، ويختتم العرض بالانتقال إلى فترة احتلال الحلفاء النمسا (الأربعة في الجيب)، وأوضاع النمسا بعيد الحرب. وفي عام 2012 أضيفت إلى المعروضات الحاملة المجنزر بورغفارد 4، التي عثر عليها في ربيع 2012 في فيينا خلال أعمال هدم محطة قطارات الجنوب (بالألمانية: Südbahnhof) القديمة.

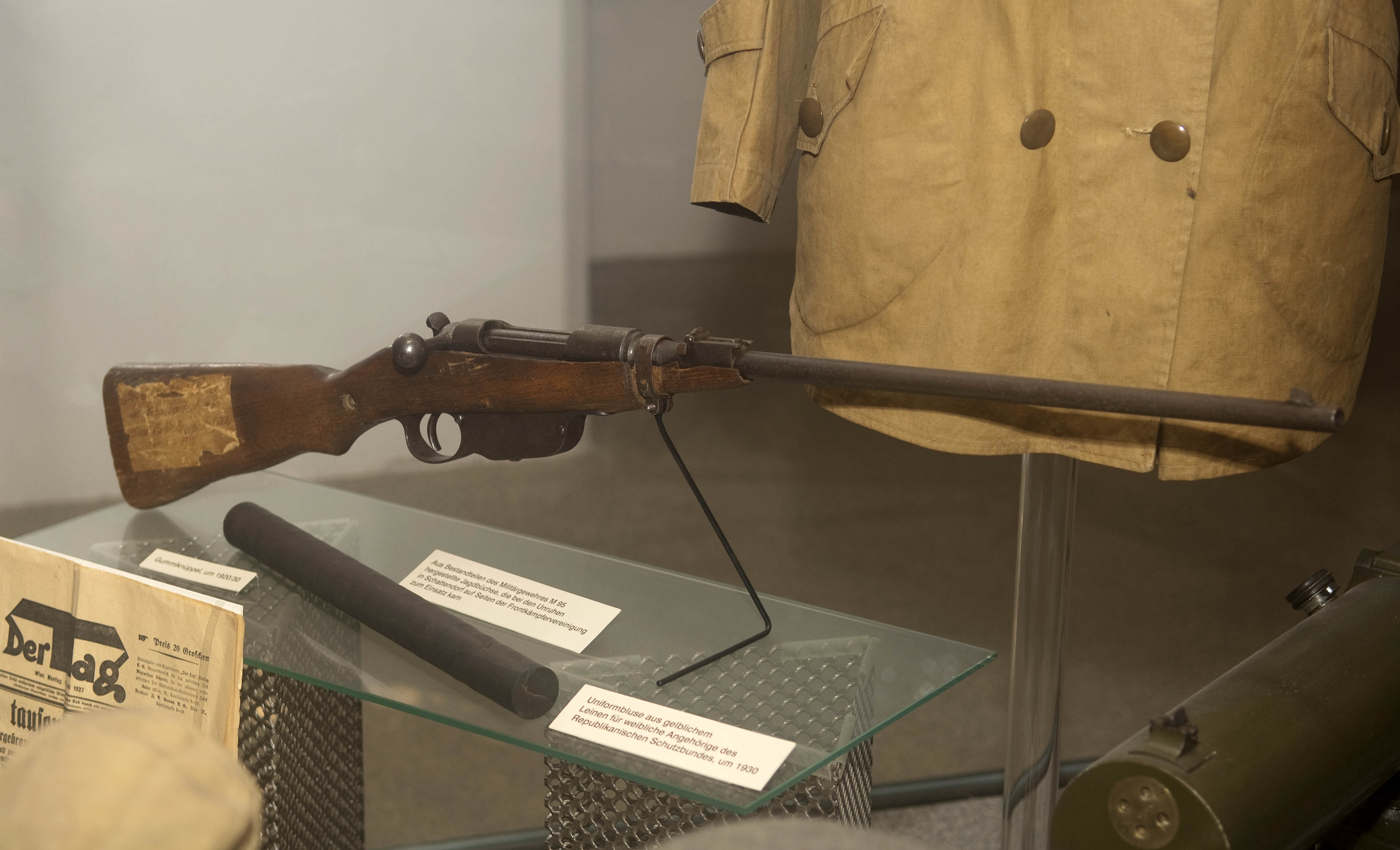
السلاح المستخدم في جريمة شاتندورف
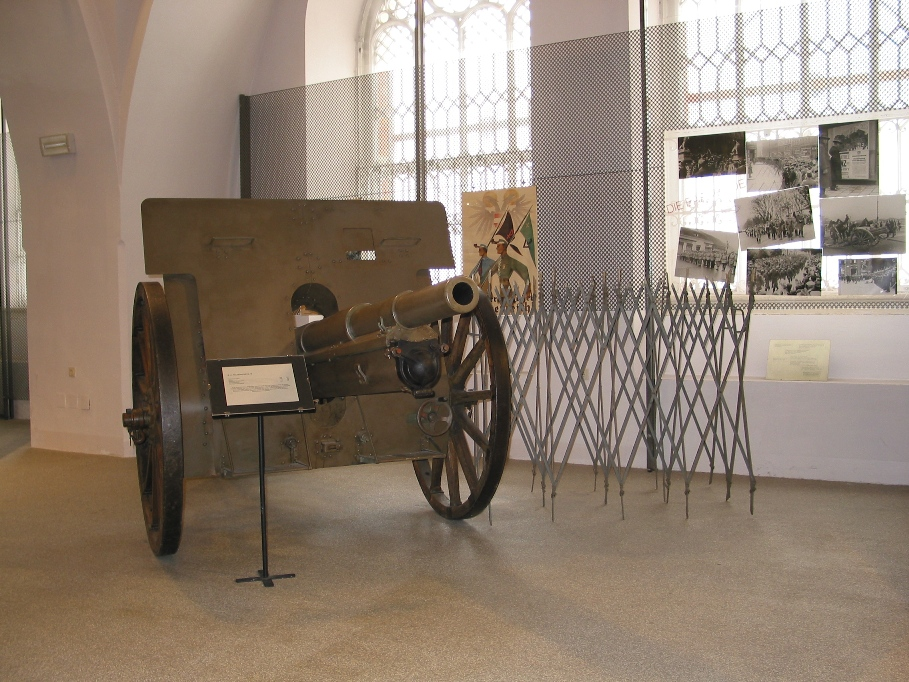
مدفع ميداني م-1918
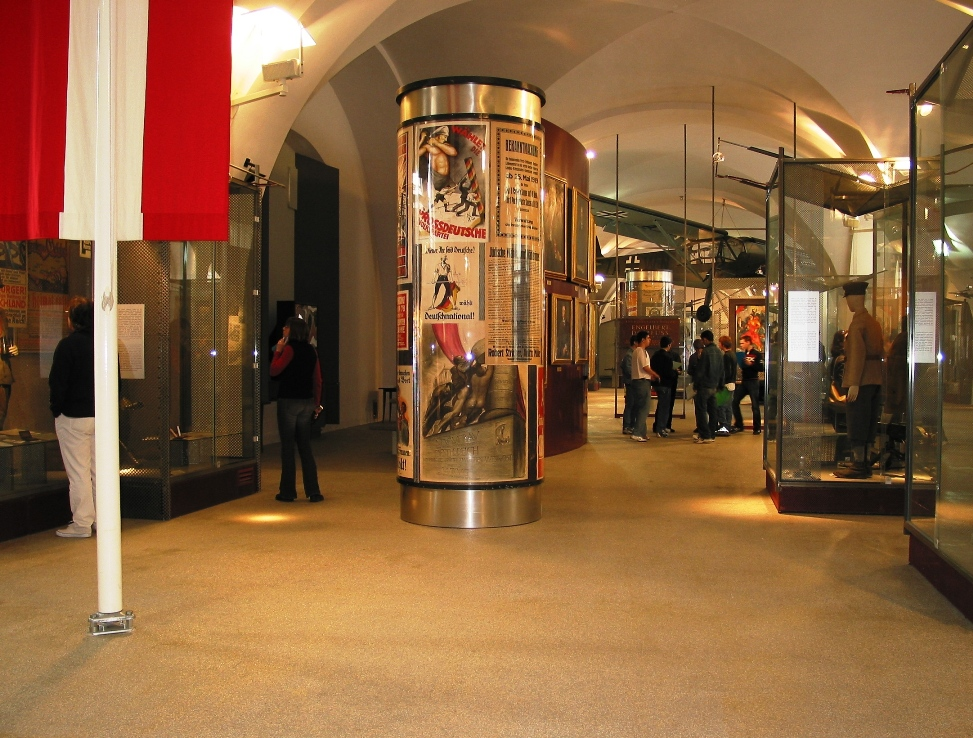
القاعة السابعة ، سنوات ما بين الحربين
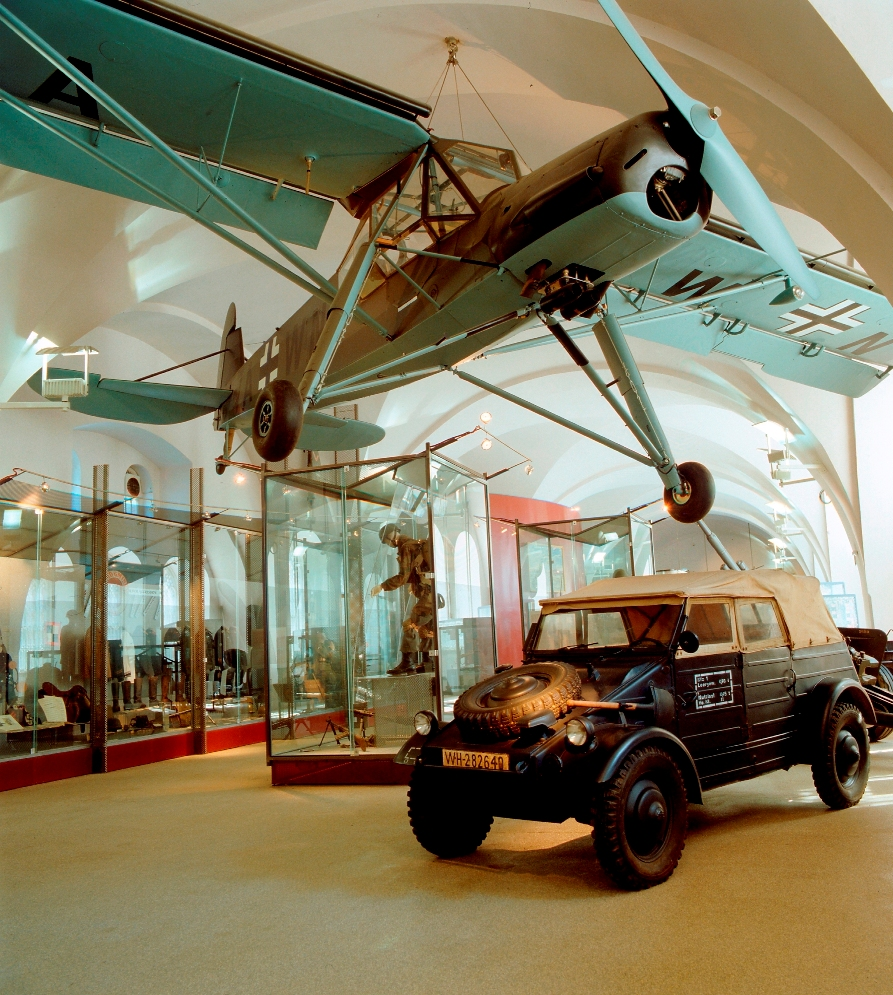
منظر للقاعة والدكتاتورية للقاعة السابعة
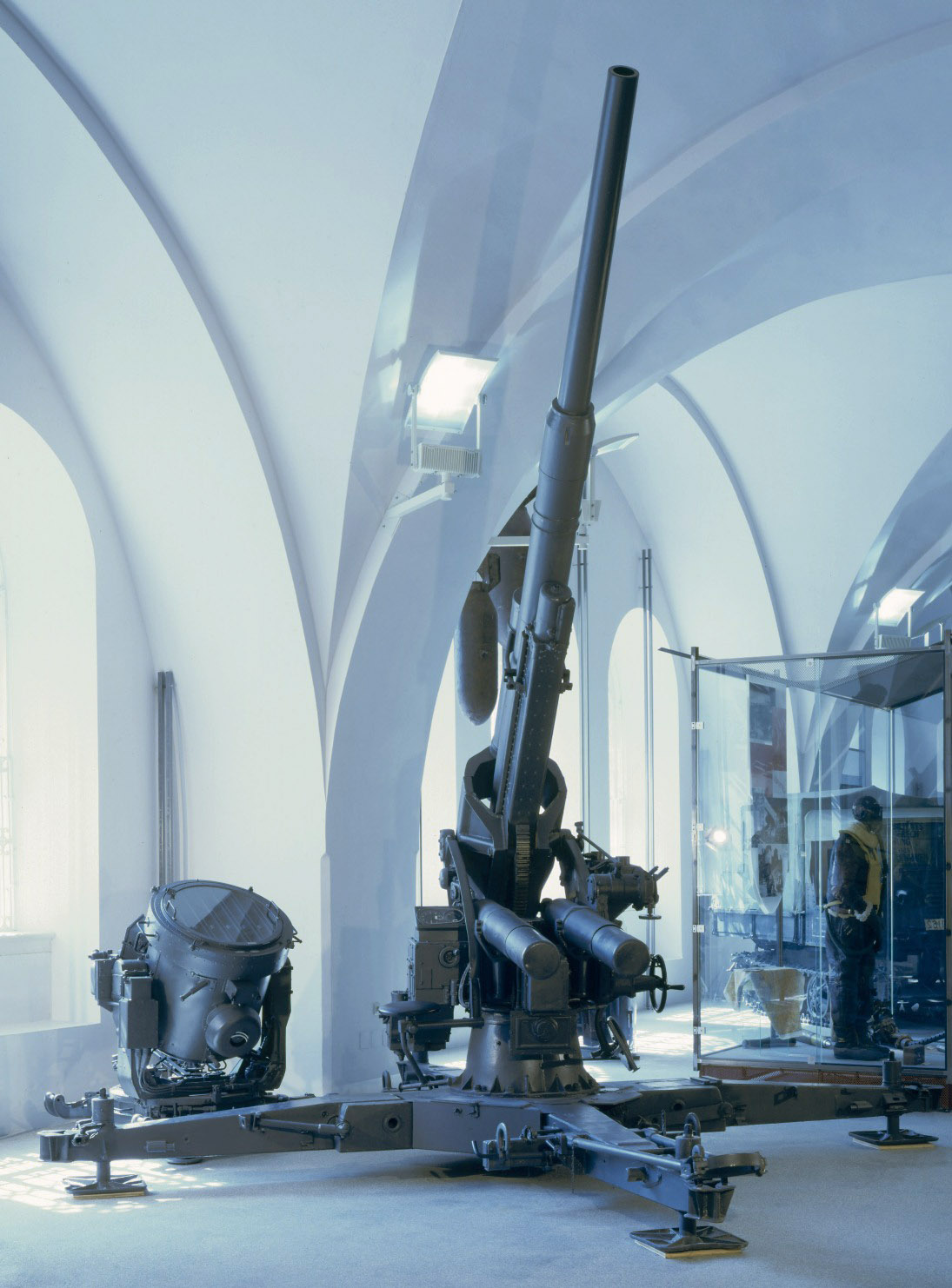
8.8   سم بندقية مضادة للطائرات

### القاعة الثامنة - النمسا قوةً بحرية
القاعة مخصصة لتاريخ البحرية النمساوية، ويغطي يغطي المعرض فيها كامل الفترة من إنشاء أسطول الدانوب الأول حتى نهاية القوة البحرية الإمبراطورية في عام 1918. يقدم المعرض تاريخ البحرية النمساوية الحافل، ويعرض نماذج سفن وتماثيل حيزومية. ولوحات زيتية متنوعة بعضها ذو أبعاد ضخمة اللوحات الزيتية المختلفة ، بما في ذلك بعض الأبعاد الضخمة مثل لوحة الانتصار النمساوي في معركة ليسا البحرية للرسام ألكسندر كيرخر [الإنجليزية]. كما تعرض في القاعة متعلقات شخصية للأدميرال فيلهيلم فون تيغيتهوف ونموذجا لسفينته المسماة باسم الأرشيدوق فرديناند ماكسميليان، شقيق الإمبراطور.
يظهر المعرض كذلك أهمية الرحلات العلمية التي قامت بها البحرية النمساوية في أقسام تتناولها بصورة مفصلة، مثل رحلة السفينة نوفارا حول العالم (1857-1859) وبعثة استكشاف القطب الشمالي النمساوية المجرية (1872-1874) بقيادة يوليوس فون باير وكارل فايبرخت، وتشير معروضات القاعة من غنائم وصور من غزو الصين والقضاء على انتفاضة الملاكمين عام 1900، ومن الإنزال على جزيرة كريت في عام 1897 إلى الأحداث العسكرية قبل اندلاع الحرب العظمى.
من أهم المعروضات في القاعة النموذج الدقيق لسفينة البحرية الإمبراطورية فيريبوس أونيتيس [الإنجليزية] بمقياس 1:25 وطوله ستة أمتار وهو من صنع المختصّين في مدرسة تريستي التقنية في الأعوام 1913-1917، ويظهر بناء السفينة وتوزيع غرفها الداخلي وآلاتها في محاكاة دقيقة للأصل، وتبلغ دقة المحاكاة أن اللوحات المعلقة في قاعة الضباط رسمت بالفعل بألوان زيتية على القماش بشكل مصغّر.
توثق القاعة أيضا لأول طيارين تابعين للبحرية الإمبراطورية مثل غوتفريد فون بانفيلد [الإنجليزية]، ولمصير سلاح الغواصات في الحرب العالمية الأولى، وتجدر الإشارة بشكل خاص إلى الجزء الوحيد المتبقي من غواصة نمساوية، وهو برج غواصة U-20 غرقت في عام 1918 في مصب نهر تاليامنتو انتشل في 1962 مع متعلقات لجنود البحرية عثر عليها في الحطام. أما نماذج سفن سفن المونيتور النهرية المدرعة [الإنجليزية] التي سلمت بعد استسلام النمسا إلى المملكة اليوغسلافية، فتمثل الخاتمة المنطقية لمعرض تاريخ البحرية النمساوية.

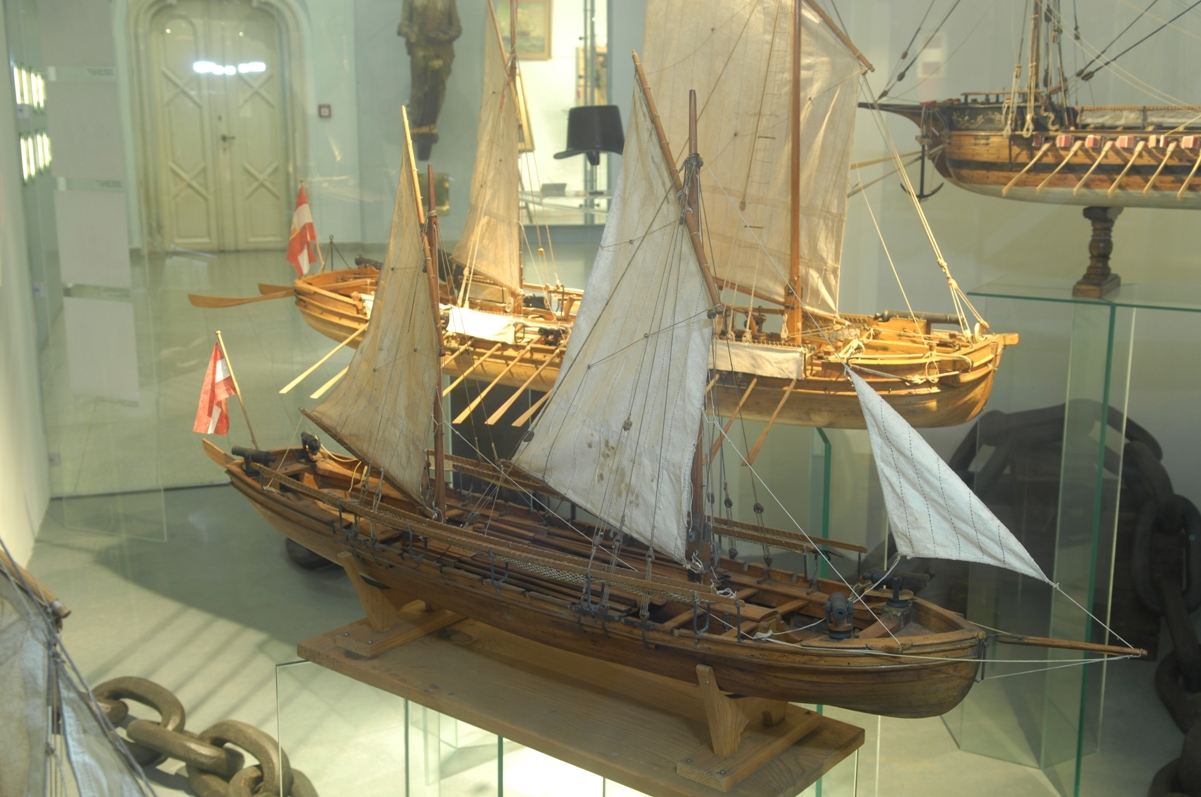
سفن نهر الدانوب
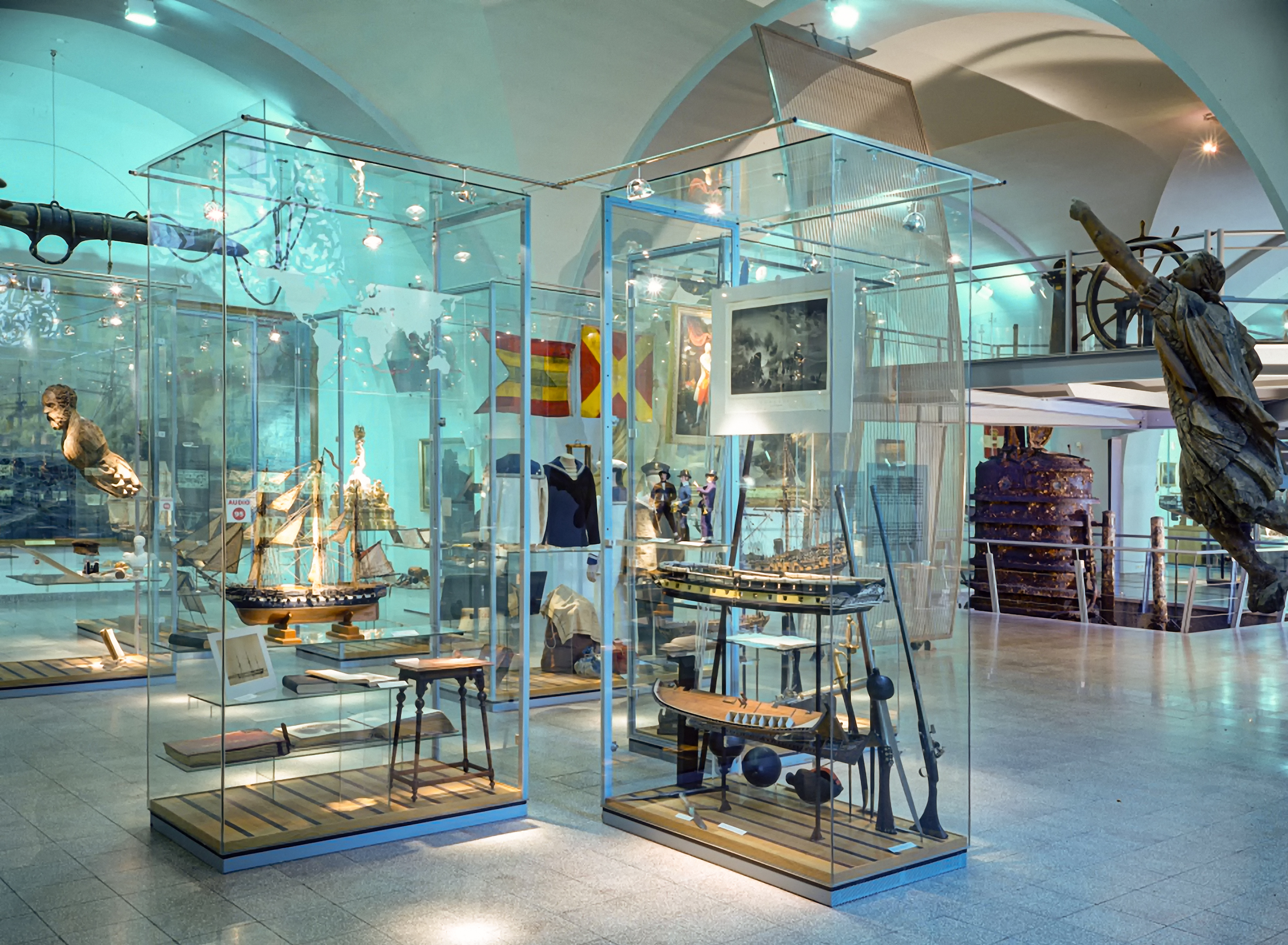
منظر لقاعة البحرية
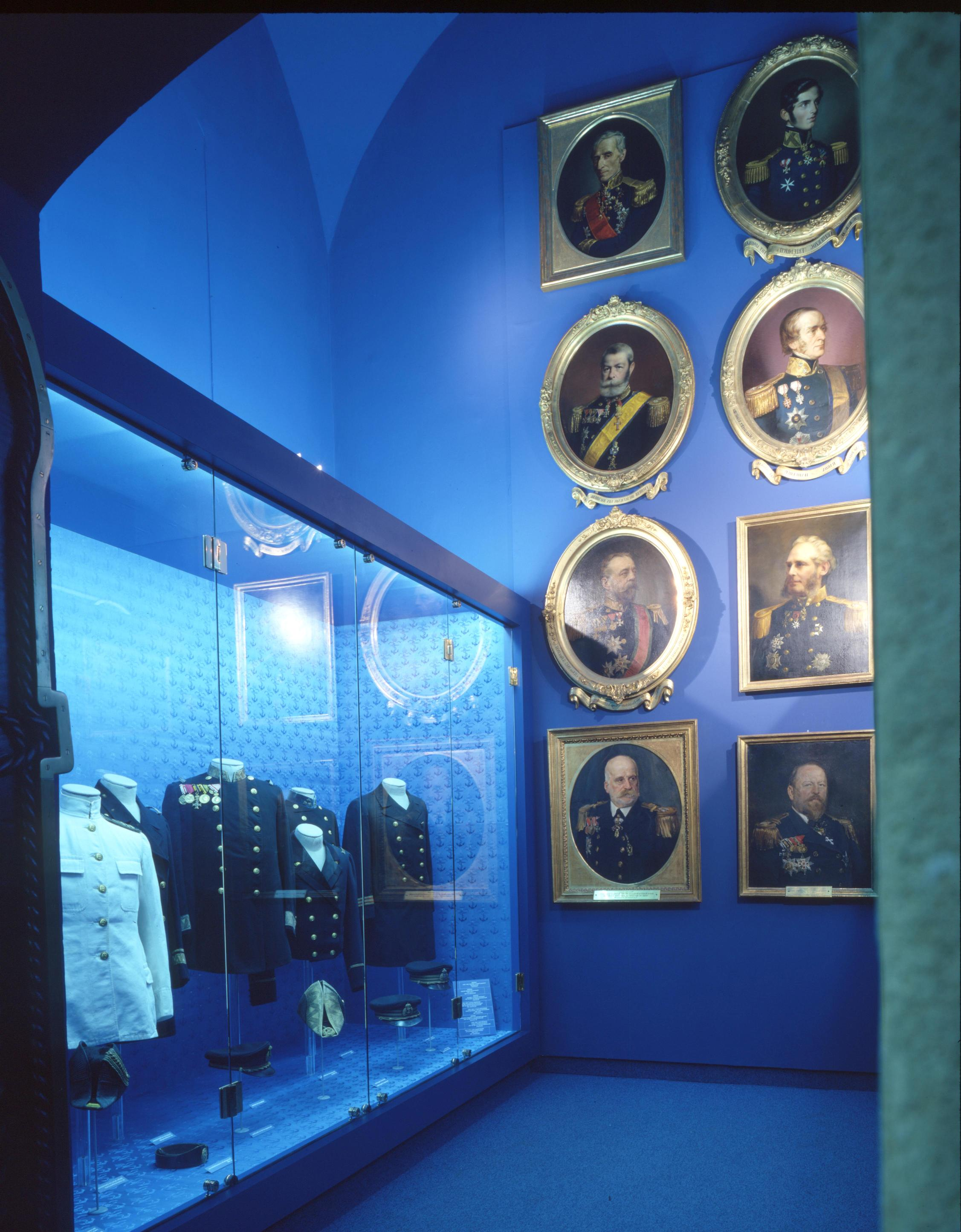
الغرفة الزرقاء
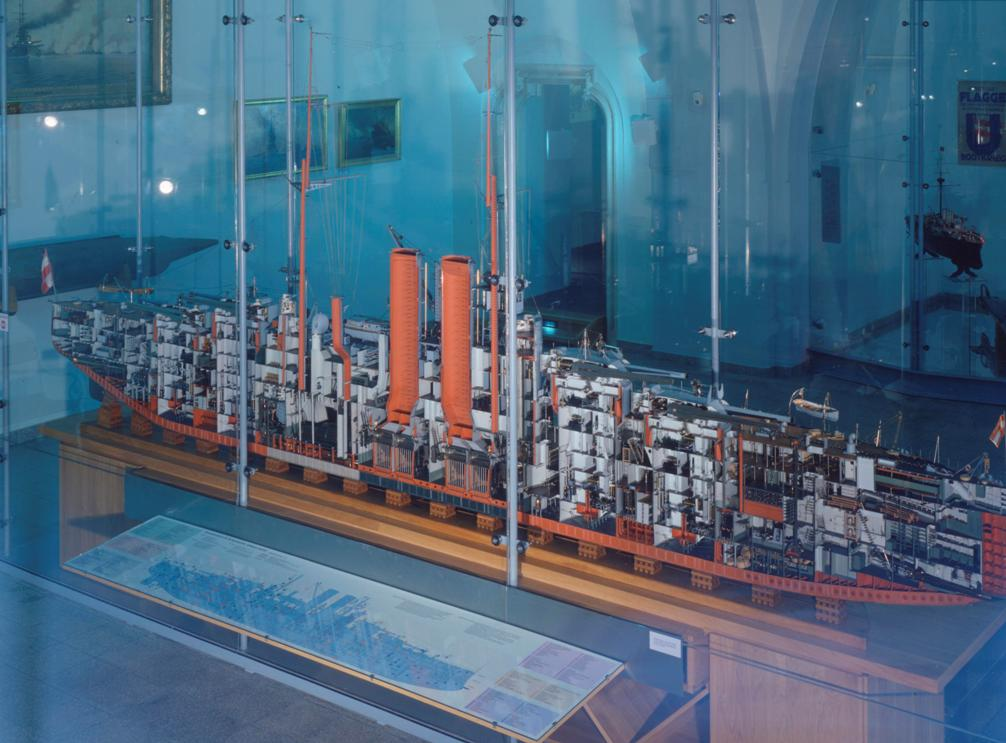
نموذج سفينى فيريبوس أونيتيس
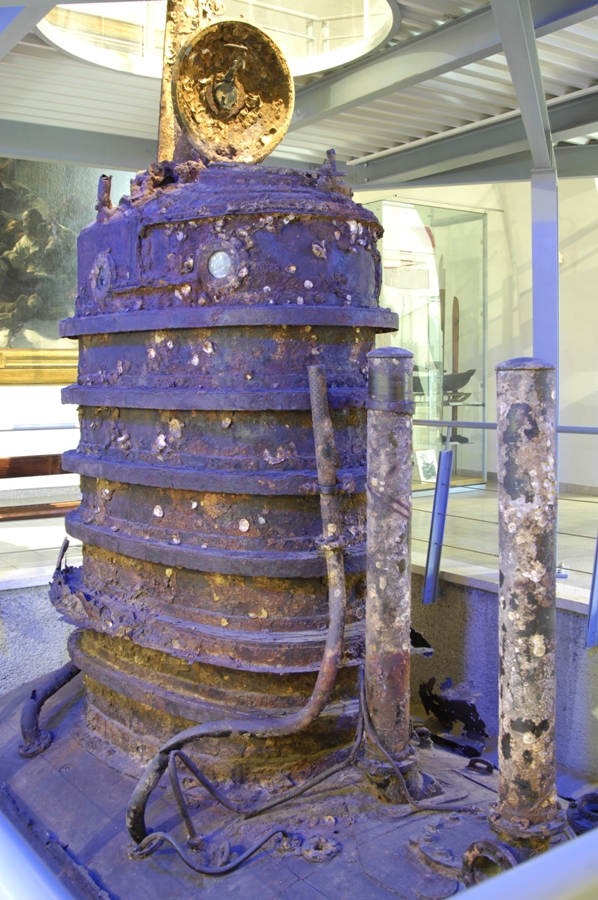
شراع الغواصة تحت 20 سنة

### حديقة الدبابات
تضم المجموعة المعروضة أهم المركبات القتالية التي استخدمت في القوات المسلحة النمساوية منذ العام 1955. جهّزت قوات الدبابات النمساوية الأولى بالكامل بمركبات من قوات الاحتلال، مثل دبابتي تشاريوتر وسينتوريون البريطانيتين، وإم 24 تشافي الأمريكية، ودبابة إيه إم إكس -13 الخفيفة الفرنسية. وفي المجموعة كذلك نوعان رئيسيان من الدبابات السوفيتية التي استخدمت في الحرب العالمية الثانية، وهما في المجموعة، وهما دبابة قتال تي-34 ومدمرة الدبابات إس يو -100 كانتا في الماضي معروضتين أمام نصب الحرب التذكاري السوفييتي في فيينا [الإنجليزية] في فيينا. كما تشمل المجموعة عدة معروضات من الصناعات العسكرية النمساوية، مثل النموذج الأولي لحاملة الأفراد المدرعة ساورر، وكوراسير [الإنجليزية]، ومازال كلا الطرازين قيد الاستخدام في القوات المسلحة النمساوية، وكذلك دبابة إم 109هاوتسر المعروضة أيضا في حديقة الدبابات.

بالإضافة إلى ذلك تقف في المنطقة الخارجية أمام المتحف طائرتان وهما ساب 29 تونان [الإنجليزية] المعروفة باسم «البرميل الطائر»، وساب 35 دراكن [الإنجليزية] .

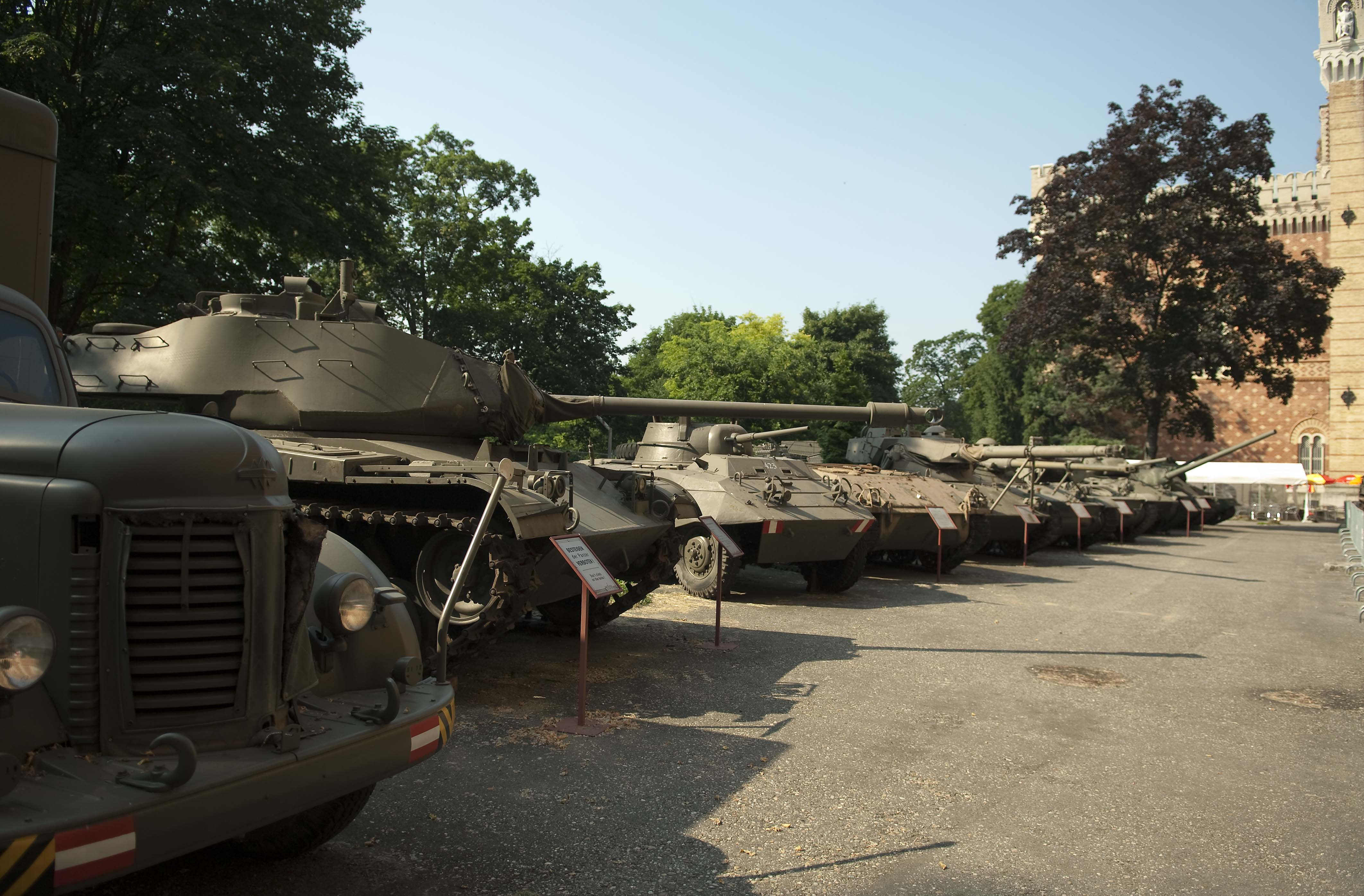
صف الدبابات
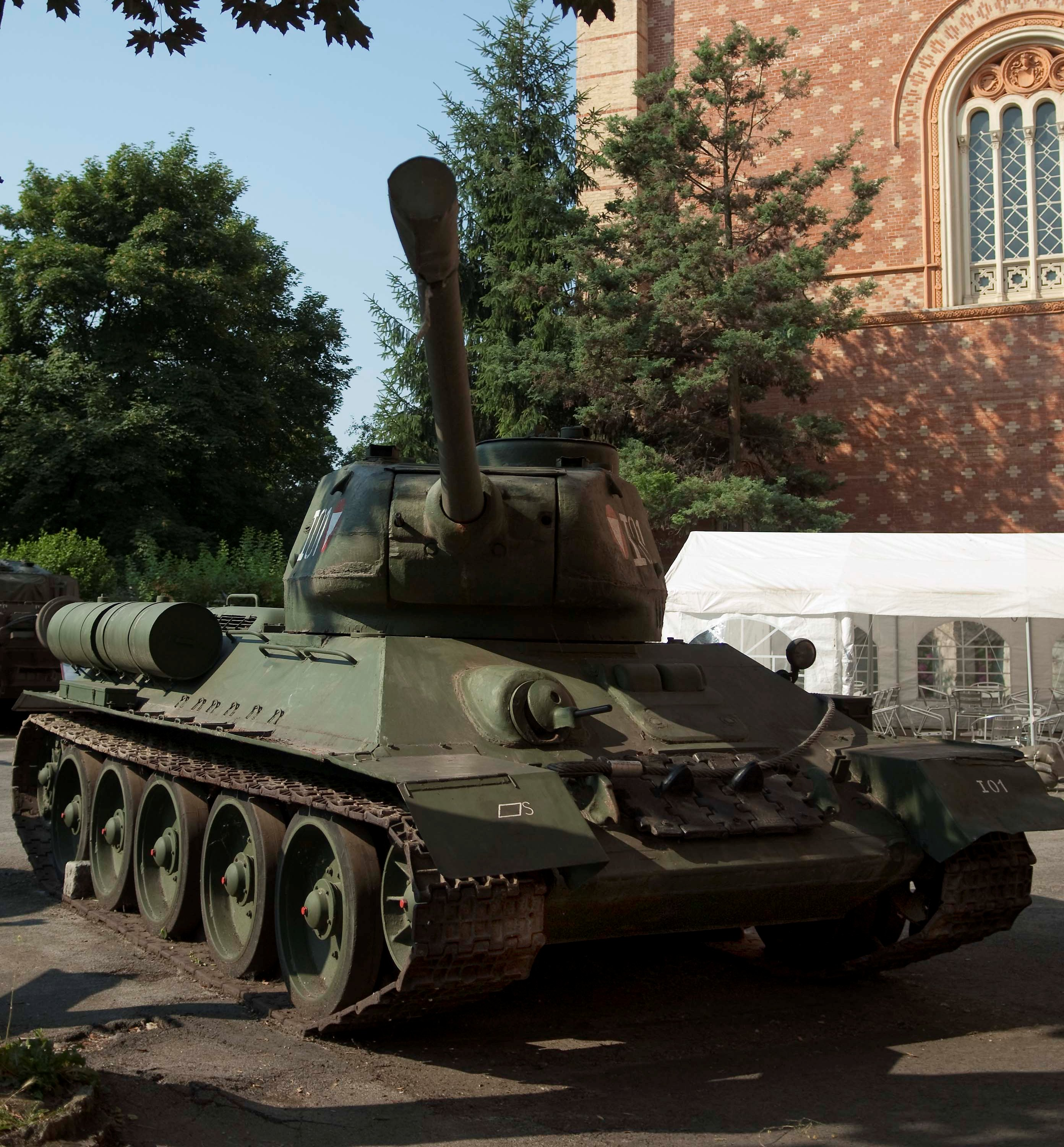
دبابة سوفيتية تي 34
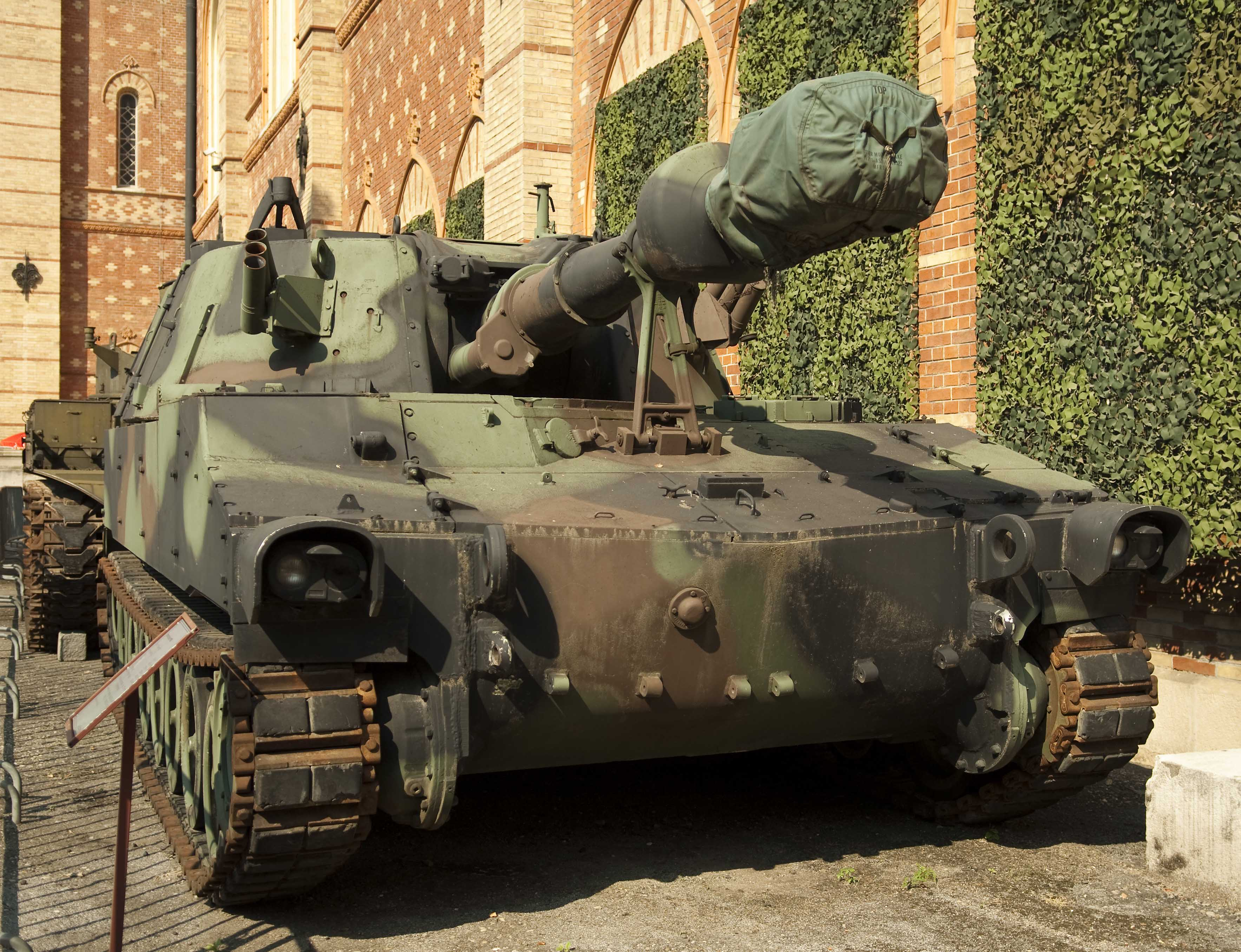
مدرعة هاوتزر M109
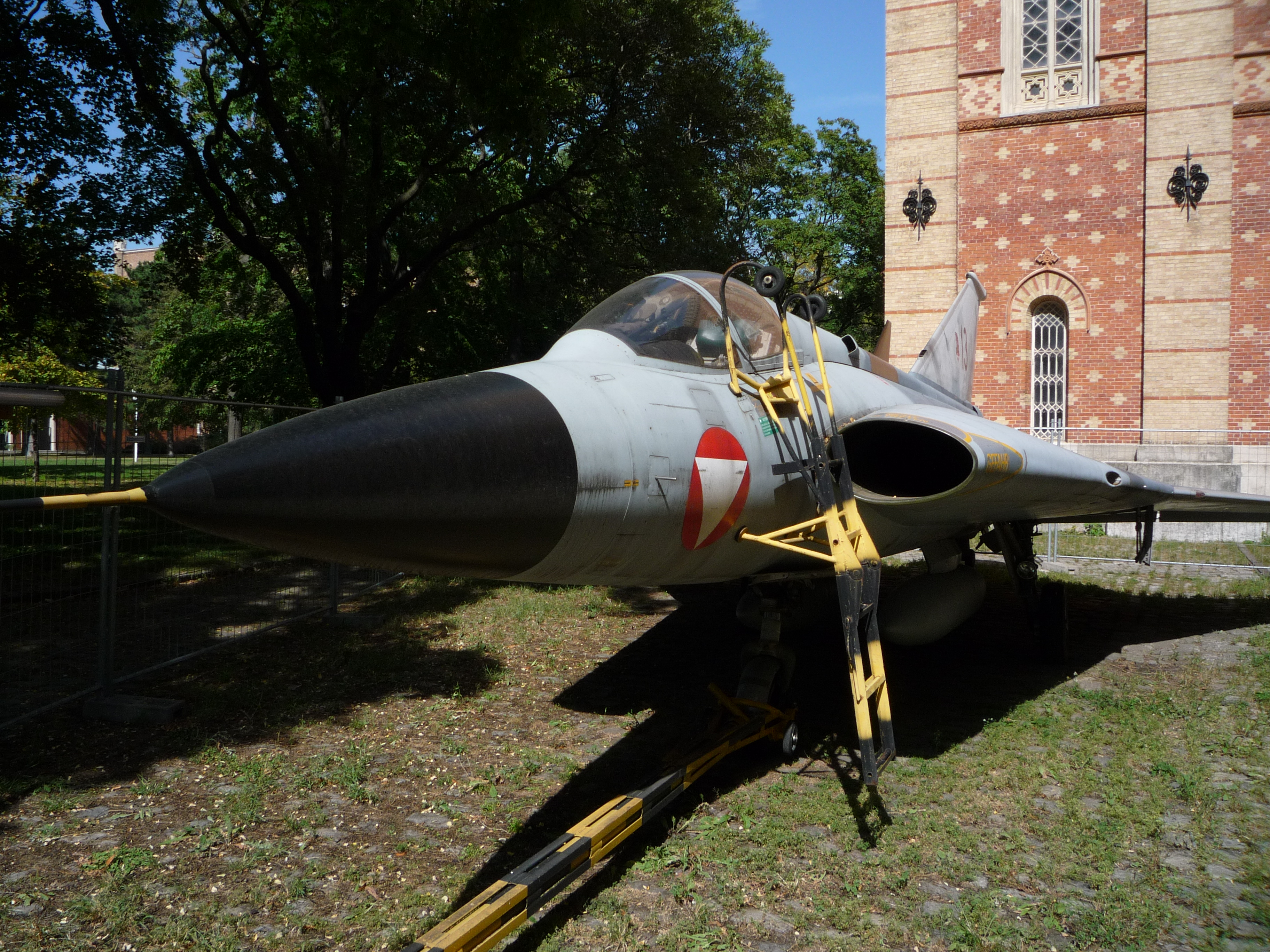
صعب دراكن
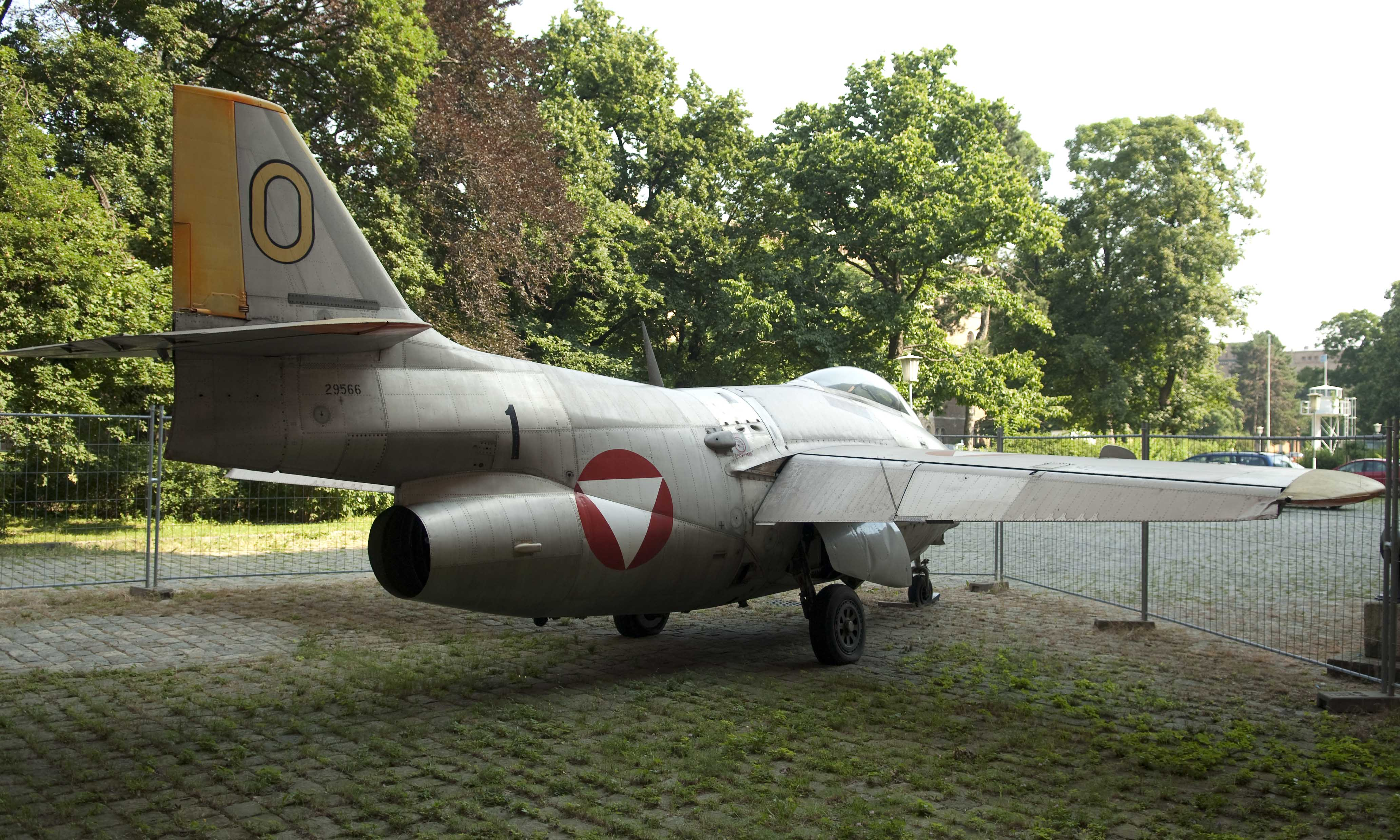
صعب 29 تنان

### قاعة الدبابات
تتحت في العام 2017 قاعة الدبابات في مبنى الأرسينال رقم 8، وتعرض فيها 30 دبابة منها نموذج بورستين (1911)، والنموذج الأول لحاملة الأفراد المدرعة ساورر [الإنجليزية] التي كانت أول دبابة تنتجها النمسا بعد الحرب العالمية الثانية، ودبابات تاريخية مثل دبابة إم 60 باتون الأمريكية، ودبابة ليوبارد2، ودبابة ياغوار [الألمانية] التي استخدمها الجيش النمساوي في الأعوام 1996-2006. تمكن نماذج قطع مفتوحة الزائر من التعرف على داخل الدبابة.
كما تشمل المعروضات في القاعة الدبابة القتالية 38 تي، وهي دبابة تشيكوسلوفاكية من الحرب العالمية الثانية قدمها الجيش السويسري عام 1974 هدية إلى نظيره النمساوي وظلت في مستودعات الجيش إلى أن رممت في العام 2006 وقدمت إلى المتحف.

يشير موقع المتحف على الشبكة إلى ان قاعة الدبابات مغلقة حاليا (أبريل 2021) أمام الزوار لإجراء أعمال ترميم تقنية.

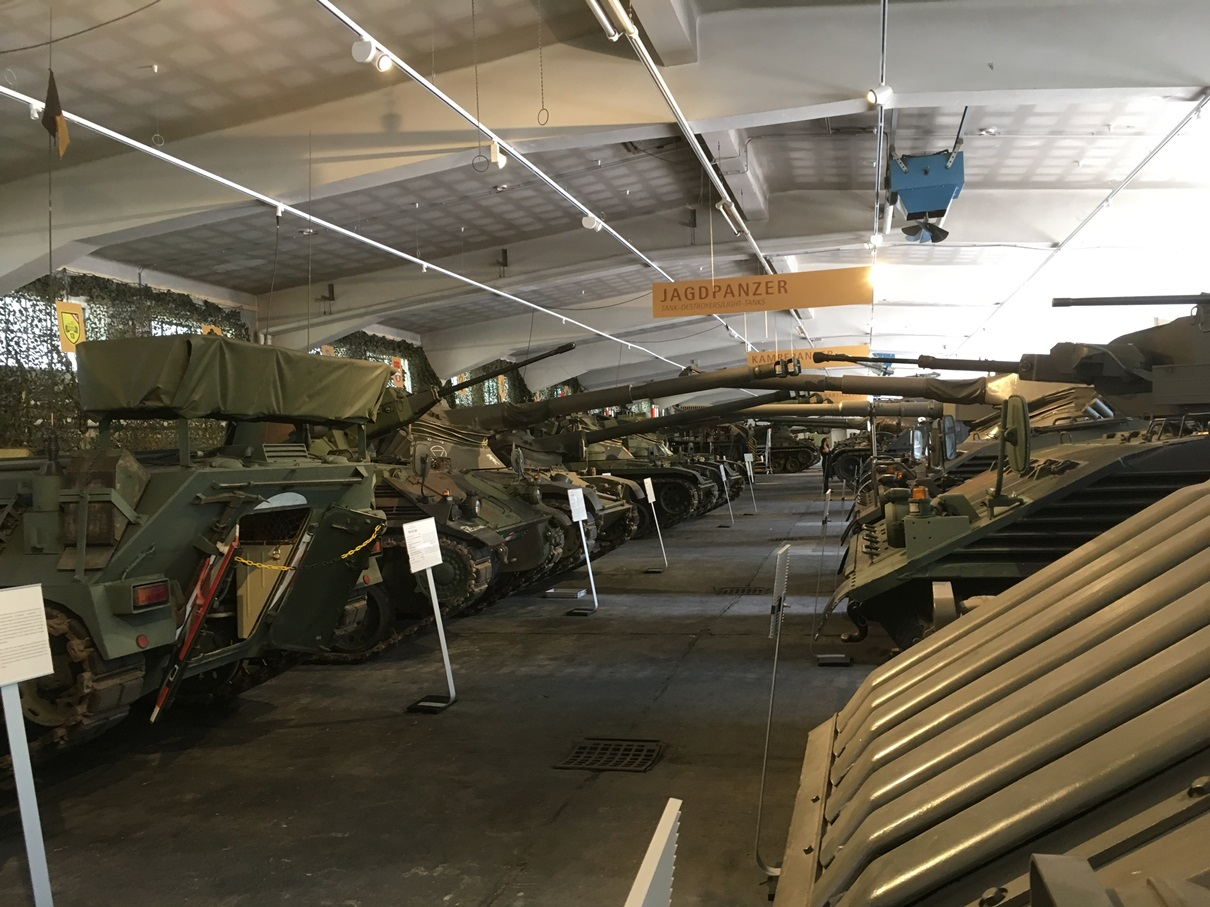
قاعة الدبابات
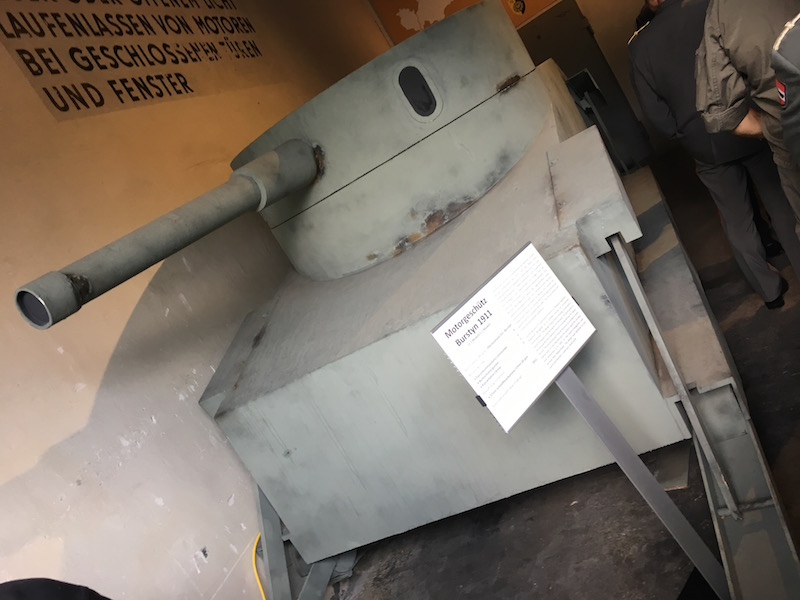
نموذج غونتر بورستين (1911)
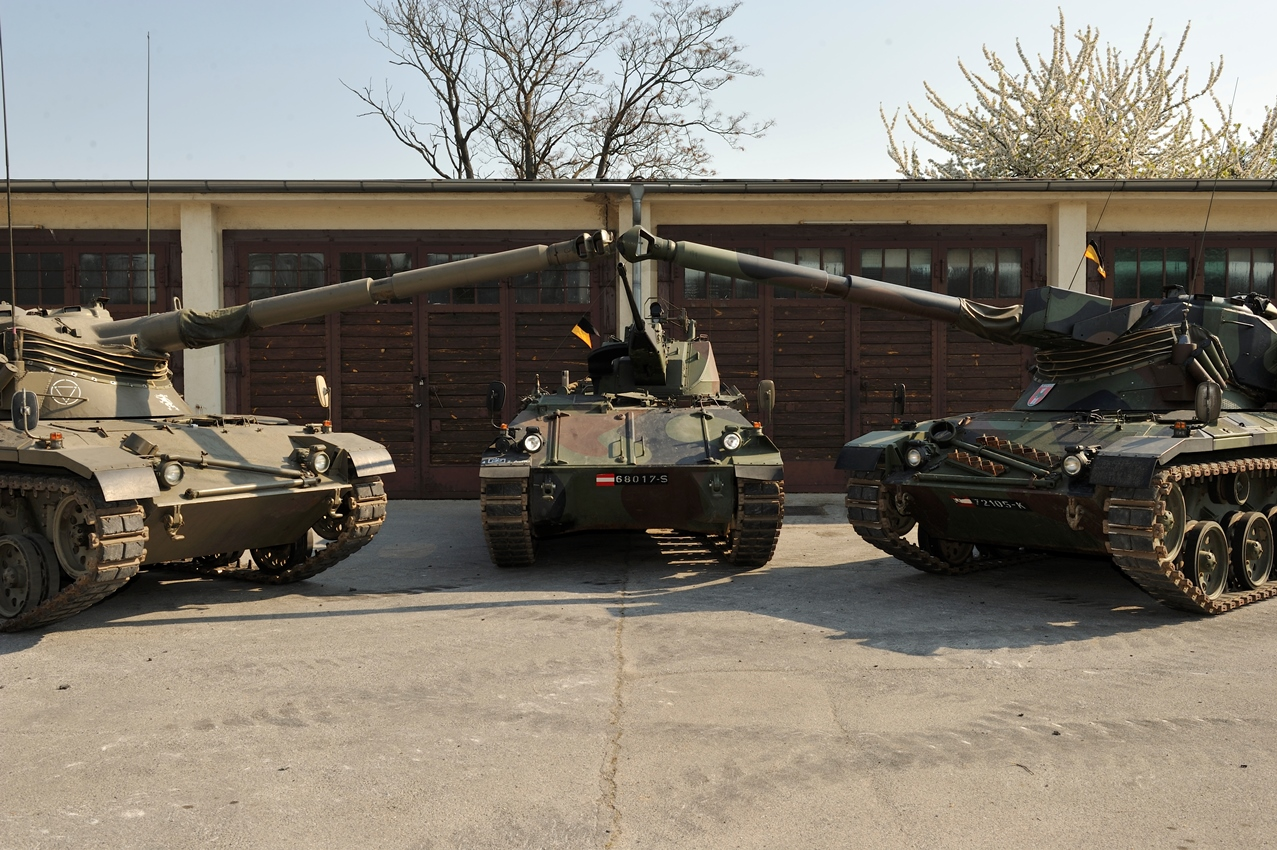
دبابات ساورر وكوراسير
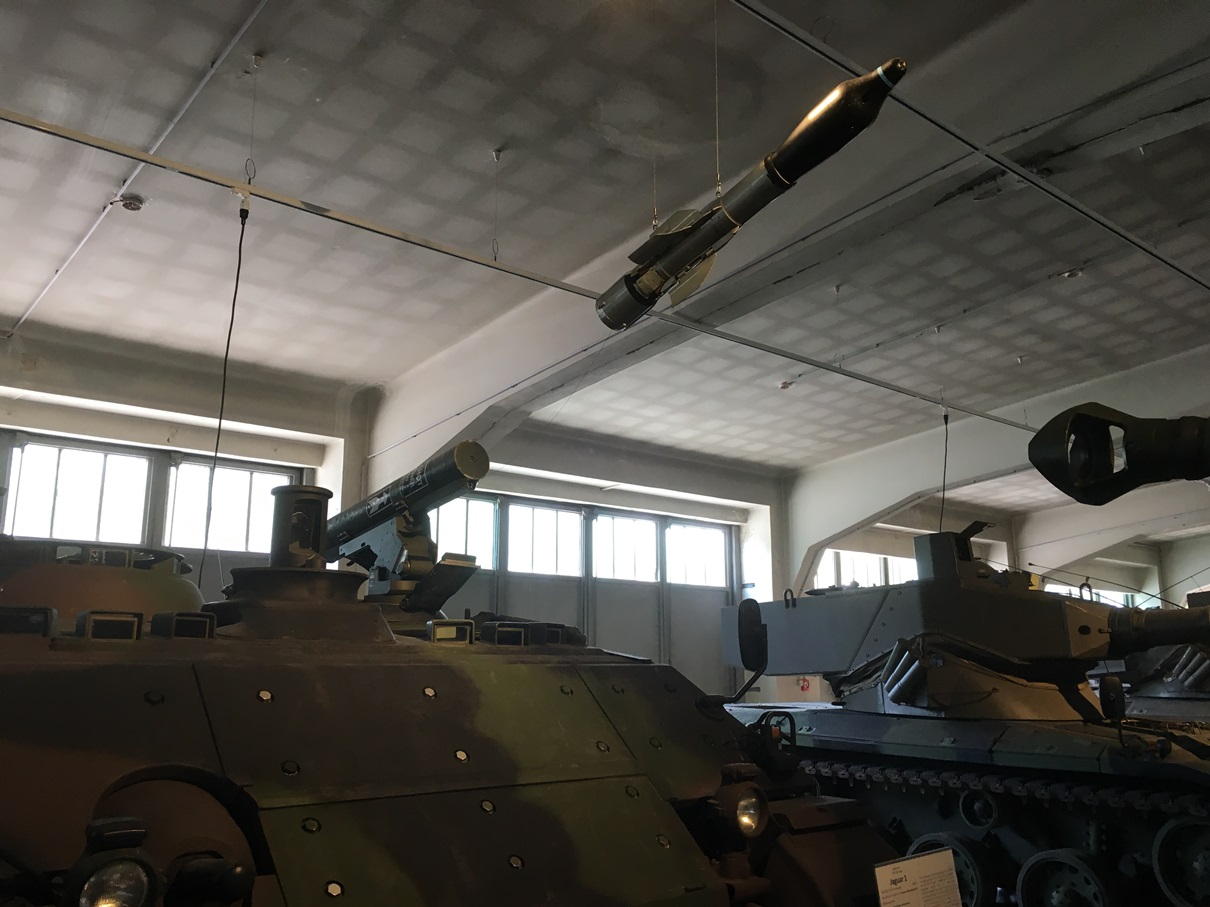
دبابة ياغوار

### قاعات المدفعية
تضم المجموعة مجموعه 550 مدفع وماسورة، مما يجعلها واحدة من أهم المجموعات من نوعها في العالم. معظم المعروضات في المجموعة كانت من مخزن الأسلحة الإمبراطوري القديم. كان حجم المجموعة في الماضي أكثر من ضعف حجم المجموعة الحالية، إلا أن الكثير من المدافع أخذت في فترة الحرب العالمية الثانية وصهرت لإعادة استخدام حديدها.
يقع الكثير من المدافع داخل القاعات أو أمام مبنى المتحف، بينما الغالبية معروضة في قاعتي المدفعية في المبنيين رقم 2 و 17 على جانبي المبنى رقم 1 الذي كان مقر إدارة الأرسنال سابقا. يقع المبنى 2 على يسار المتحف وهو مكرس لتطوّر المدفعية من العصور الوسطى حتى القرن الثامن عشر.
تحتوي الغرفة الجانبية على الجزء الأكثر قيمة من الناحية التاريخية من المجموعة، وهي المدافع المصنوعة من الحديد في العصور الوسطى، ومنها فوهة مدفع بومهارت فون شتاير [الإنجليزية] من القرن الخامس عشر الذي تزن ثمانية أطنان وطولها 2.5 مترا بقطر 80 سم، وإلى جانبها قذيفة حجرية تزن ألف رطل، وهي أقدم قطعة في المجموعة الإمبراطورية وواحدة من قلة من مدافع القرون الوسطى الكبيرة التي احتفظ بها كاملة. كما تحتوي الغرفة المقابلة والمنطقة المركزية على مواسير نحاسية بأحجام مختلفة يعود تاريخها إلى القرنين السابع عشر والثامن عشر. قاعة المدفعية. أما المبنى رقم 17 فيحتوي على مدافع معظمها أجنبية، منها مدافع من البندقية ومدافع عثمانية، إضافة إلى فوهات مدافع فرنسية غنمها الجيش النمساوي في الحروب النابليونية، كما تحتوي الغرفتان الجانبيتان على فوهات مدافع نمساوية، منها مدافع قديمة ذات تلقيم خلفي.

الزخارف التي تزين قاعات المدفعية من عمل فنانين مختلفين، فالمبنى رقم 17 يزينه رسم هانز فولتس «فتح أوترخت على يد ماكسميليان الأول»، بينما يزين المبنى رقم 2 رسم للرسام العسكري هوغة فون بولفارد يمثل وسائط نقل القوات ومراكب نم القرون الوسطى في عهد مكسميليان، كما يزين القاعة المقابلة في نفس المبنى رسومات لألبرت يانيش تتناول المدفعية في نفس العهد.

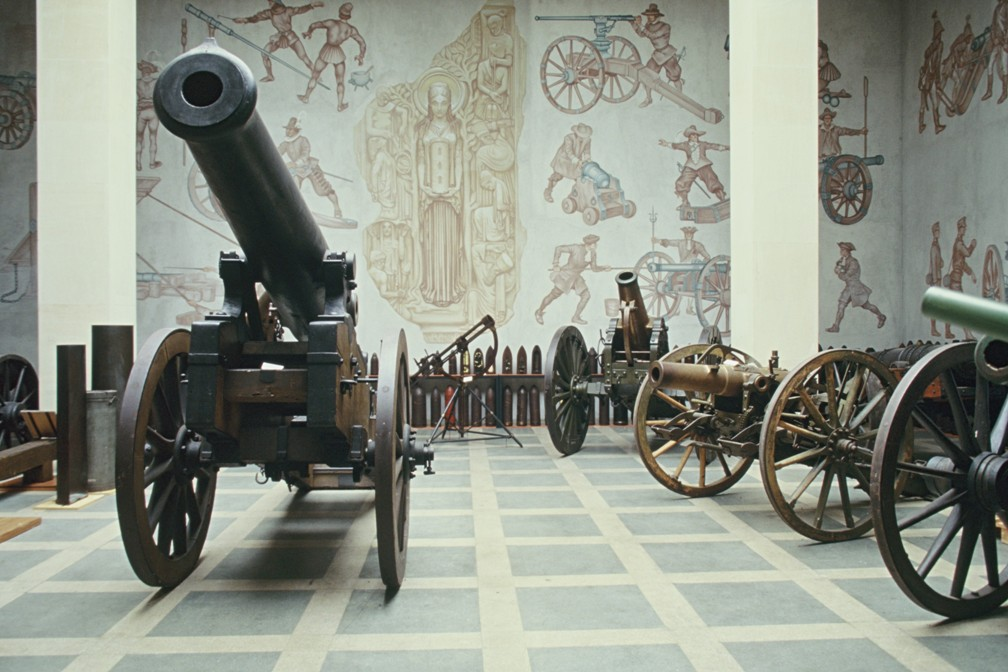
قاعة مدفعية
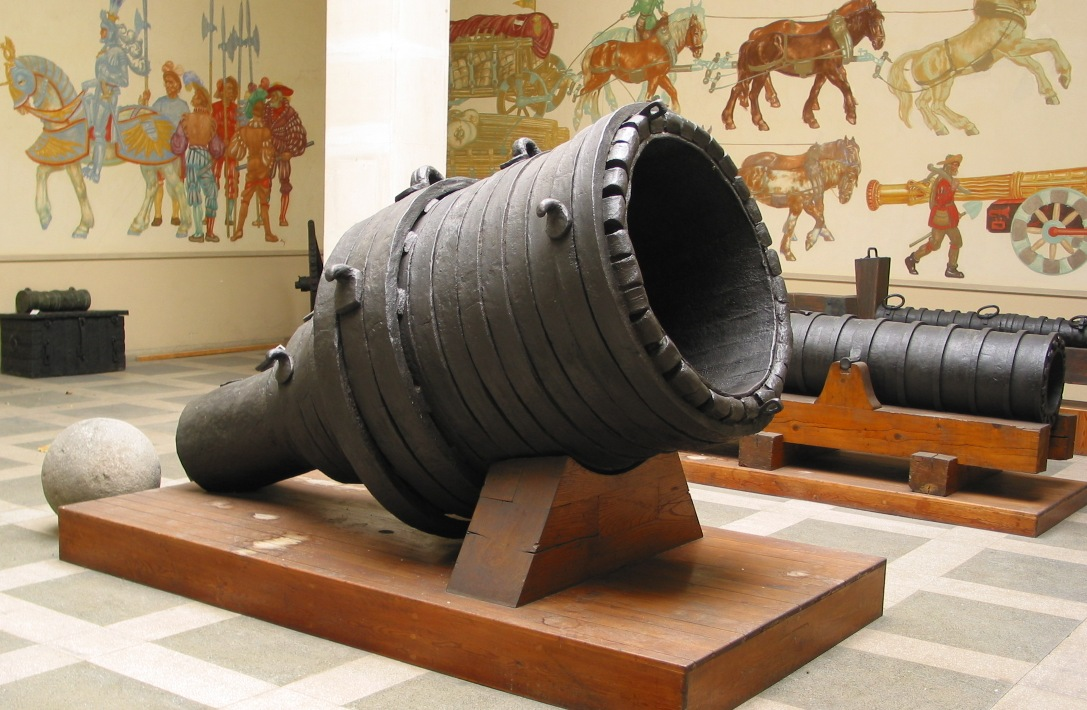
بومهارت فون شتاير
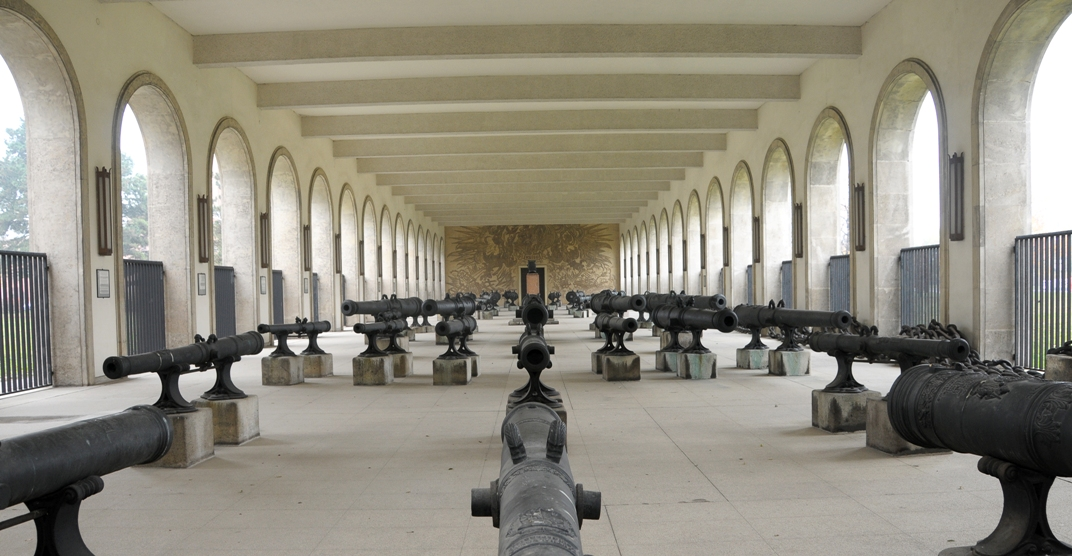
قاعة مدفعية
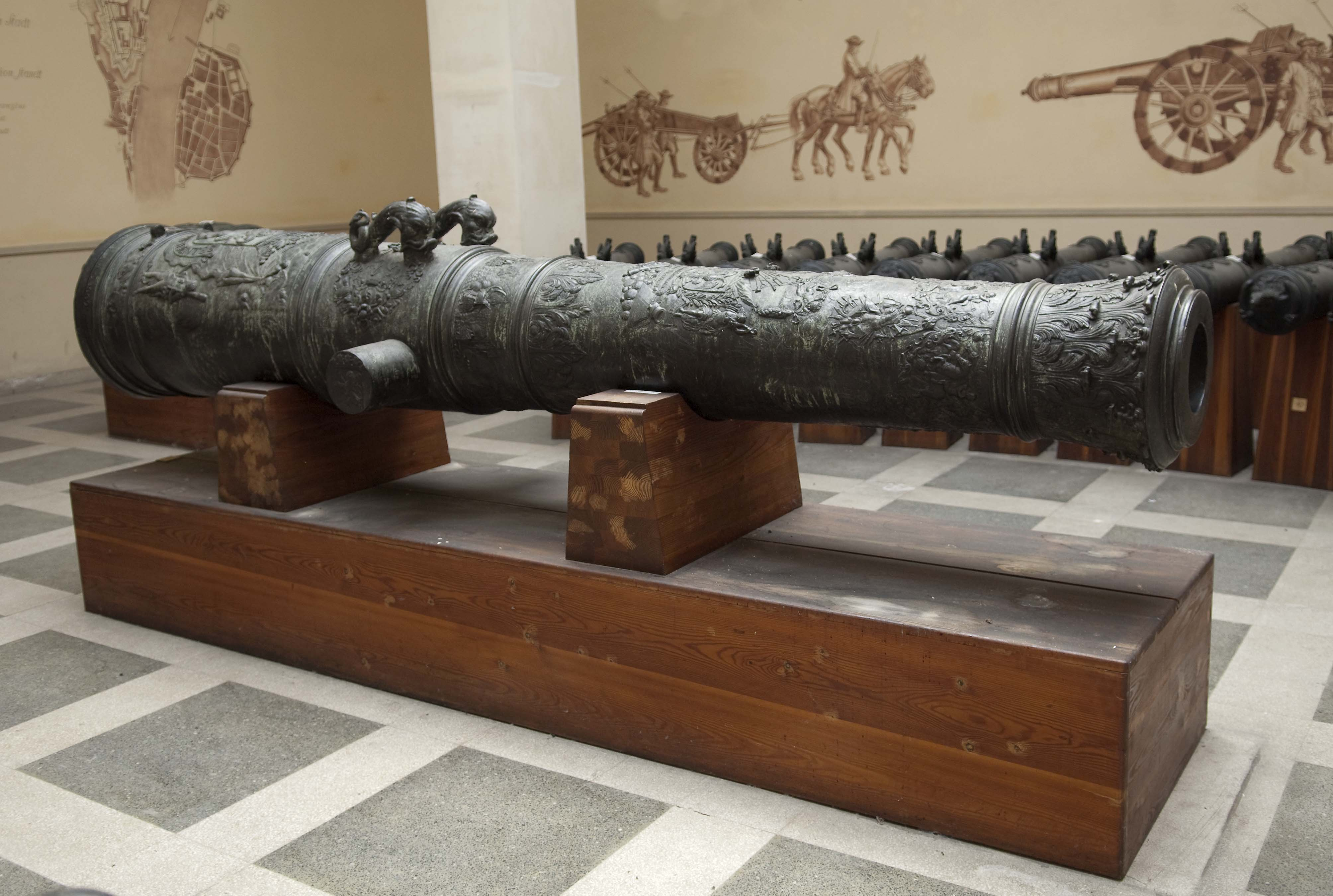
كارتووي ، 1669
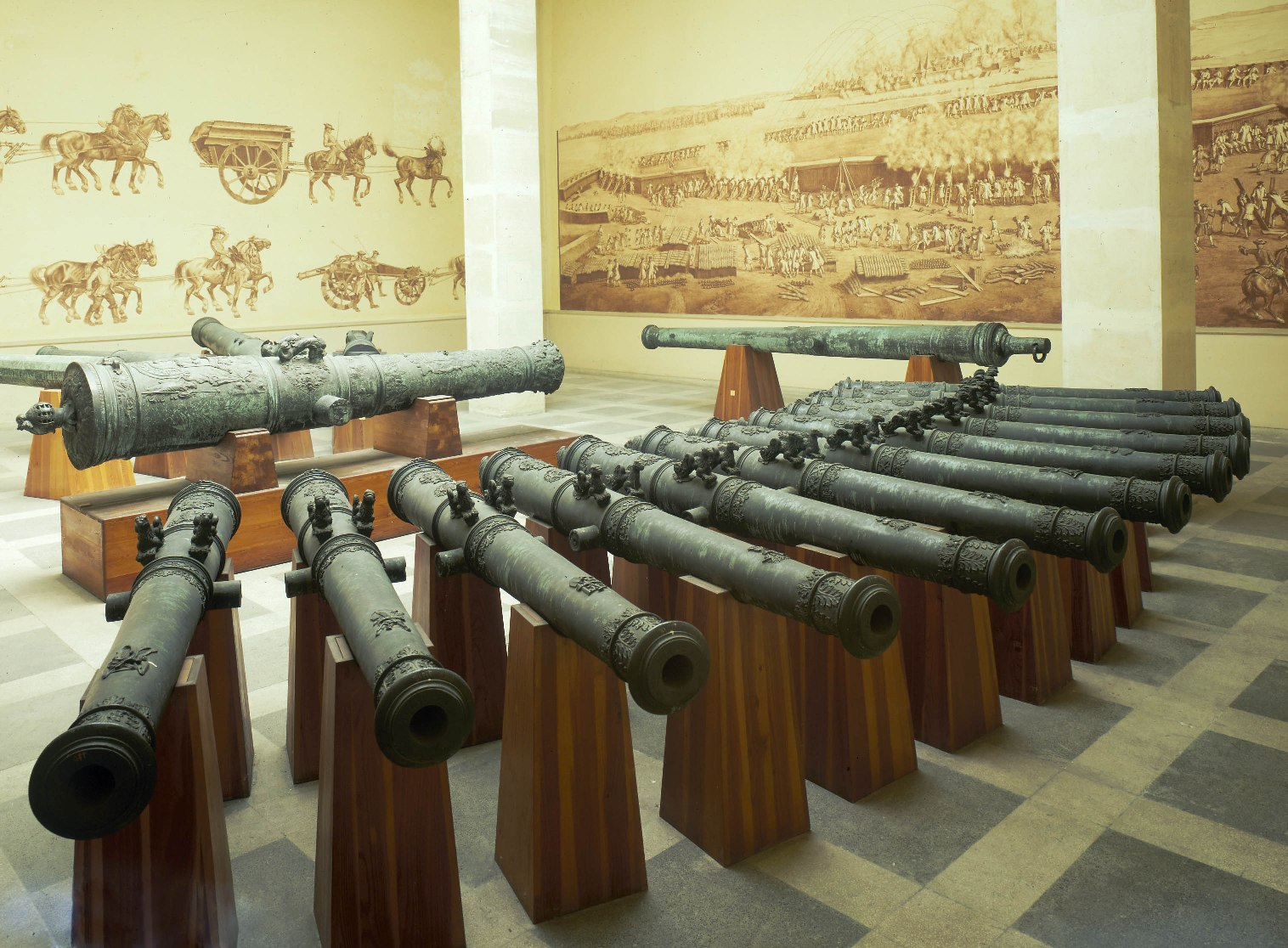
سلسلة "مدافع الشهر" من نورنبيرغ

## الفعاليات، المعارض الخاصة، الفروع

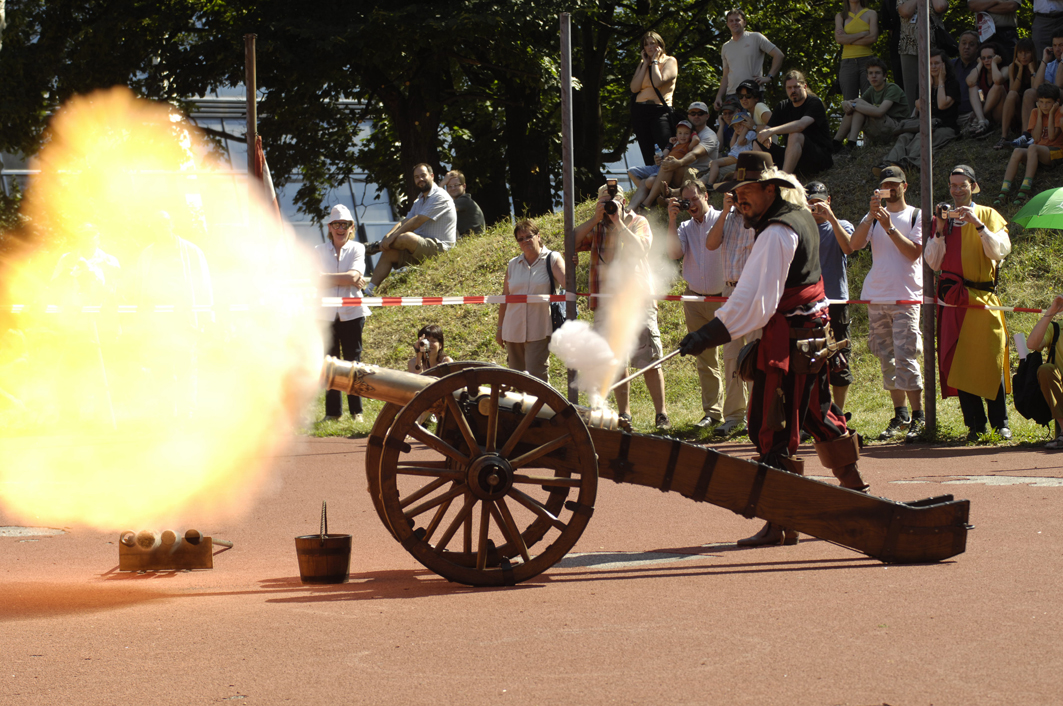
مونتور أوند بولفيردامف 2007

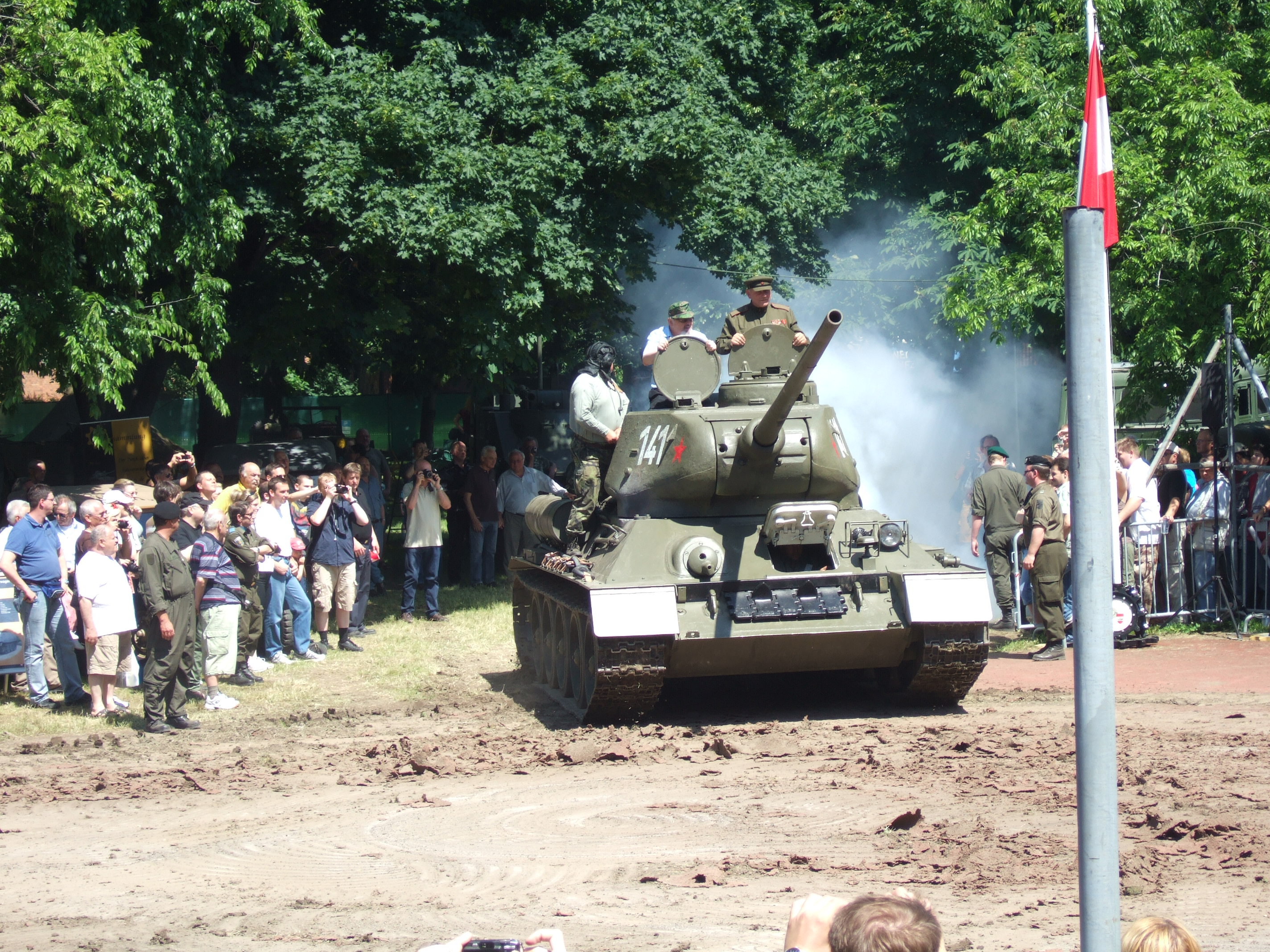
دبابة قتالية سوفيتية T-34 من الحرب العالمية الثانية خلال معرض "على عجلات وسلاسل" - 2010

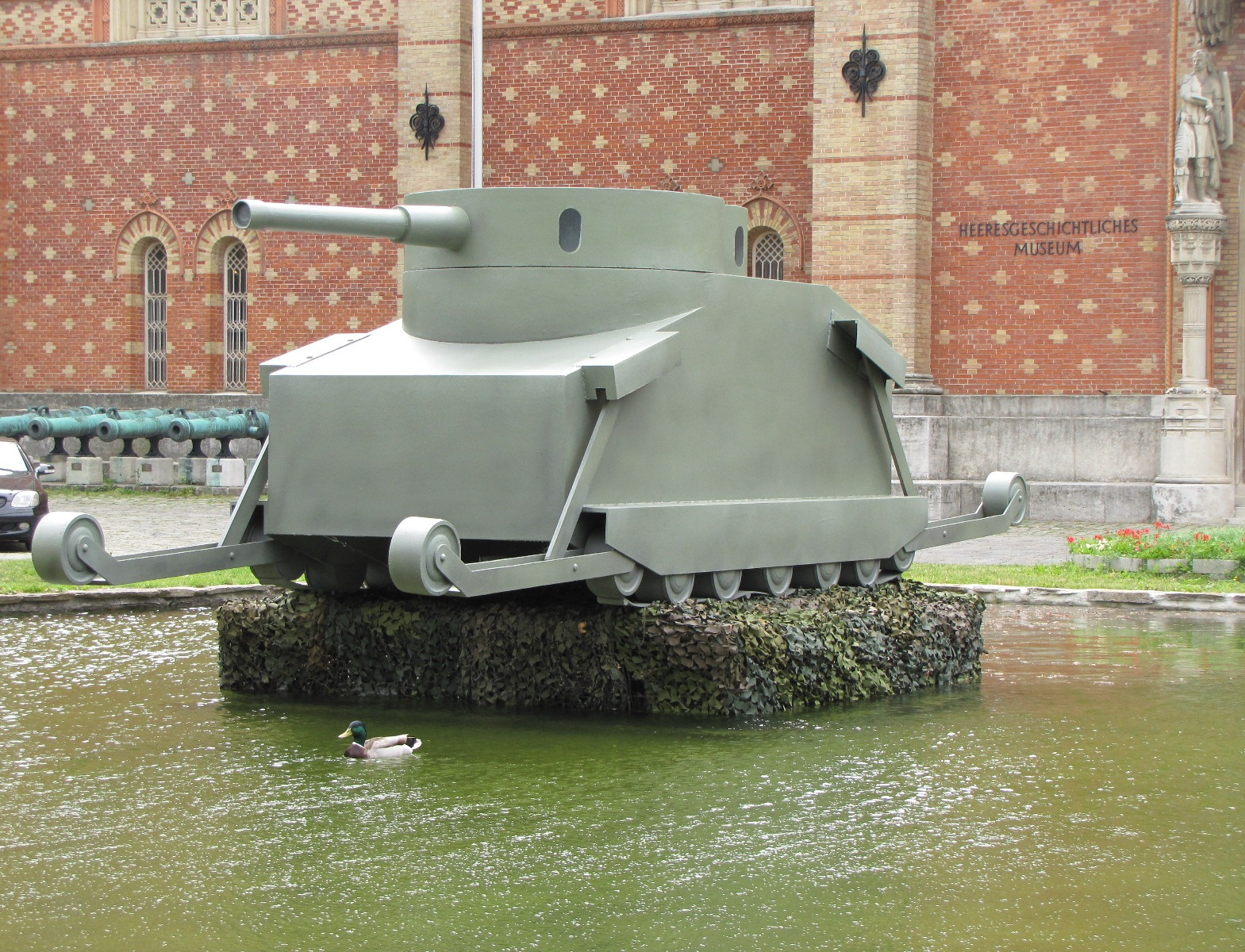
نموذج للمدفع المؤلل الذي اخترغه غونتر بورستين (1879–1945)، ويعد أول تصميم لدبابة حديثة، معروضا أمام المتحف في المعرض الخاص «مشروع وتصميم»

### الفعاليات
يتوافد الآلاف من الزوار إلى المتحف لمشاهدة أربعة أحداث رئيسية:
- Go Modeling معرض ينظم كل عام منتصف شهر مارس من قبل الجمعية الدولية لمودعي البلاستيك في النمسا (IPMS). تتضمن العناصر المعروضة عدة نماذج من المركبات العسكرية والطائرات والسفن المبنية بأبعاد حقيقية.
- Auf Rädern und Ketten ، هو تجمع كبير من المركبات العسكرية التاريخية التي بنيت حتى عام 1969، والذي يقام كل عام في بداية شهر يونيو. يتم تقديم أكثر من 100 مركبة من مختلف فروع الجيش - من الدبابات إلى الدراجات - للجمهور في المنطقة الخارجية خلف مبنى المتحف.
- Montur und Pulverdampf (Uniform and Gunpowder) هو مهرجان للسفر عبر الزمن في التاريخ العسكري لمدة ثلاثة أيام من العصور الوسطى حتى الوقت الحاضر، والذي يقام كل عام بين أوائل ومنتصف يوليو. تعمل المنطقة الخارجية الكبيرة وراء المتحف كمسرح لرواة القصص، وإعادة تمثيل المعارك التاريخية والحرفيين والتجار والموسيقيين، ومأكولات الطهي، وبرنامج شامل للأطفال.
- Mittelalterlicher Adventmarkt يتم تنظيمه عادةً في عطلة نهاية الأسبوع في أوائل ديسمبر ويستقطب ما يصل إلى 20000 زائر. ينطوي على سوق عيد الميلاد في العصور الوسطى مع المهرجين والموسيقيين وعروض المبارزة وخيام التاجر.

### المعارض الخاصة
يستضيف متحف Heeresgeschichtliches معرضًا خاصًا مرتين في السنة حول موضوع التاريخ العسكري.
تشمل المعارض السابقة والحالية:
- Seelen der gewesenen Zeit - Historische Schätze der Bibliothek (أرواح الماضي - الكنوز التاريخية للمكتبة ، من 3 ديسمبر 2013 إلى 31 أغسطس 2014)
- Dröhnende Motoren (محركات هدير ، 7 سبتمبر إلى 20 أكتوبر 2013)، قاعدة زيلتويج الجوية
- Fliegen im Ersten Weltkrieg (الطيران في الحرب العالمية الأولى ، 26 أبريل - 20 أكتوبر 2013)، قاعدة زيلتويج الجوية، حظيرة 8
- WoMen at War - kuk Frauenbilder 1914-1918 (14 مارس 2013 إلى 29 سبتمبر 2013)
- ألكسندر بوك - Militärmalerei als Beruf (ألكسندر بوك - الرسم العسكري كمهنة ، 12 سبتمبر 2012 إلى 13 يناير 2013)
- Kaiser Karl I. - Gesalbt ، Geweiht ، Gekrönt (الإمبراطور تشارلز الأول، الممسوح، المقدس، المتوج ، من 12 أبريل إلى 19 أغسطس 2012)
- Projekt & Entwurf - Militärische Innovationen aus fünf Jahrhunderten (Project & Conception - الابتكارات العسكرية من خمسة قرون ، 2011)
- Schutz und Hilfe - 50 Jahre Auslandseinsatz (الحماية والمساعدة - 50 عامًا من مهمة أجنبية ، 2010)
- Bulgarien - Der unbekannte Verbündete (بلغاريا - الحليف المجهول ، 2009)

### فروع المتحف
- زوارق الدورية: في عام 2006 أحضرت القوات المسلحة النمساوية، زورقي دورية إلى متحف التاريخ العسكري. يتم إرساء القوارب الآن في حوض بناء السفن تحت رعاية القوات البحرية النمساوية ويمكن الوصول إليها من قبل الجمهور.[23]
- نظام المخابئ: منذ عام 2014، كان نظام المخابئ محمي إلى حد كبير من القوات المسلحة النمساوية منذ وقت الحرب الباردة وأصبح متاحًا للجمهور كمتحف في الهواء الطلق.[24]
- معرض الطيران العسكري في قاعدة زيلتويج الجوية: منذ عام 2005، يتم عرض 23 طائرة تاريخية مثل جاك -18 في منطقة عرض بمساحة 5000 مترمربع في هانجر 8. بالإضافة إلى ذلك يشمل المعرض محركات الطائرات والمحركات النفاثة، وأنظمة رادار المراقبة الجوية، ومعدات الطيران، والمدافع المضادة للطائرات، والمركبات التاريخية للقوات الجوية، ومعدات الخدمة الجوية للجيش الإمبراطوري الألماني وفيلق الإشارات، والزي الرسمي، وبدلات الطيران، ونماذج والشارات والصور التاريخية.[25]
- مجموعة من معدات الإشارات في ثكنات Starhemberg: تحتوي هذه المجموعة على عدد كبير من معدات الإشارات التاريخية، بدءًا من المعروضات ذات القيمة التاريخية من القرن التاسع عشر، وتكنولوجيا الاتصالات والتشفير من الحرب الباردة، إلى أحدث معدات الاتصالات العسكرية .

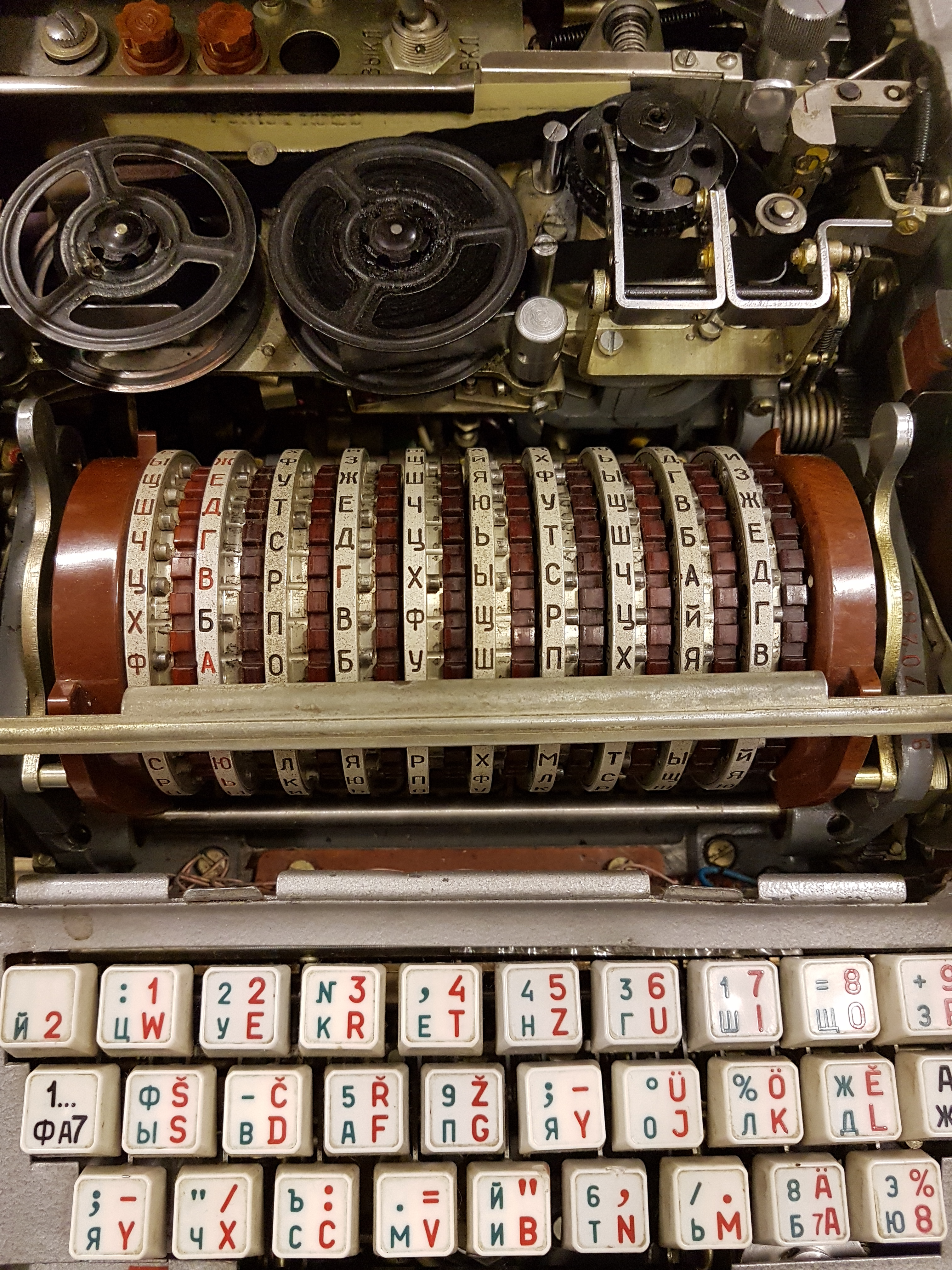
آلة الشفرة الدورانية "فيالكا" الروسية ، معروضة في مجموعة فرع معدات الإشارة

## المتحف في الأدب والفن

### المؤلفات
- في مقالاته بعنوان Eine Reise in das Innere von Wien ، يصف الكاتب النمساوي جيرهارد روث انطباعاته من جولة إرشادية عبر متحف Heeresgeschichtliches.[26]

### فيلم
- في عام 1993، قام المؤرخ إرنست تروست (الراوي: أكسل كورتي) بتصوير الفيلم الوثائقي Zwingburg und Ruhmeshalle. داس وينر آرسنال ، الذي يركز بشكل رئيسي على متحف التاريخ العسكري باعتباره محور الأرسنال.[27]
- تم تصوير أجزاء من الفيلم التلفزيوني Kronprinz Rudolf ، بطولة Max von Thun في Ruhmeshalle في متحف التاريخ العسكري في عام 2005.
- في يناير 2013، أشاد كارل هوهينلوهي بمتحف التاريخ العسكري في الفيلم الوثائقي Aus dem Rahmen من قبل قناة ذات اهتمام خاص ORF III من هيئة الإذاعة النمساوية.[28]

## اوقات الزيارة
يفتح المتحف أبوابه يوميًا من الساعة 9 صباحًا حتى 5 مساءً (باستثناء يوم رأس السنة، وعيد الفصح، 1 مايو، وعيد جميع القديسين، وفي 25 و 31 ديسمبر). الدخول مجاني في الأحد الأول من كل شهر وفي اليوم الوطني النمساوي (26 أكتوبر).
يقدم موظفو المتحف جولات بصحبة مرشدين على العصور التاريخية الخاصة والمناطق. إضافة إلى عمل الفريق التعليمي بالمتحف والذي تأتي أهميته لما يقدمه من برامج متنوعة للأطفال والمدارس لمختلف المراحل الدراسية. علاوة على ذلك من الممكن تنظيم حفلات أعياد الميلاد للأطفال وغيرها من المناسبات الخاصة.

## استئجار لمناسبات خاصة
- يمكن استئجار الغرف الفخمة لمتحف التاريخ العسكري، مثل قاعة المارشالات وقاعة الشرف ، للأحداث والاحتفالات (بما في ذلك حفلات الزفاف وحفلات أعياد الميلاد وعروض الشركات).

## روابط خارجية
- الموقع الرسمي لمتحف التاريخ العسكري
- الفيلم الوثائقي Aus dem Rahmen (ORF III) اعتبارًا من يناير 2013.
- الفيلم الوثائقي Zwingburg und Ruhmeshalle. داس وينر ارسنال إرنست تروست وأكسل كورتي من عام 1993.
- الصفحة الرئيسية للقوات المسلحة النمساوية
- البحرية النمساوية المجرية في الحرب العالمية الأولى انظر البند 24 للحصول على معلومات حول U.20، الغواصة المعروضة في المتحف.